# 布雷拉画廊
布雷拉畫廊（義大利語：Pinacoteca di Brera）是一個坐落在義大利米蘭布雷拉宮的畫廊，主要收藏了中世紀至20世紀初的畫作，是收藏義大利繪畫最重要的地點之一。

## 歷史
布雷拉美術館所在地最早是一片荒蕪的草地，Brera一詞來自法語Braida，意為一片蔥鬱的草地，早在13世紀初就有修士在此建立修道院，並與世隔絕長達三個世紀，於16世紀時，教宗庇護五世輾轉將修道院連同周圍土地給予耶穌會，耶穌會在此建立了一座學校，提供相當於大學等級的教育課程，為今日布雷拉學院的前身，1573年，耶穌會聘請建築師擴建該校，並購買了一些周邊土地，整個建築過程歷經波折，多次中斷，最後於18世紀後期在瑪麗亞·特蕾莎的治下才完成，1776年，在朱塞佩·皮耶爾馬里尼的主導下美術館正式成立，美術館於拿破崙統治時代奠定了現今的模樣，於1882年，美術館從學院中獨立出來，成為了義大利最重要的國家博物館之一，1898年，美術館的展品開始按照區域及畫派劃分並且依照年代進行排序，新的排列方式讓展覽面積擴大。
第一次世界大戰期間，出於安全考量，館藏轉往羅馬避難，二戰時期館藏也提早被遷出幸免於難，但布雷拉宮被炮彈擊中，損毀嚴重，戰爭結束後的1946年開始進行重建，由建築師皮埃羅·波爾塔盧皮負責，1950年美術館重建工作完成並重新開館，由於館藏空間不足、設備老舊等因素，美術館於1973年再次閉館整修，於1977年重新對外開放，並將部分館藏挪往美術館於1972年購得，位於美術館旁的齊特里奧宮（Palazzo Citterio），如今美術館依然問題重重，館藏空間還是不足，但美術館已著手規劃修繕部分老舊、長期被忽略的區域並加以利用，期望未來能以現代機構的面貌呈現在世人面前。

## 館藏
美術館最早的館藏主要來自貴族的收藏，在拿破崙統治時期開始藉由掠奪、徵收來自各教堂、修道院中的藝術品，而在隨後的義大利王國時期又從國家各個地區匯集宗教藝術作品，起初作品主要收集自倫巴底，後來遍及整個教宗國的領土，至1813年，美術館已收藏了近900幅作品，之後至19世紀末期館藏並無多大變化，於20世紀初期，在各方的慷慨捐贈下，館藏又開始大量增加，如卡拉瓦喬的《以馬忤斯的晚餐》便是在此時期收入，而這時期也開始重視19世紀的繪畫，也陸續收購了不少畫作。

## 主要館藏列表

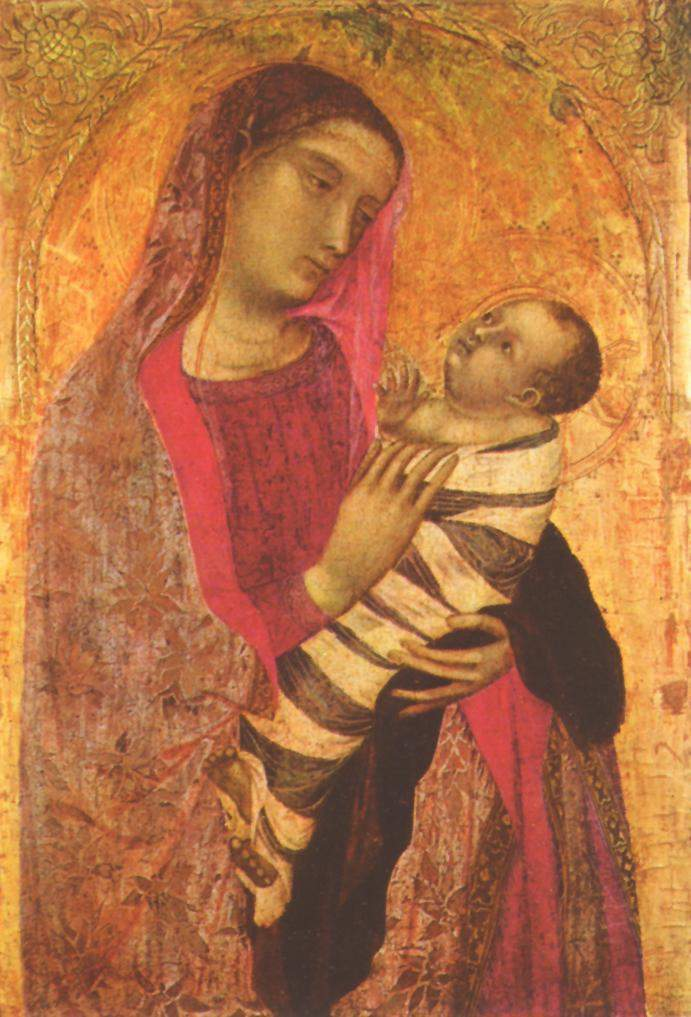
安布羅喬·洛倫澤蒂的《聖母與聖子（意大利语：Madonna col Bambino (Ambrogio Lorenzetti Brera)）》， 85 × 57cm，約作於1320年，1947年後收藏
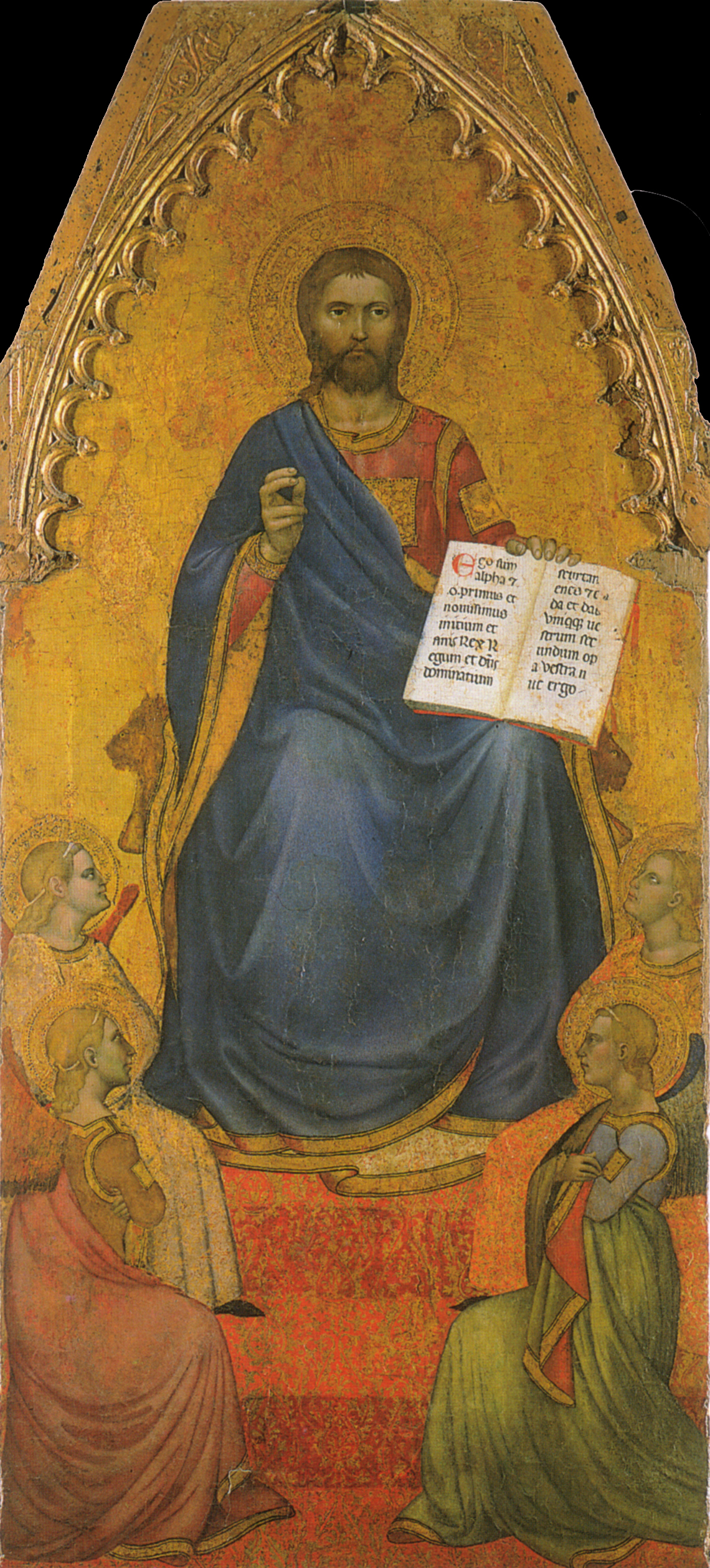
喬瓦尼·達·米拉諾（英语：Giovanni da Milano）的《坐在寶座上被天使環繞的耶穌（意大利语：Cristo in trono adorato da angeli）》，152.3 × 68.5cm，約繪於1371年，1970年後收藏
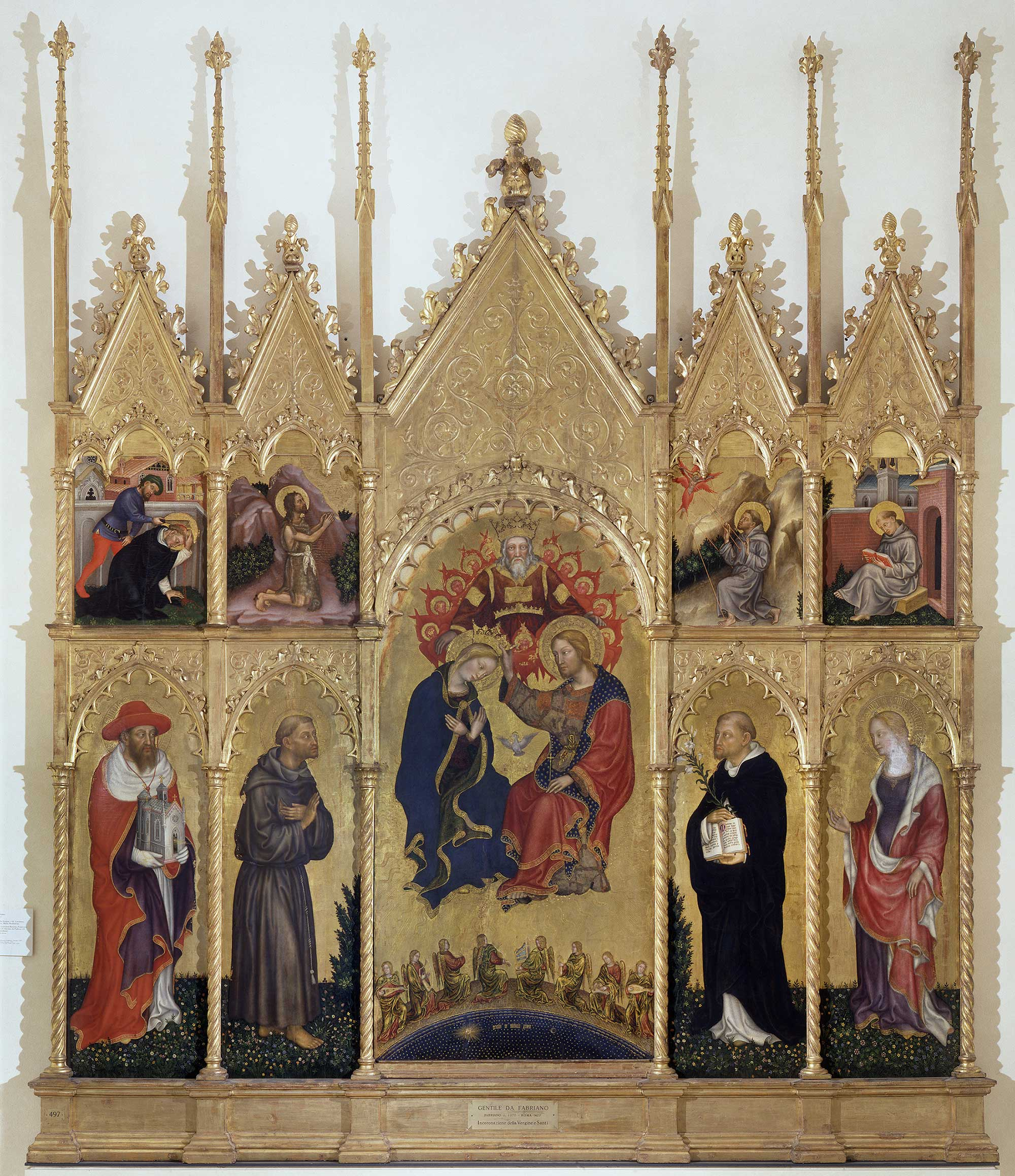
真蒂萊·達·法布里亞諾（英语：Gentile da Fabriano）的《羅米塔山谷多聯畫（英语：Valle Romita Polyptych）》，中幅157.2 × 79.6cm，兩側上部畫幅117.5 × 40cm，兩側下部畫幅48.9 × 37.8cm，耶穌受難圖60 × 40.5cm，約繪於1410年，分別收藏於1811年、1901年及1995年
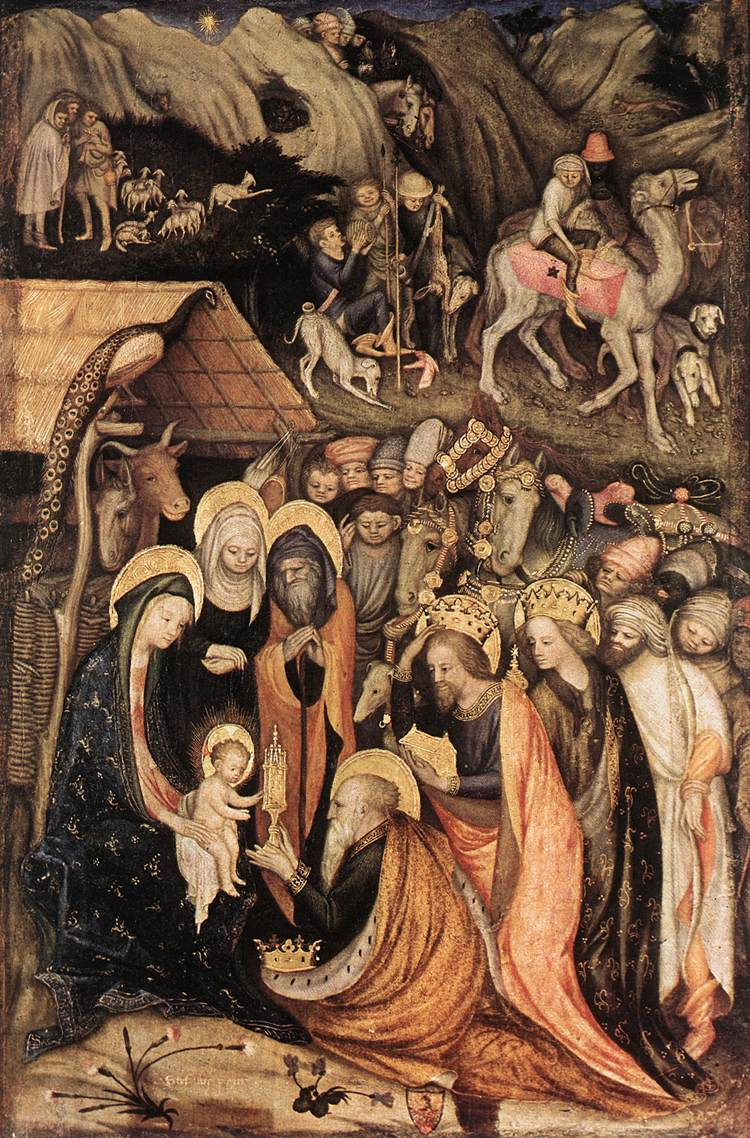
斯特凡諾·達·韋羅納（英语：Stefano da Verona）的《三博士來朝（英语：Adoration of the Magi (Stefano da Verona)）》，72 × 47cm，約繪於1435年，1818年始藏
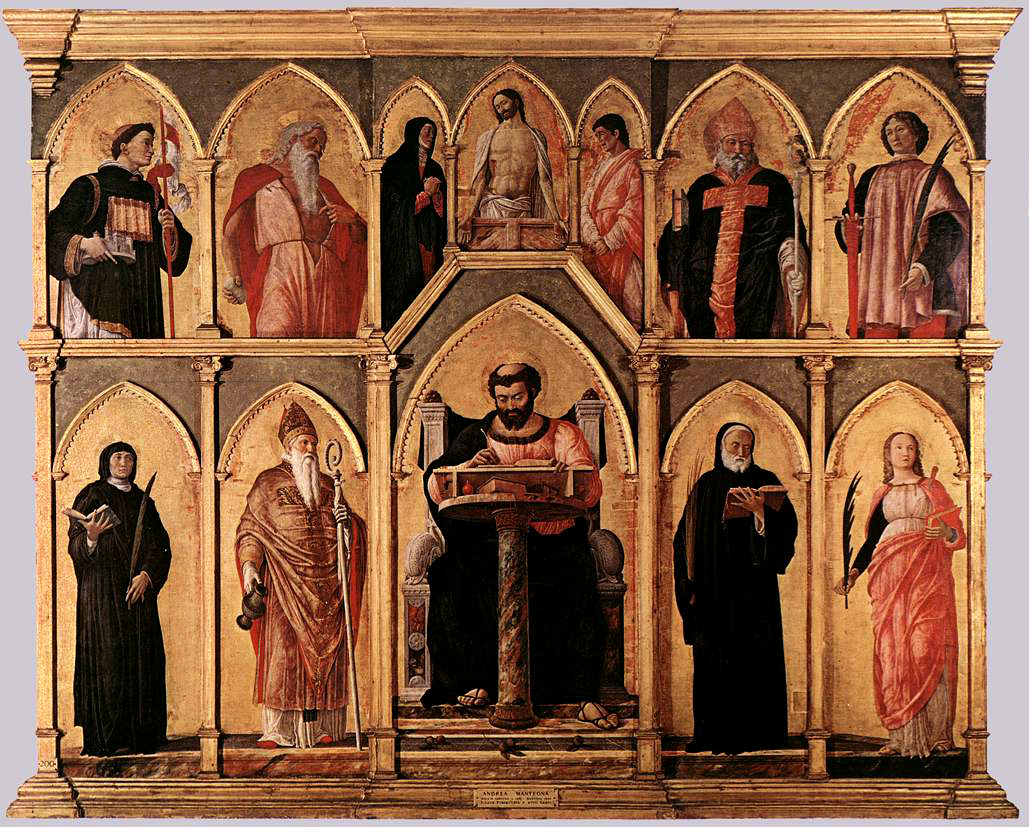
安德烈亞·曼特尼亞的《聖盧卡祭壇多聯畫（英语：San Luca Altarpiece）》，177 × 230cm，約繪於1455年，1811年始藏
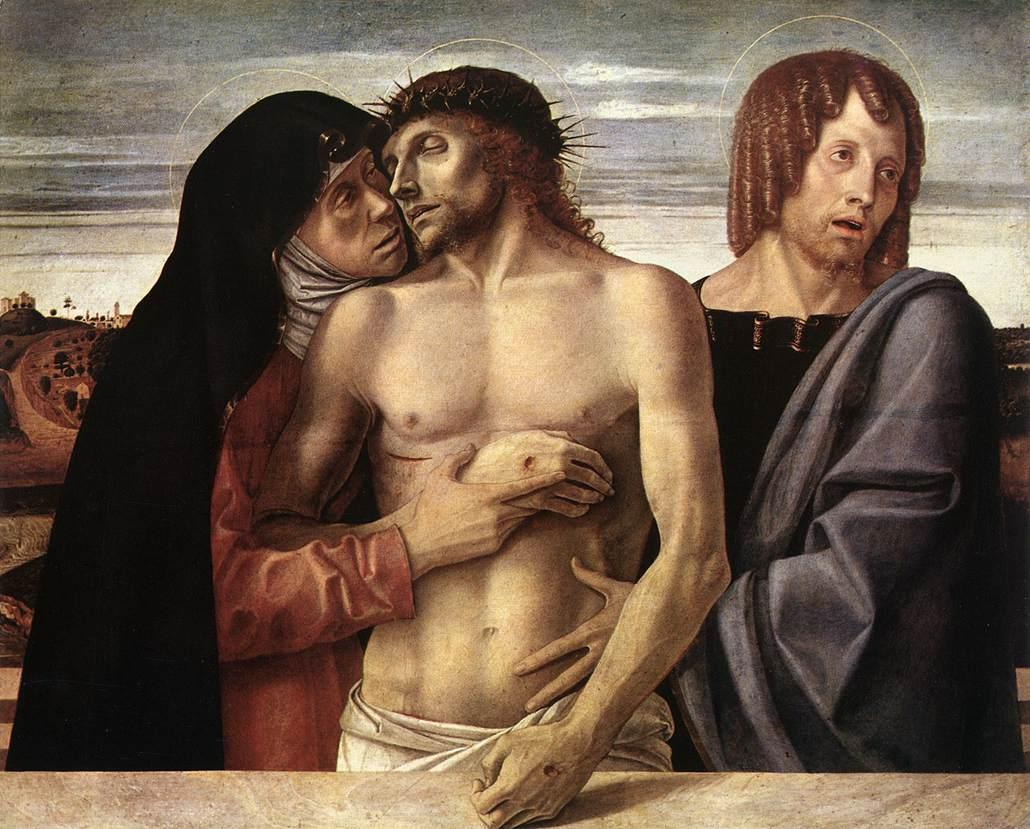
喬瓦尼·貝利尼的《聖殤（意大利语：Pietà (Giovanni Bellini Brera)）》，86 × 107cm，約繪於1465－1470年，1811年始藏
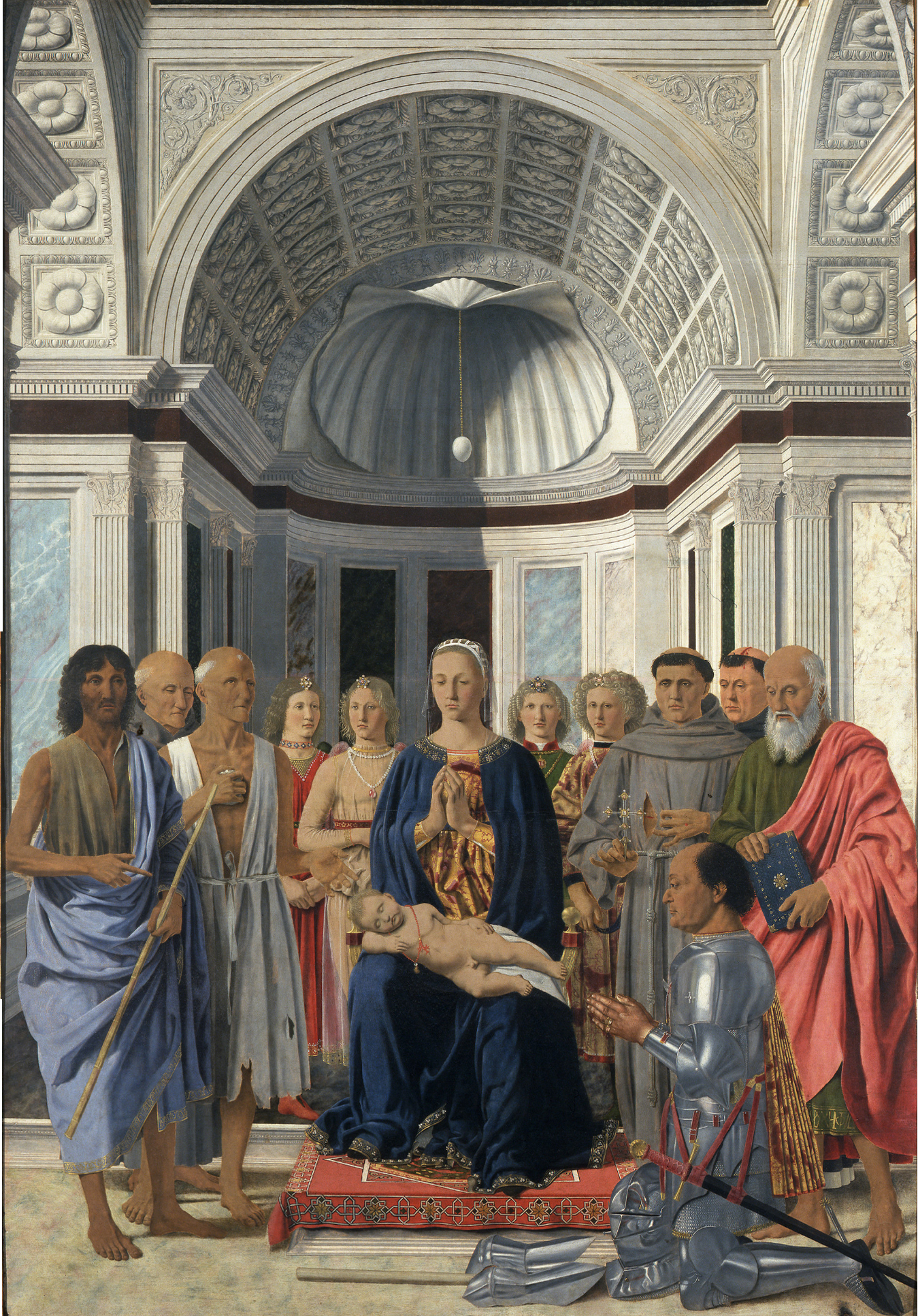
皮耶羅·德拉·弗朗切斯卡的《蒙特費爾特羅祭壇畫（英语：Brera Madonna）》，251 × 172cm，約繪於1472－1474年，1811年始藏
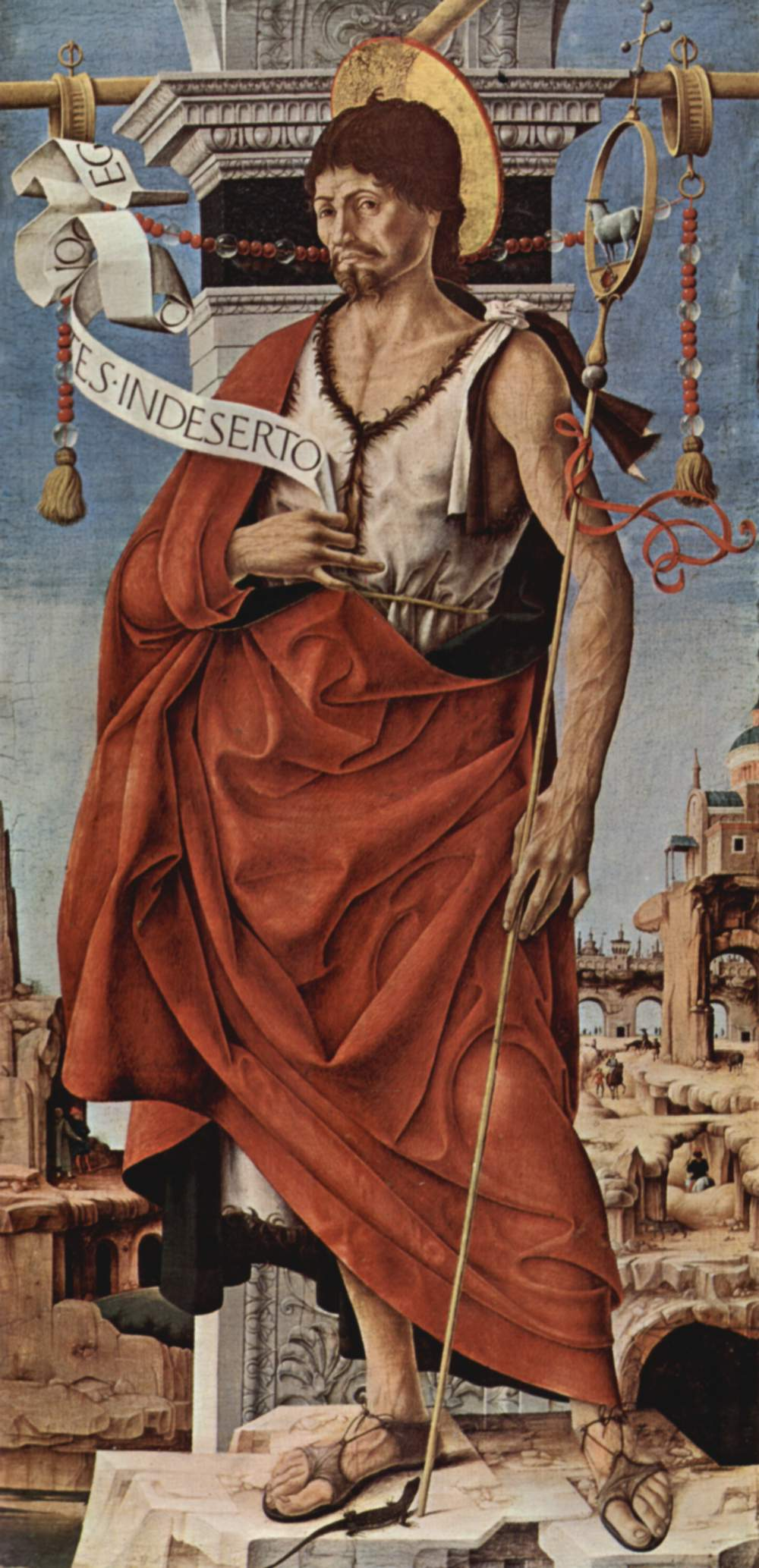
弗朗切斯科·德爾·科薩（英语：Francesco del Cossa）的《聖約翰施洗者（意大利语：San Giovanni Battista (Francesco del Cossa)）》， 112 × 55cm，約作於1473年，1893年始藏
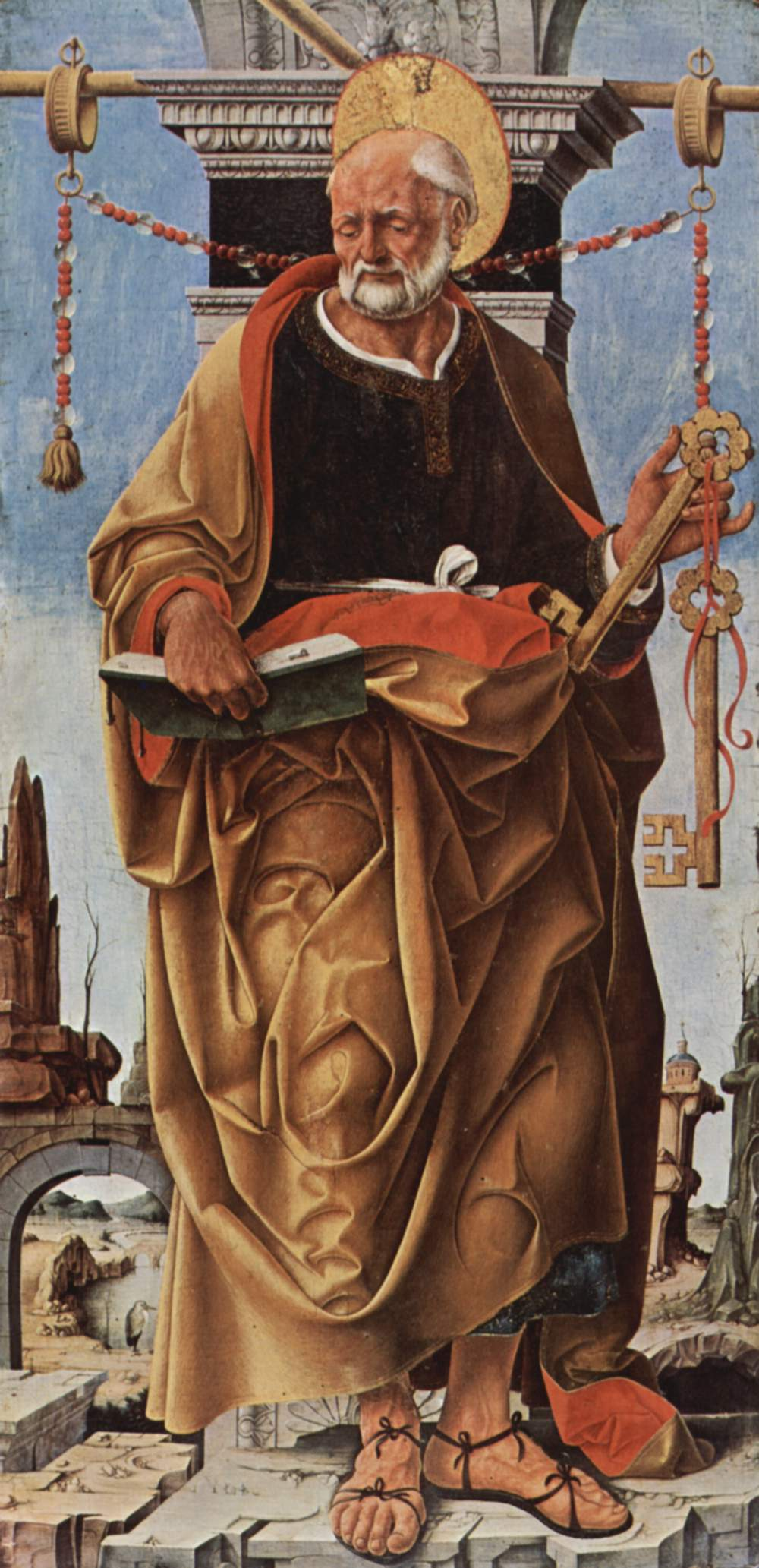
弗朗切斯科·德爾·科薩的《聖彼得（意大利语：San Pietro (Francesco del Cossa)）》， 112 × 55cm，約作於1473年，1893年始藏
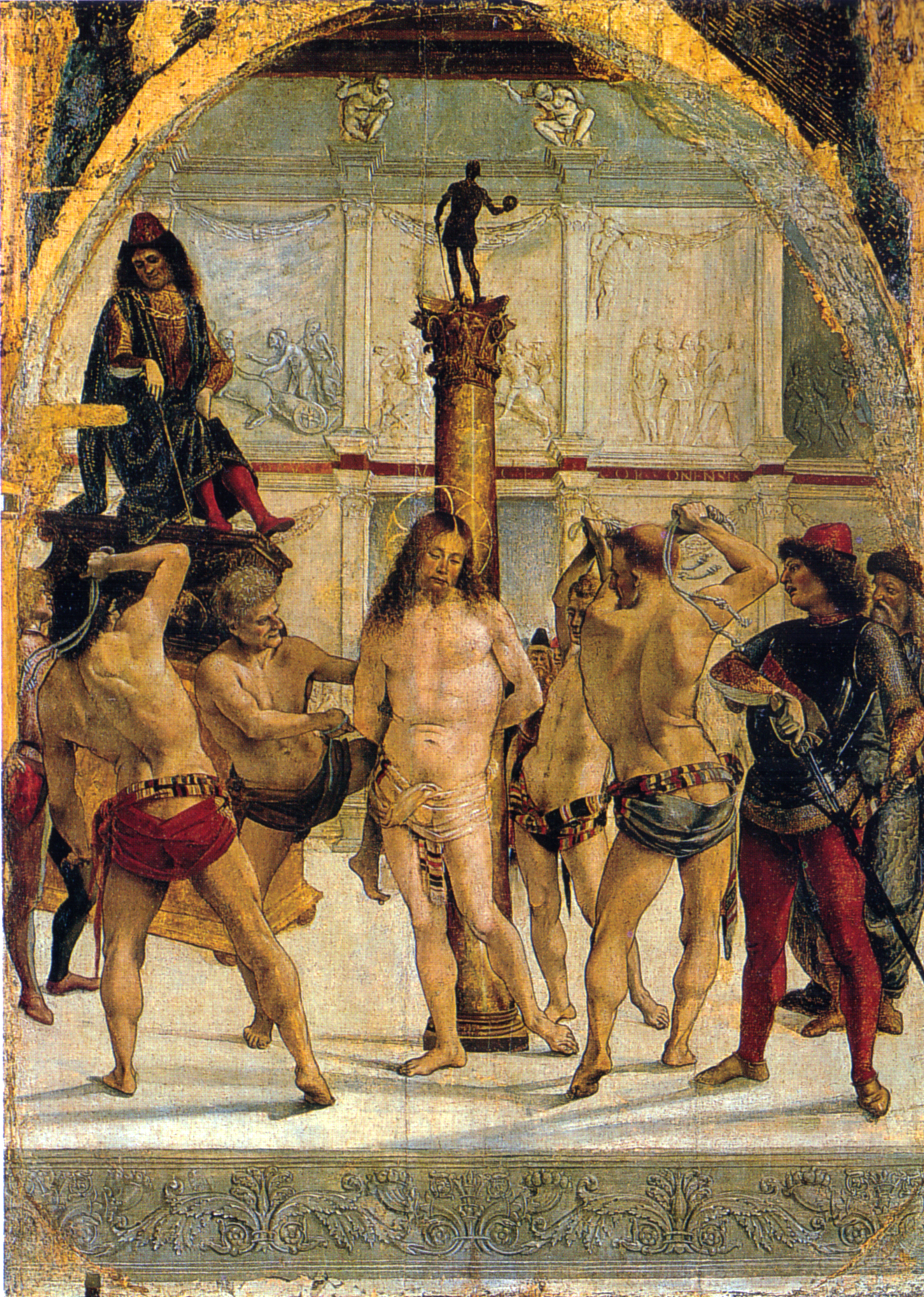
盧卡·西諾萊利的《鞭笞耶穌（意大利语：Stendardo della Flagellazione）》，84 × 60cm，約作於1475年
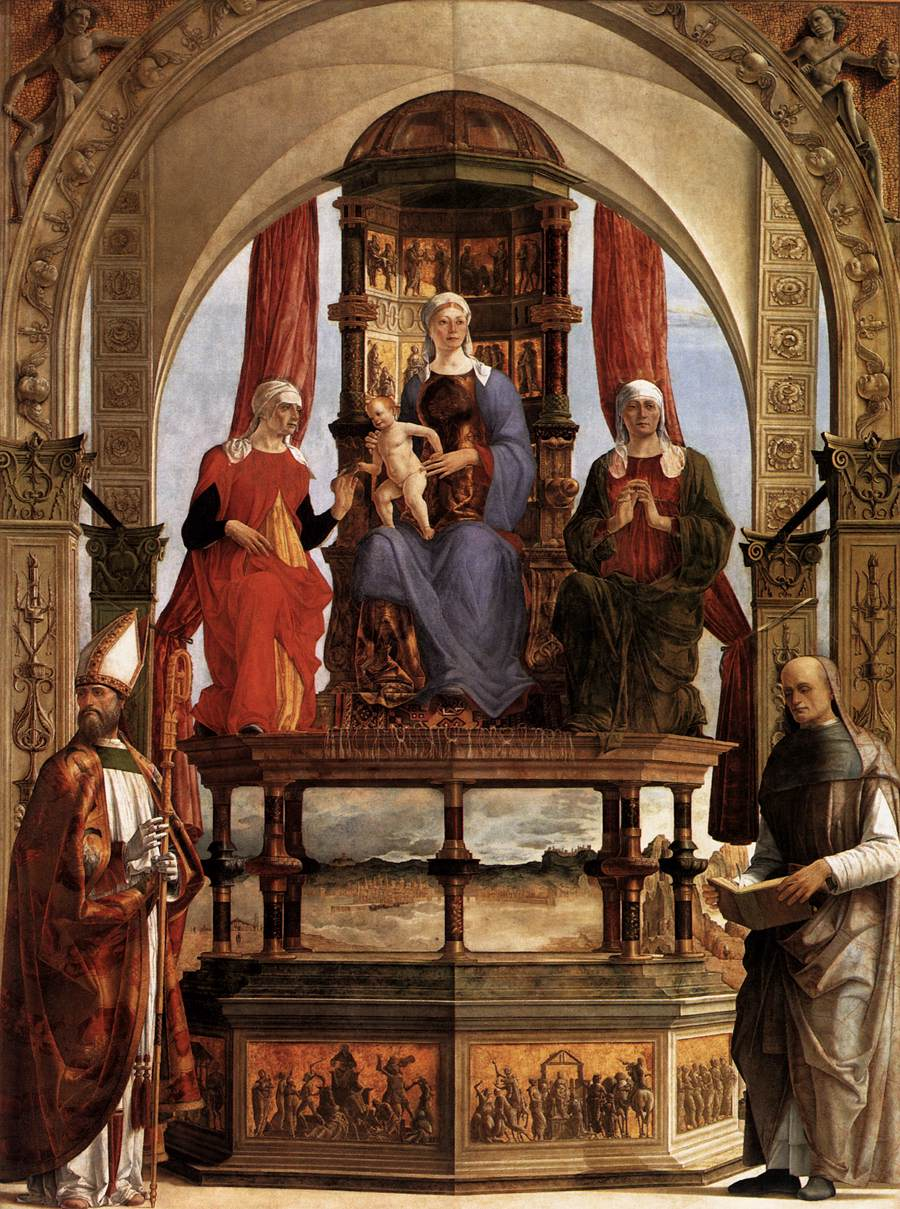
埃爾科萊·德·羅貝蒂（英语：Ercole de' Roberti）的《波爾圖的聖母祭壇畫（英语：Santa Maria in Porto Altarpiece）》， 323 × 240cm，約作於1480年，1811年始藏
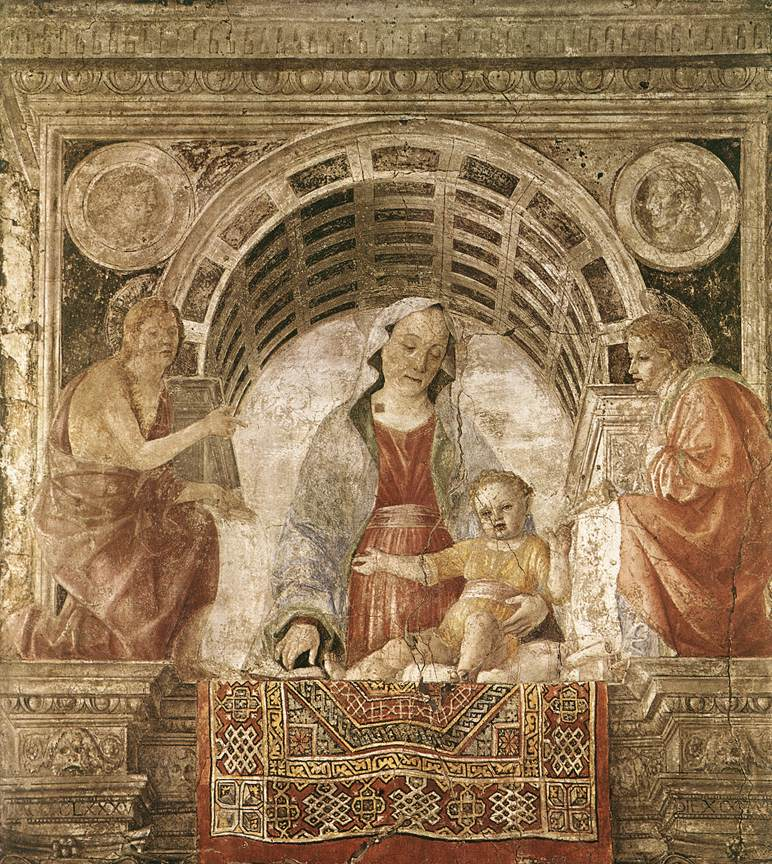
温琴佐·福帕（英语：Vincenzo Foppa）的《抱子聖母（意大利语：Madonna del Tappeto）》， 192 × 173cm，約作於1485年，1884年始藏
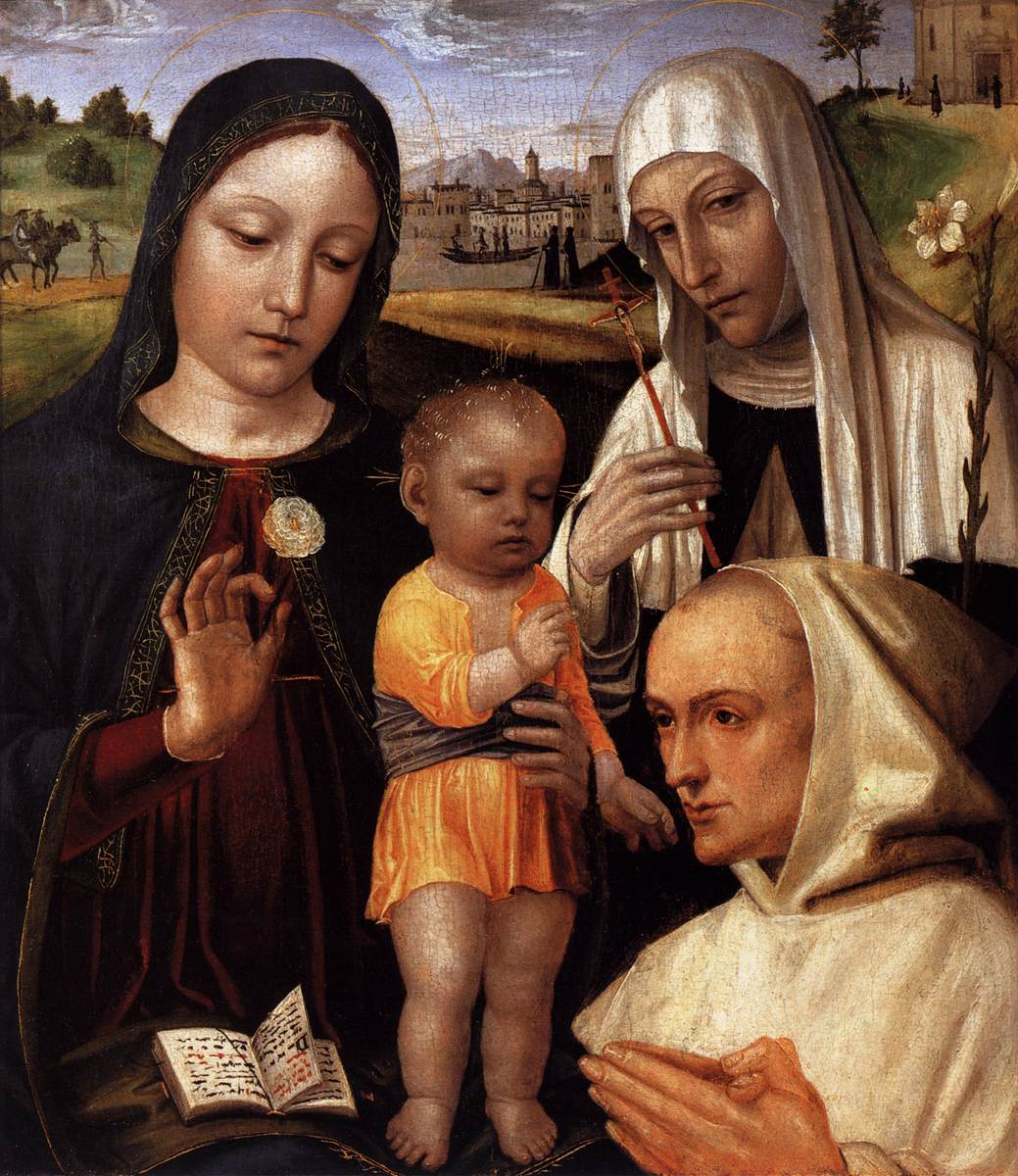
貝爾戈尼奧內（英语：Bergognone）的《加爾都西會聖母（意大利语：Madonna del Certosino）》， 46 × 40.5cm，約作於1488－1490年，1891年始藏
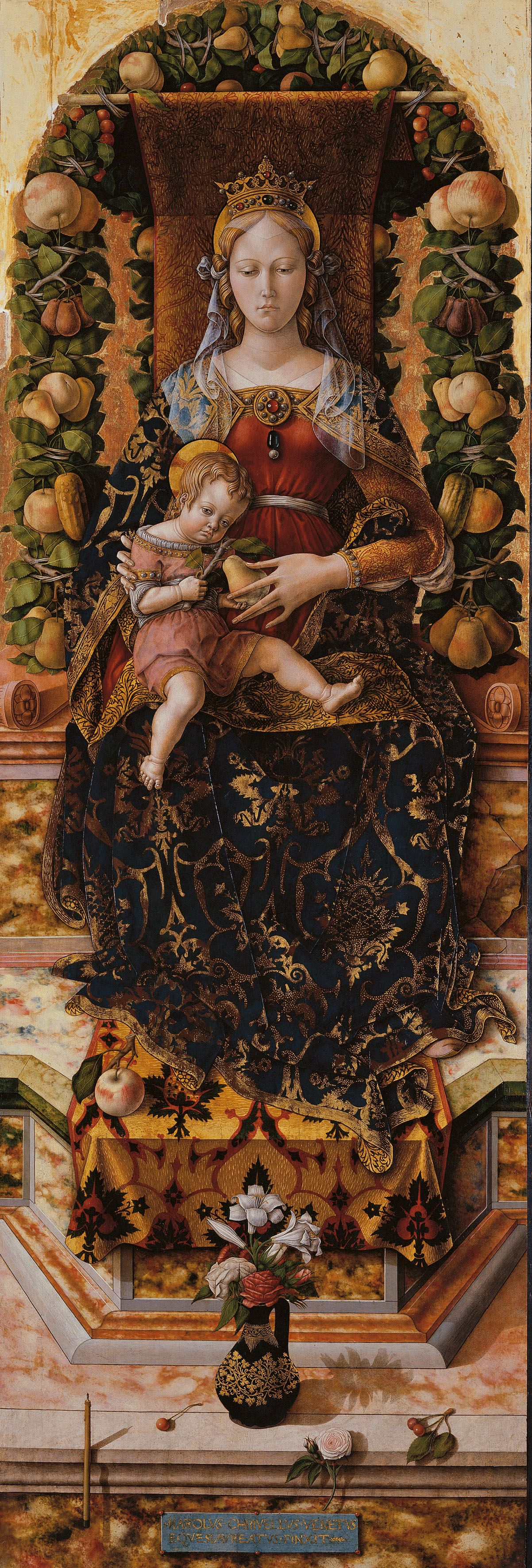
卡羅·克里韋利的《小蠟燭聖母（意大利语：Madonna della Candeletta）》， 218 × 75cm，約作於1490年，1811年始藏
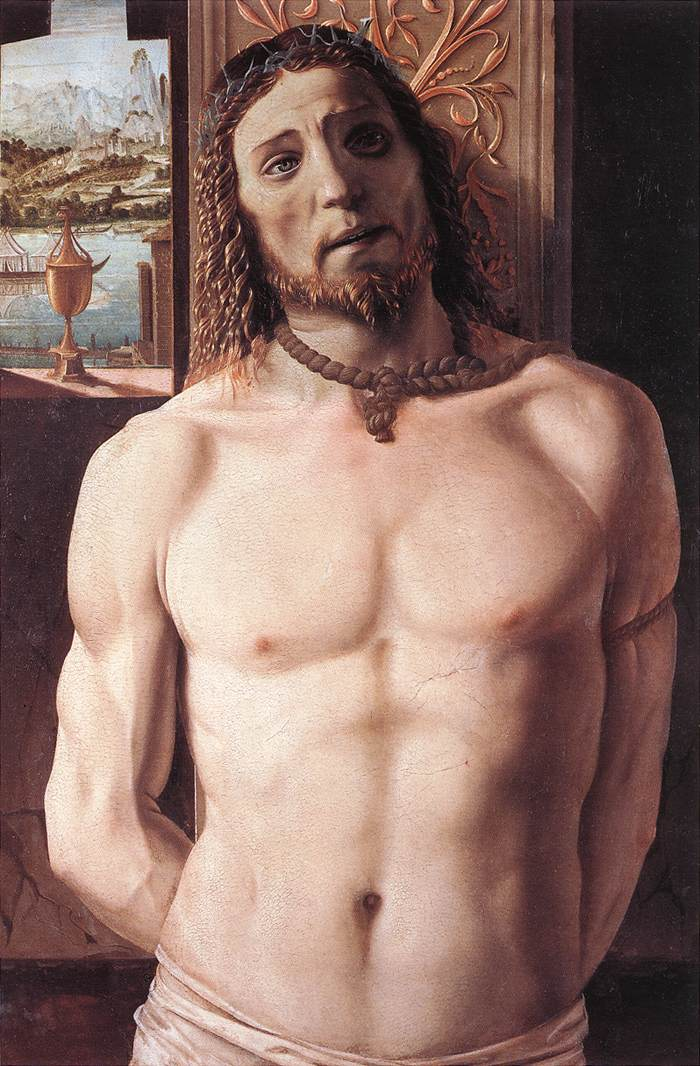
多納托·伯拉孟特的《被綁在柱子上的耶穌（意大利语：Cristo alla colonna (Bramante)）》， 93.7 × 62.5cm，約作於1490年，1915年始藏，來自齊亞拉瓦萊修道院
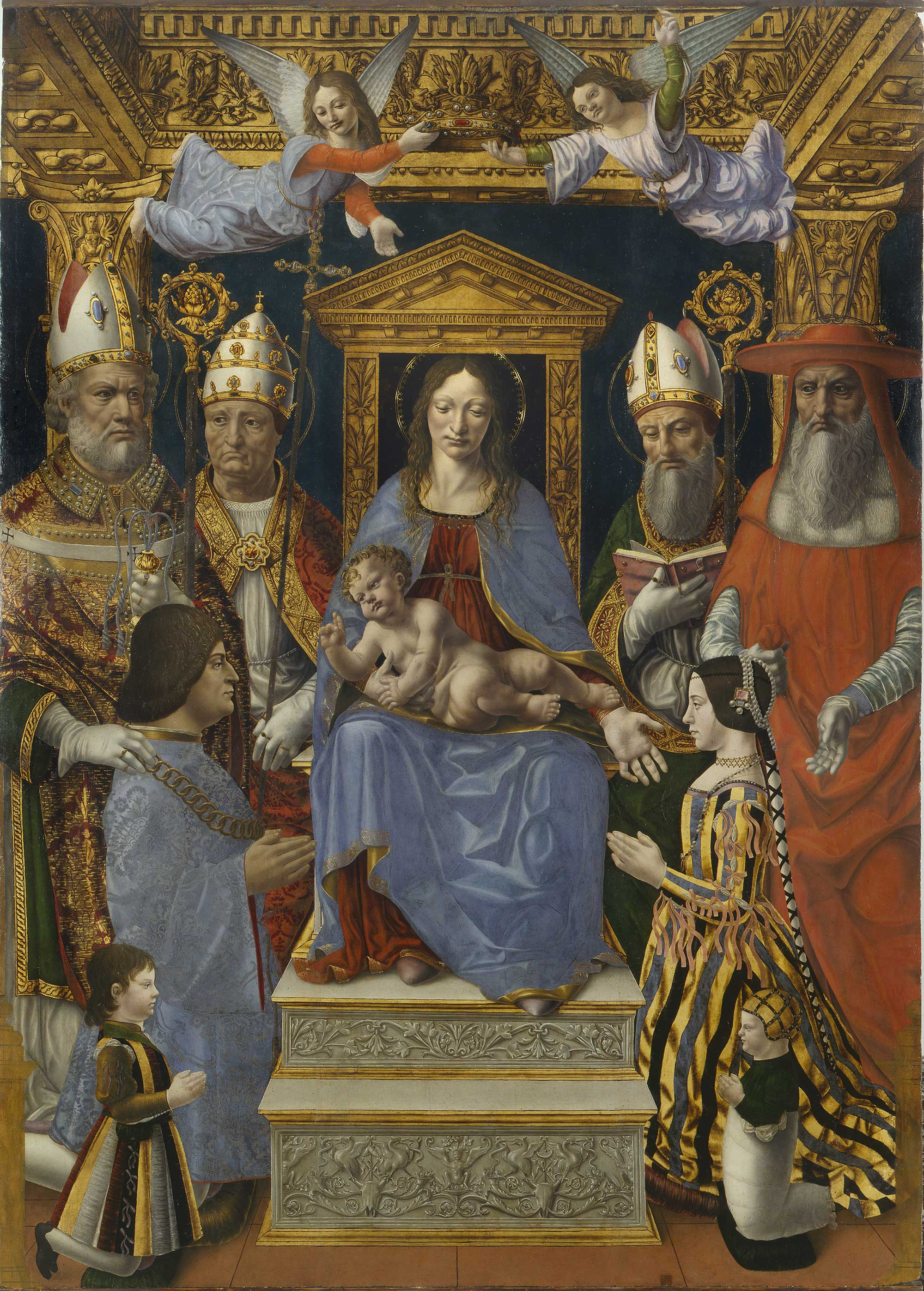
斯福爾扎祭壇畫大師（意大利语：Maestro della Pala Sforzesca）的《斯福爾扎祭壇畫（意大利语：Pala Sforzesca）》， 230 × 165cm，約作於1494年，1808年始藏
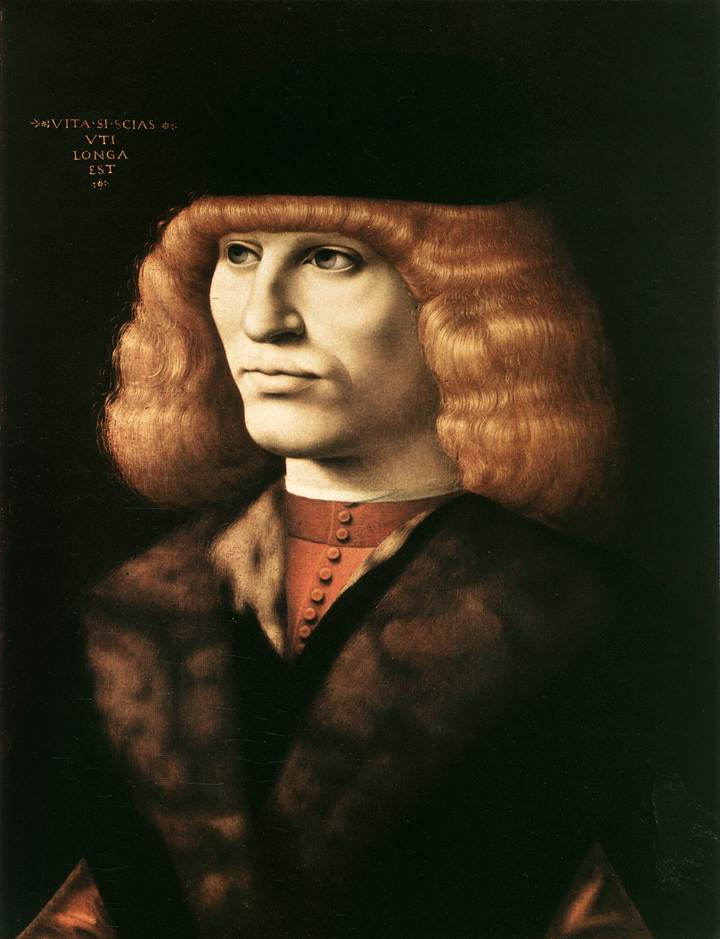
喬瓦尼·安布羅焦·德·普雷迪斯（英语：Giovanni Ambrogio de Predis）的《年輕男子肖像》（Ritratto di giovane）， 49 × 39cm，約作於1495年，1914年始藏
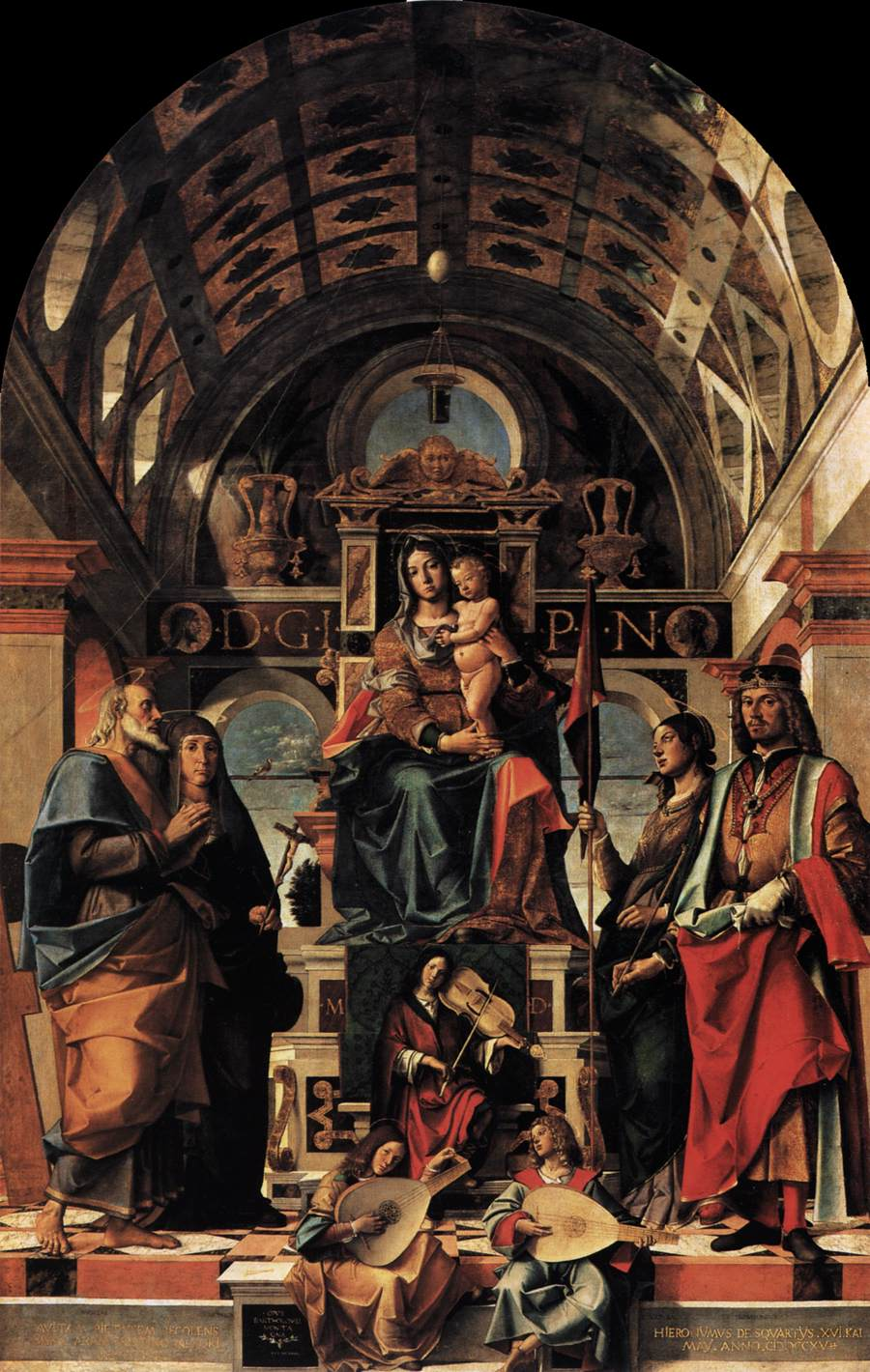
巴爾托洛梅奧·蒙塔尼亞（英语：Bartolomeo Montagna）的《寶座上的聖母與聖人們》（Madonna in trono con Bambino e Santi）， 410 × 260cm，約作於1498年，1811年始藏
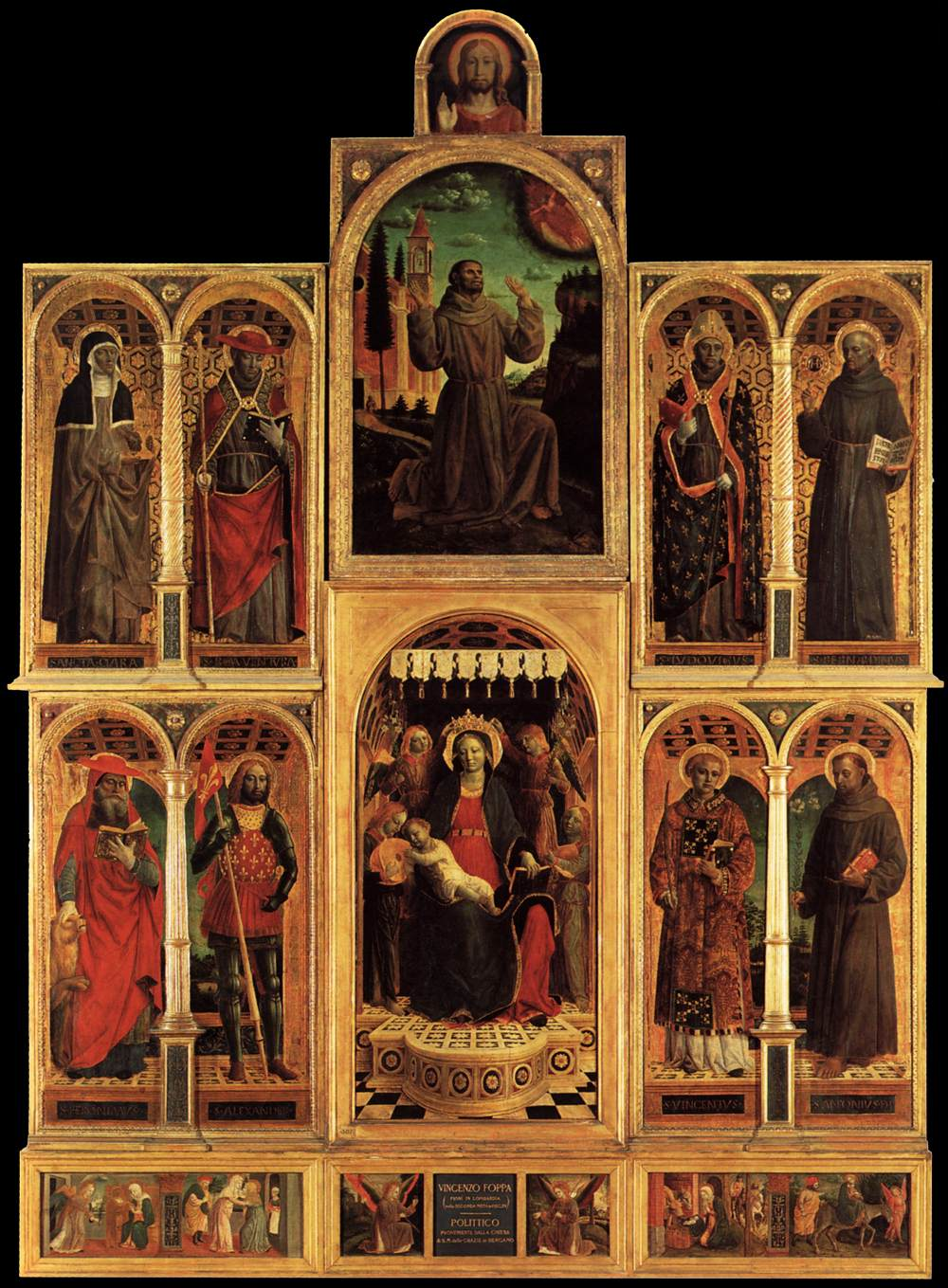
温琴佐·福帕的《恩寵聖母多聯畫（意大利语：Polittico di Santa Maria delle Grazie）》， 413 × 291cm，約作於1500年，分別收藏於1811年、1901年及1912年
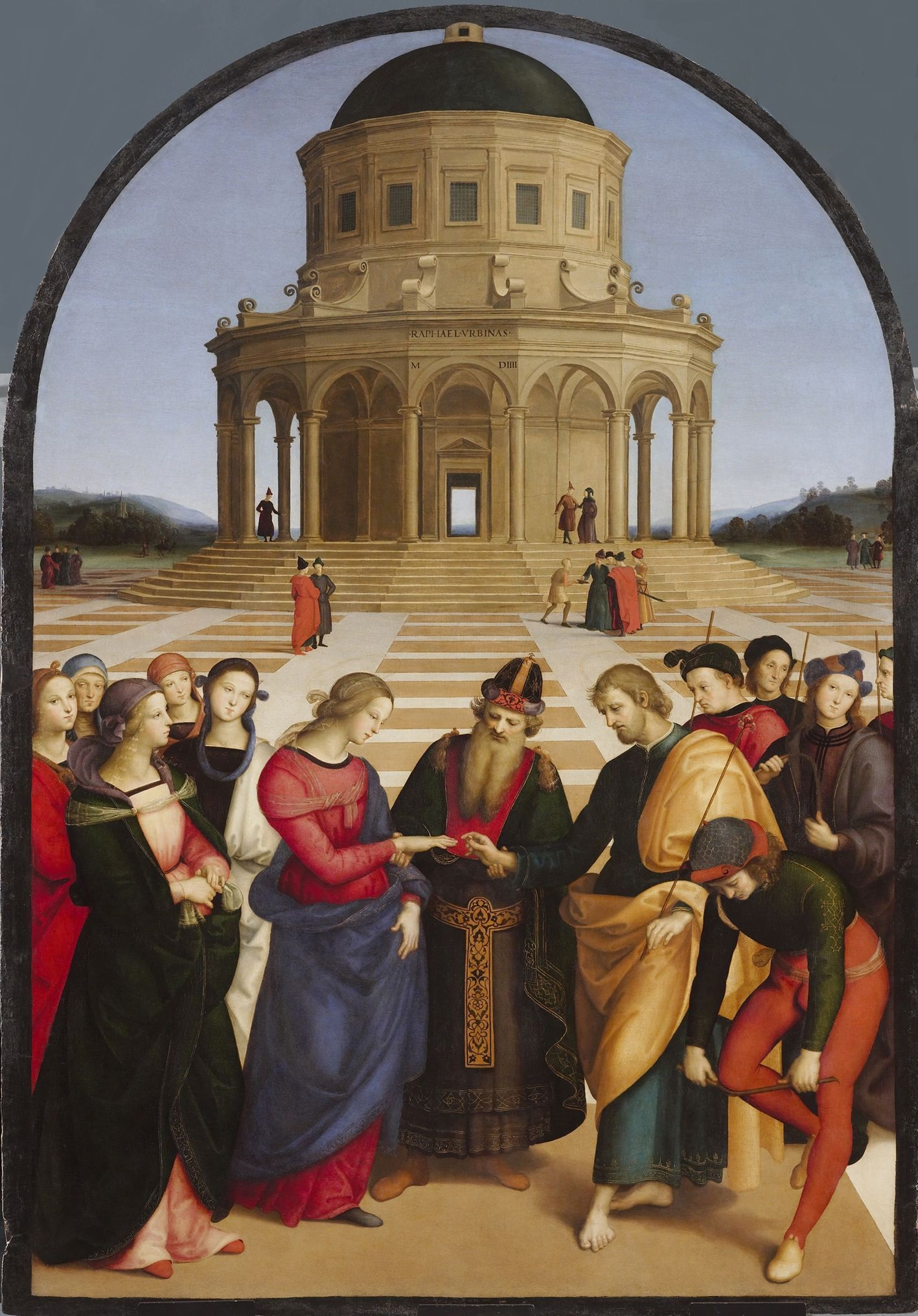
拉斐爾的《聖母的婚禮（英语：The Marriage of the Virgin (Raphael)）》， 170 × 118cm，約作於1504年，1805年始藏
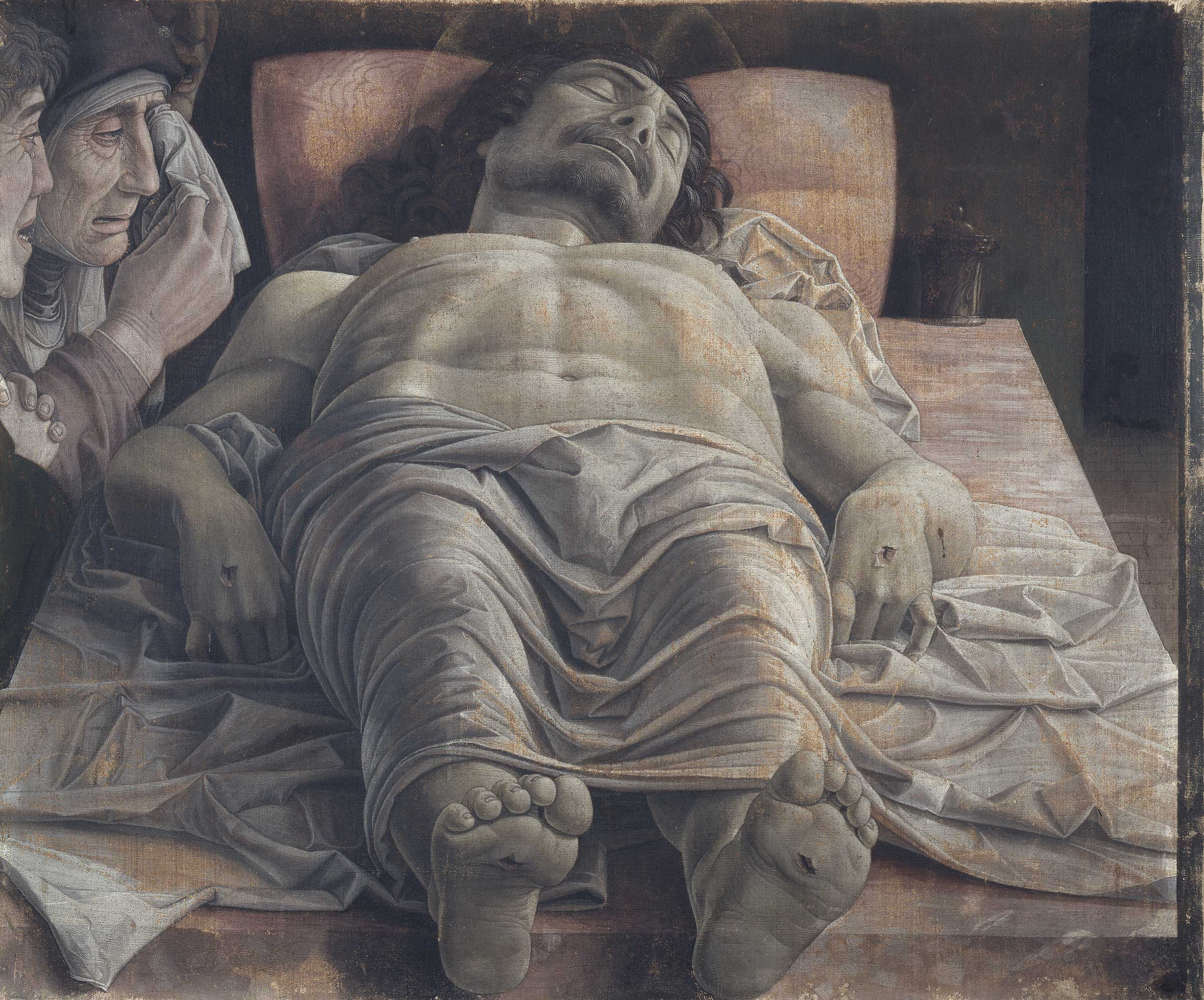
安德烈亞·曼特尼亞的《耶穌之死（英语：Lamentation of Christ (Mantegna)）》，68 × 81cm，約繪於1506年，1824年始藏
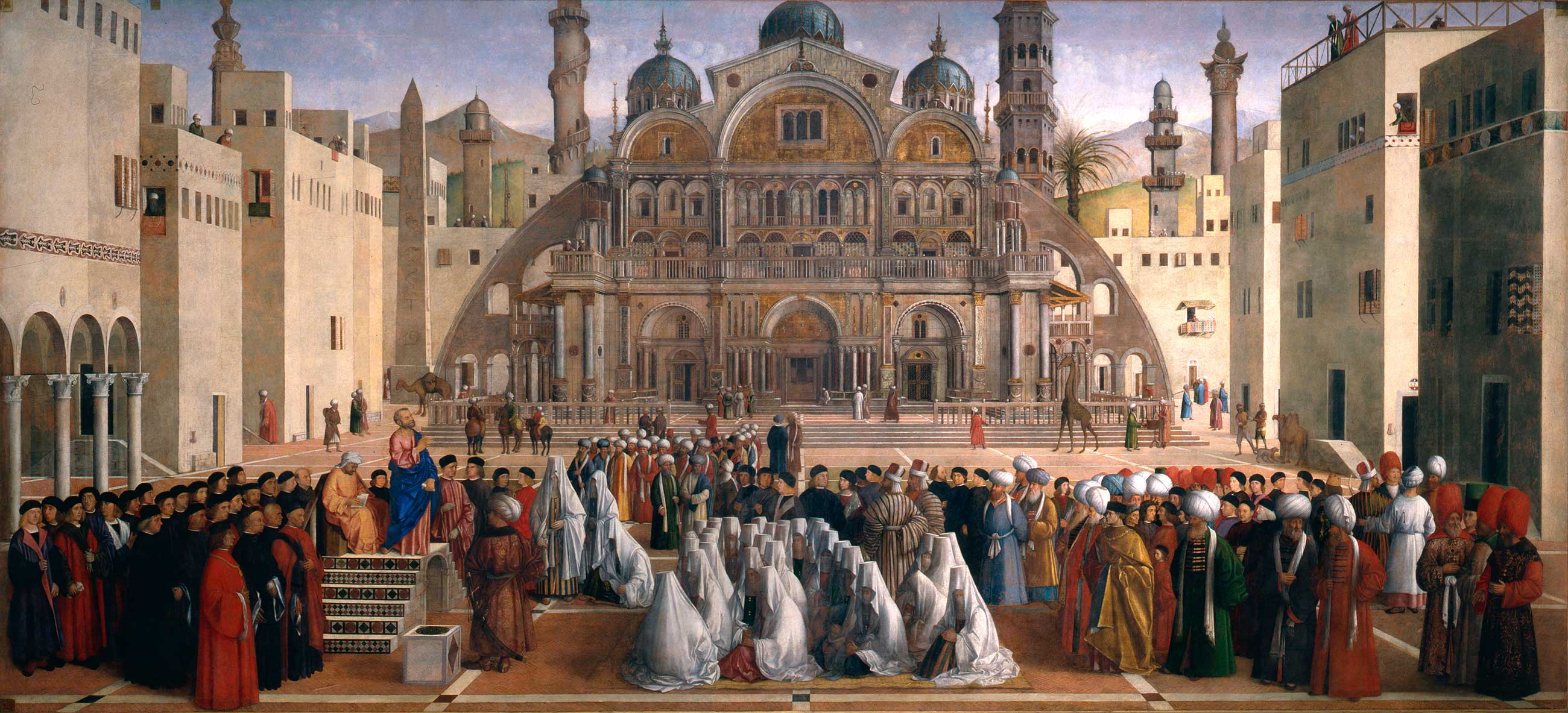
真蒂萊·貝利尼及喬瓦尼·貝利尼的《聖馬可在亞歷山大佈道》， 347 × 770cm，約作於1504－1507年，1809年始藏
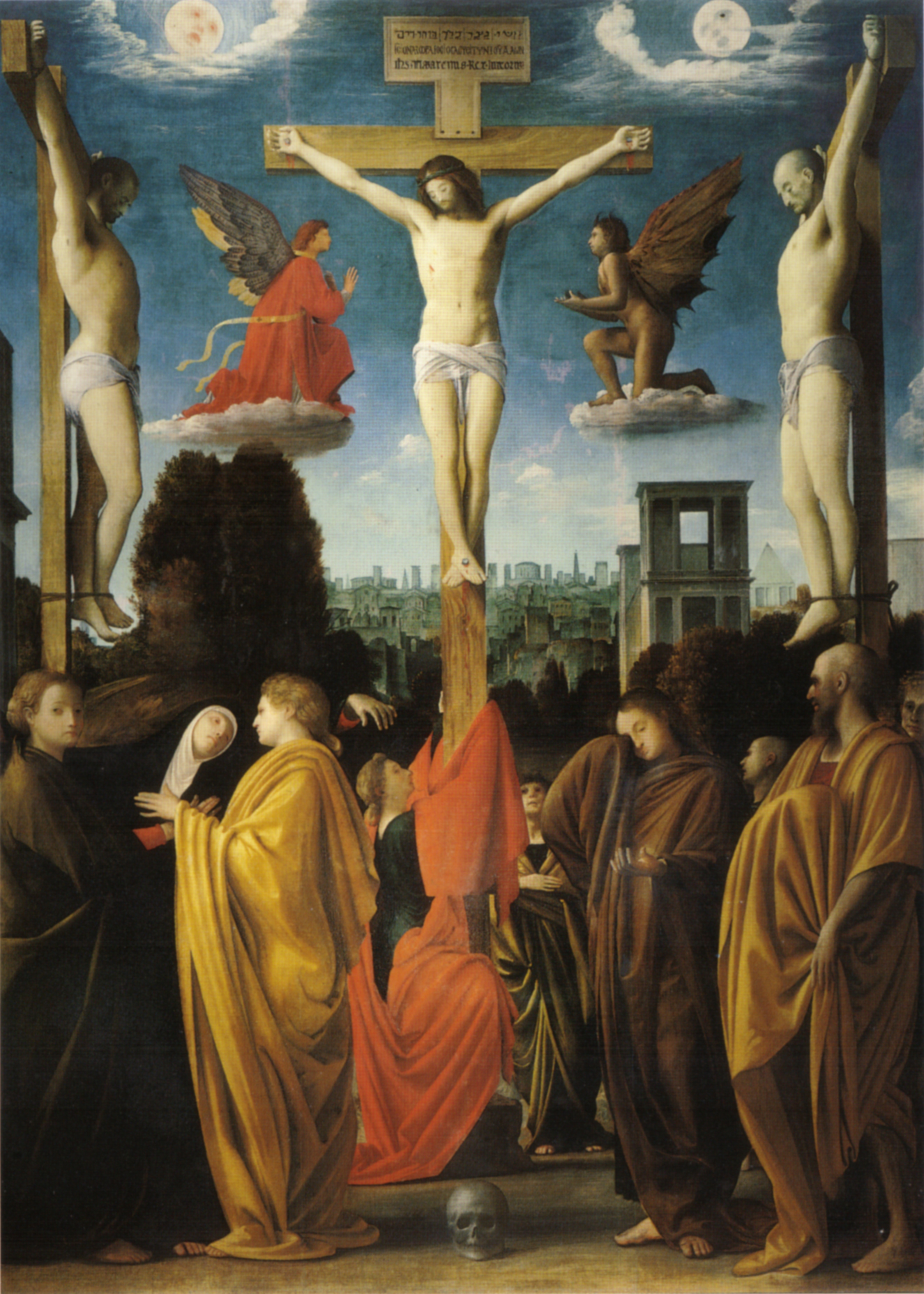
布拉曼蒂諾（英语：Bramantino）的《受難耶穌（意大利语：Crocifissione (Bramantino)）》，372 × 270cm，約繪於1505－1510年，1806年始藏
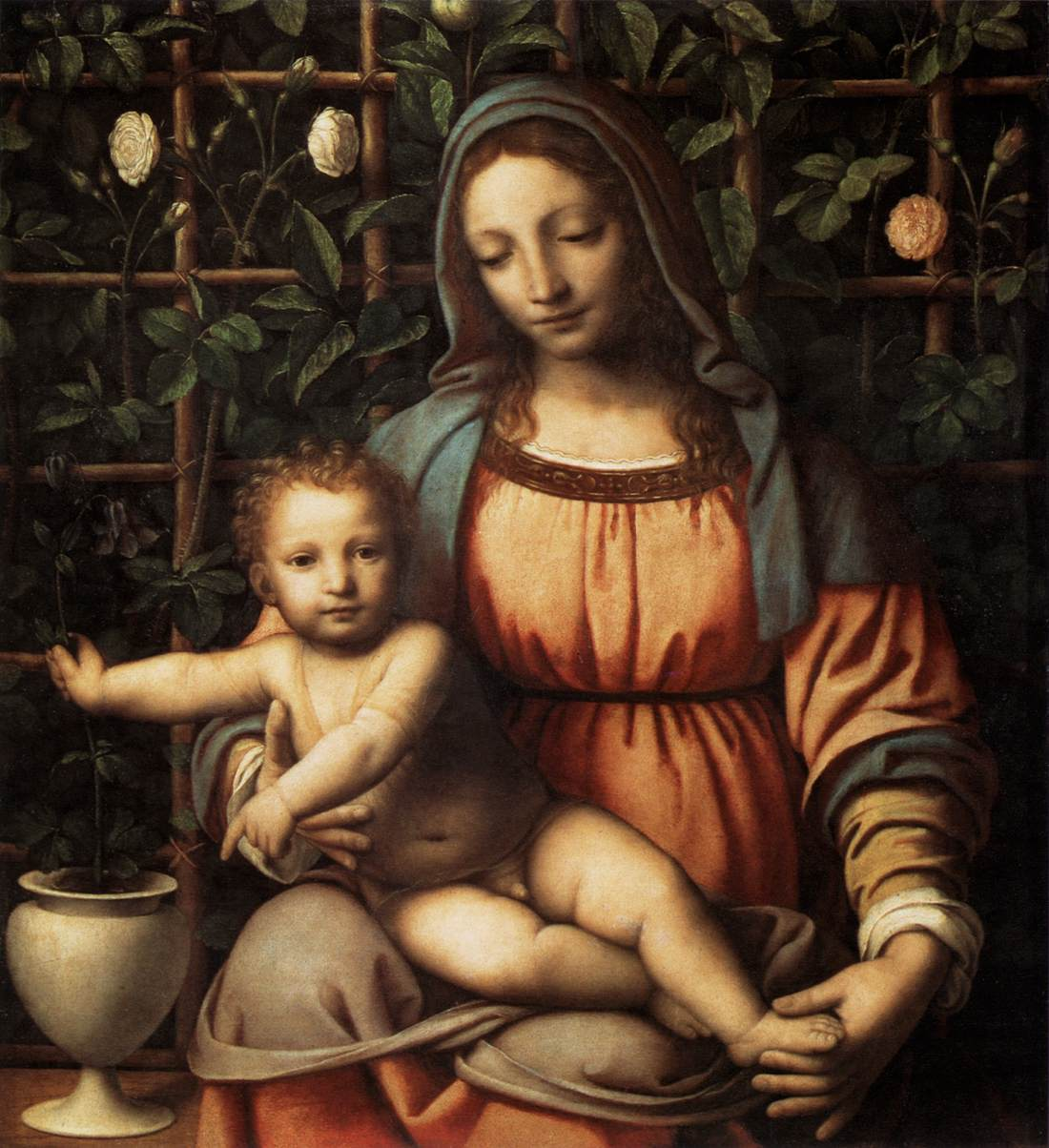
貝爾納爾迪諾·路易尼（英语：Bernardino Luini）的《玫瑰園聖母（意大利语：Madonna del Roseto (Luini)）》，70 × 63cm，約繪於1508－1510年，1826年始藏
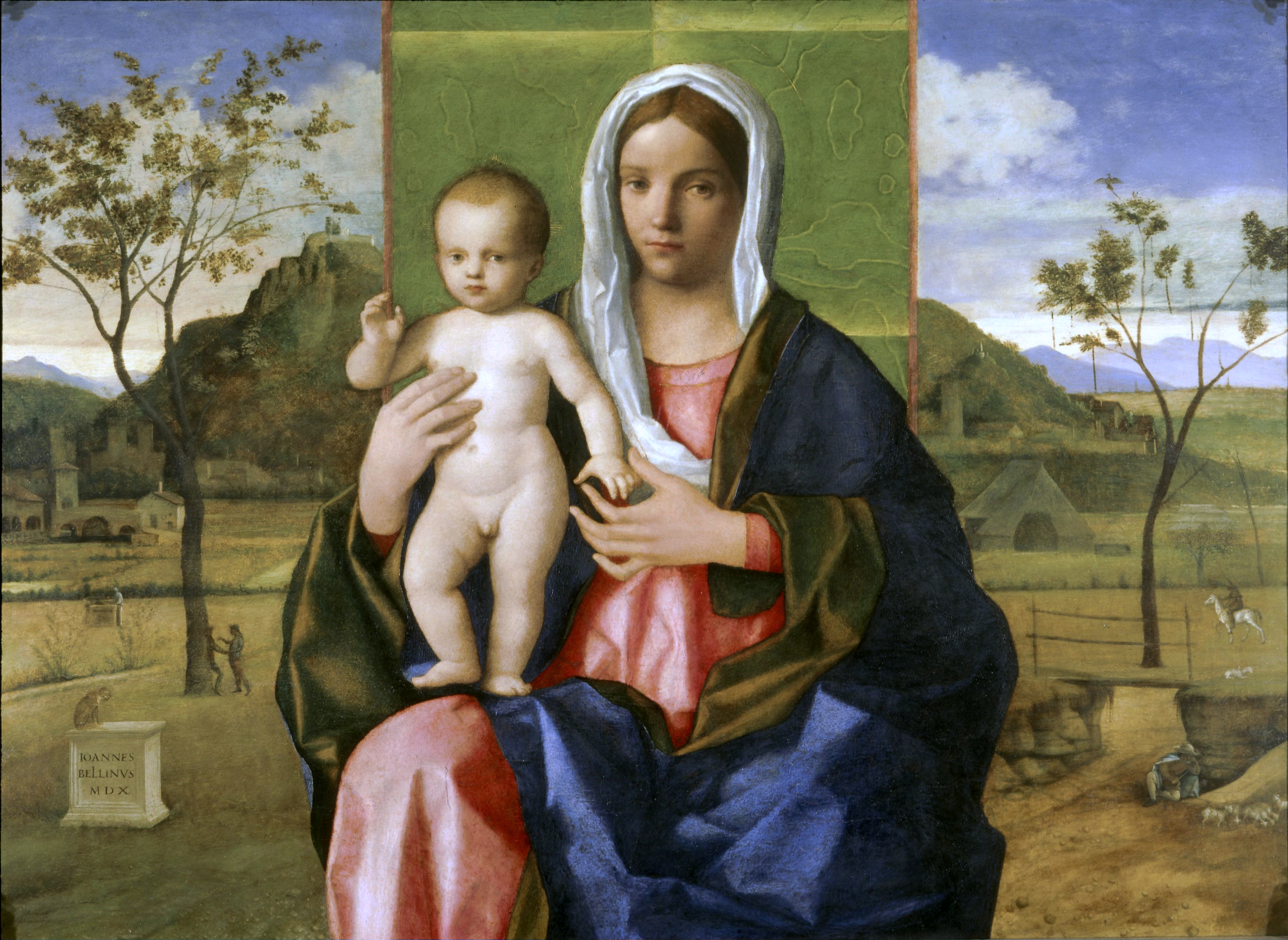
喬瓦尼·貝利尼的《聖母與聖子（意大利语：Madonna col Bambino (Giovanni Bellini Brera)）》， 85 × 118cm，約作於1510年，1806年始藏
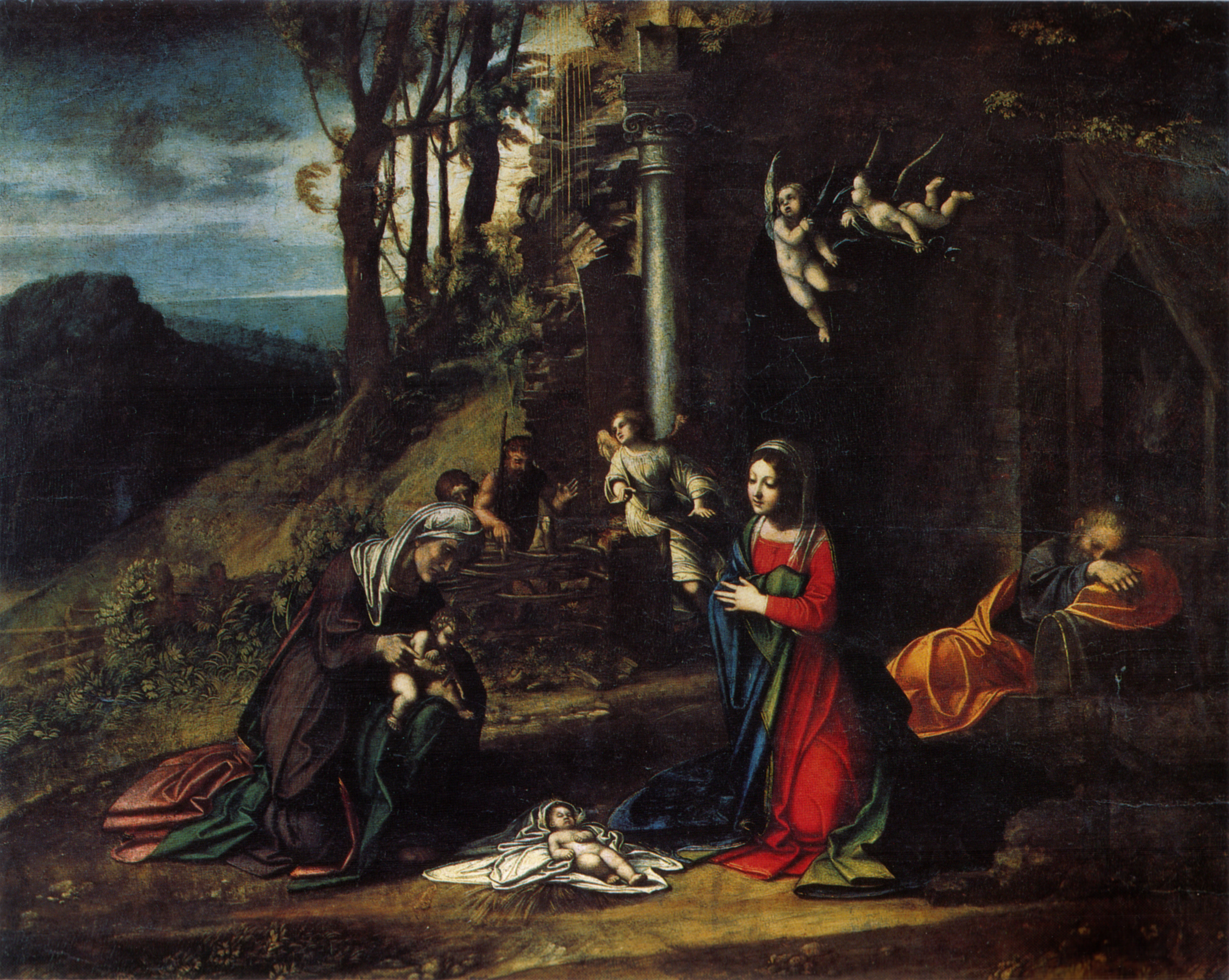
科雷吉歐的《耶穌降生與聖人以利沙伯及施洗約翰（英语：Nativity with St Elizabeth and the Infant John the Baptist）》， 79 × 100cm，約作於1512-1513年，1913年始藏
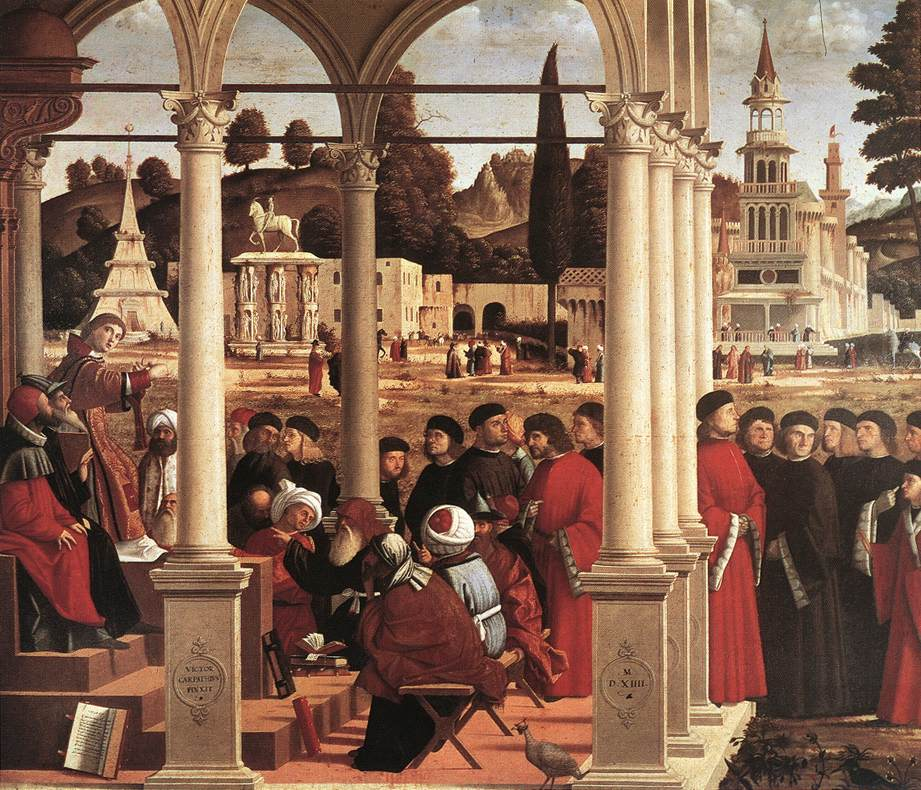
维托雷·卡帕齐奥的《聖斯特凡諾與博學者們的辯論（意大利语：Disputa di santo Stefano）》，147 × 172cm，約繪於1514年，1808年始藏
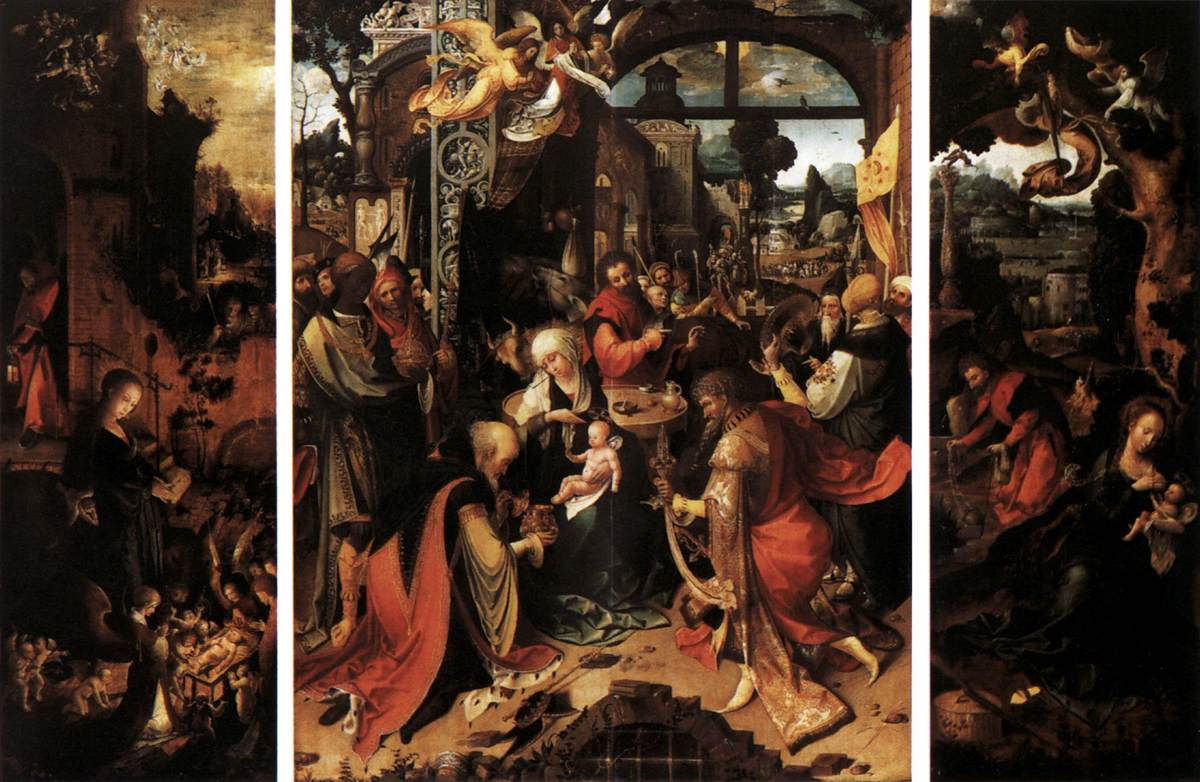
揚·德貝爾（英语：Jan de Beer (painter)）的《三博士來朝三聯畫》（Trittico dell'Adorazione dei Magi），中幅156 × 123cm，左幅159 × 58cm，右幅157 × 57cm，約繪於1515－1520年，1808年始藏
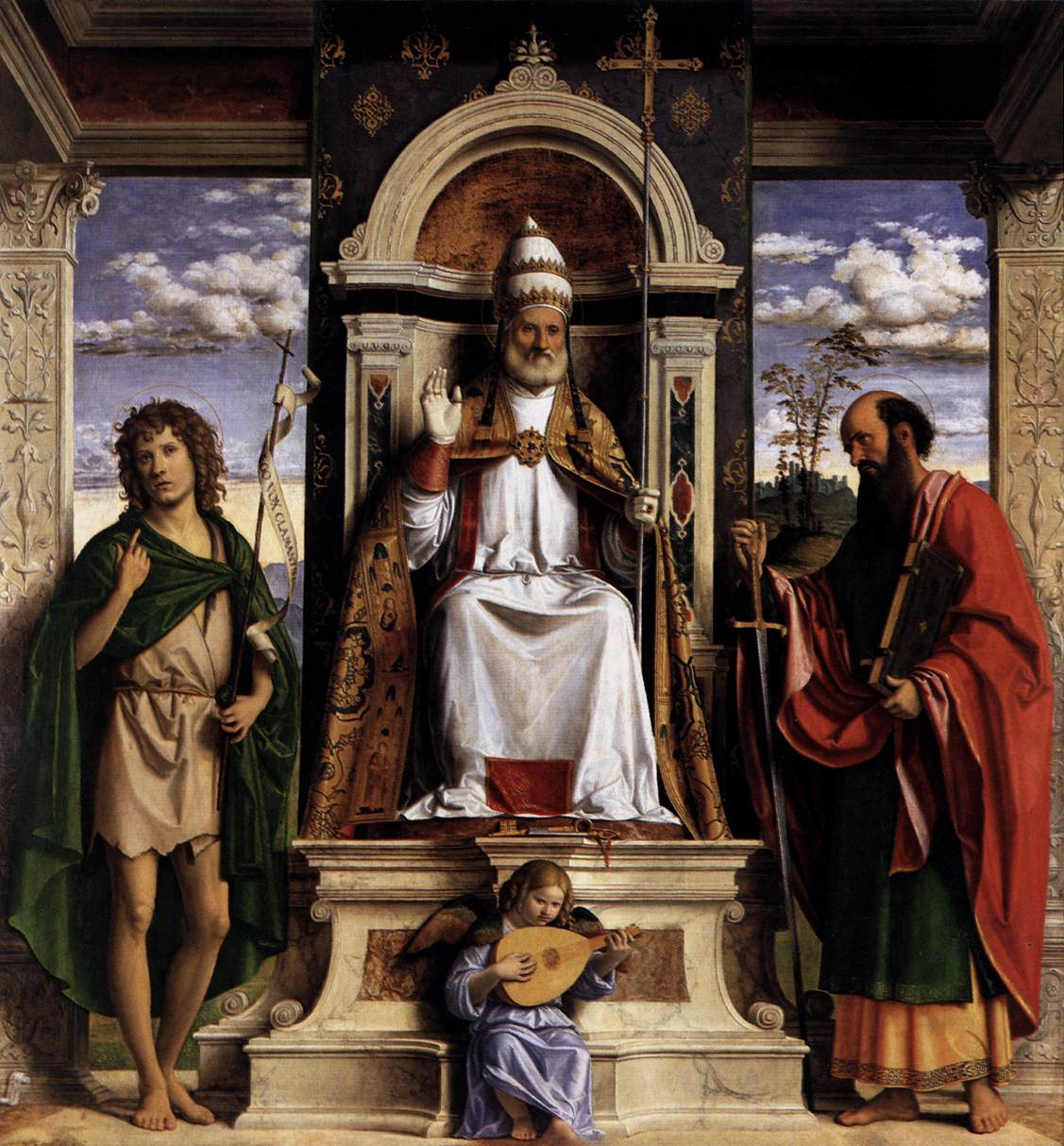
齊馬·達·科內利亞諾（英语：Cima da Conegliano）的《寶座上的聖彼德和聖約翰施洗者及聖保祿（意大利语：San Pietro in trono tra i santi Giovanni Battista e Paolo）》， 155 × 146cm，約作於1516年
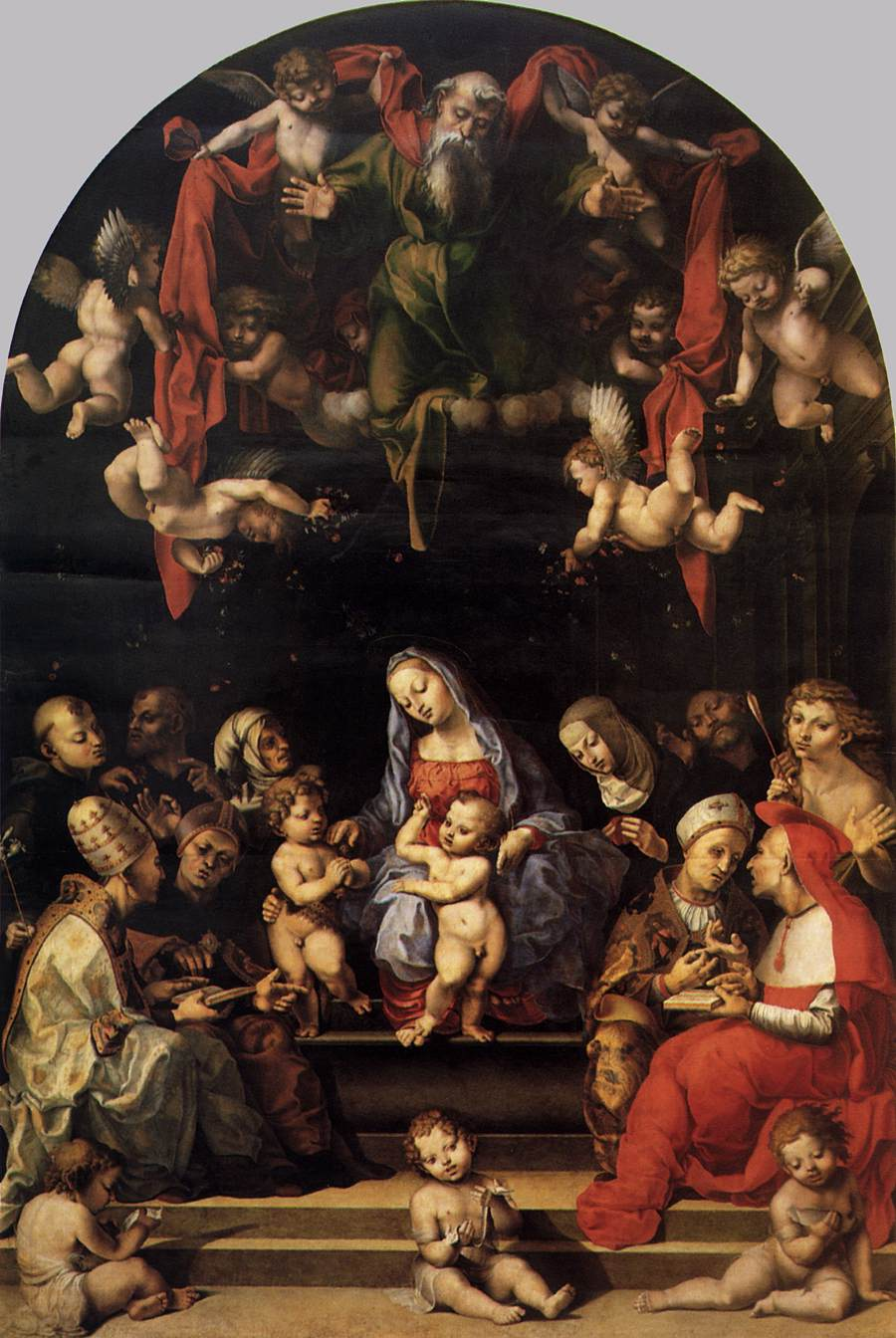
吉羅拉莫·真加（意大利语：Gerolamo Genga）的《關於聖母無染原罪說的辯論》（Disputa sull'Immacolata Concezione），438 × 290cm，約繪於1516－1518年，1809年始藏
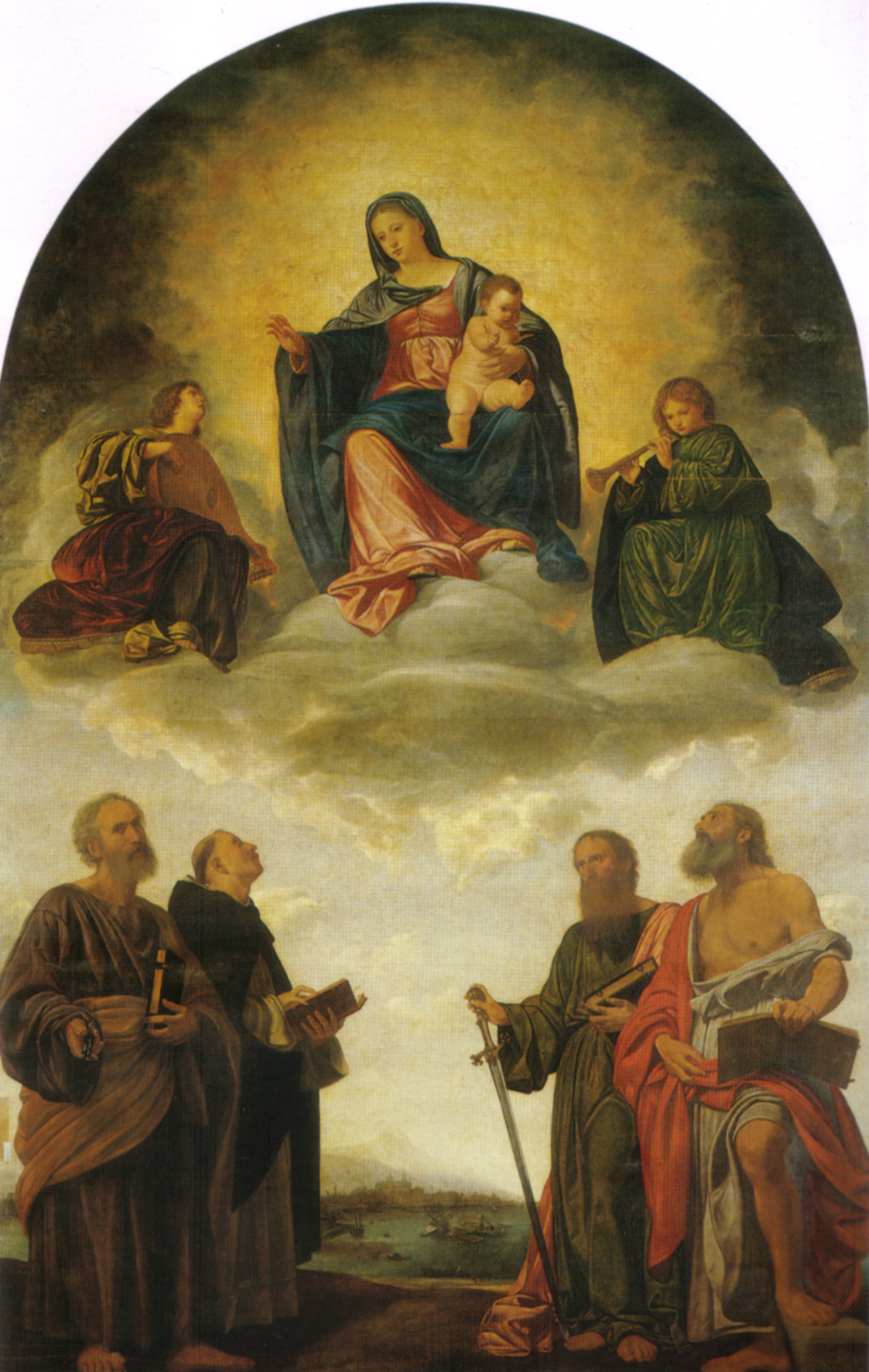
喬瓦尼·吉羅拉莫·薩沃爾多的《佩薩羅的聖多梅尼科教堂祭壇畫（意大利语：Pala di San Domenico di Pesaro）》，475 × 307cm，約繪於1524年，1811年始藏
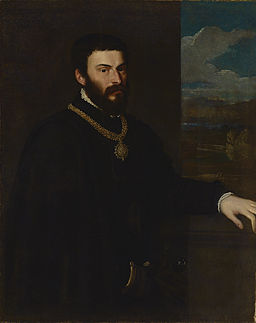
提齊安諾的《安東尼奧·波爾奇亞伯爵肖像畫（意大利语：Ritratto del conte Antonio Porcia）》，115 × 93cm，約繪於1535－1540年，1891年始藏
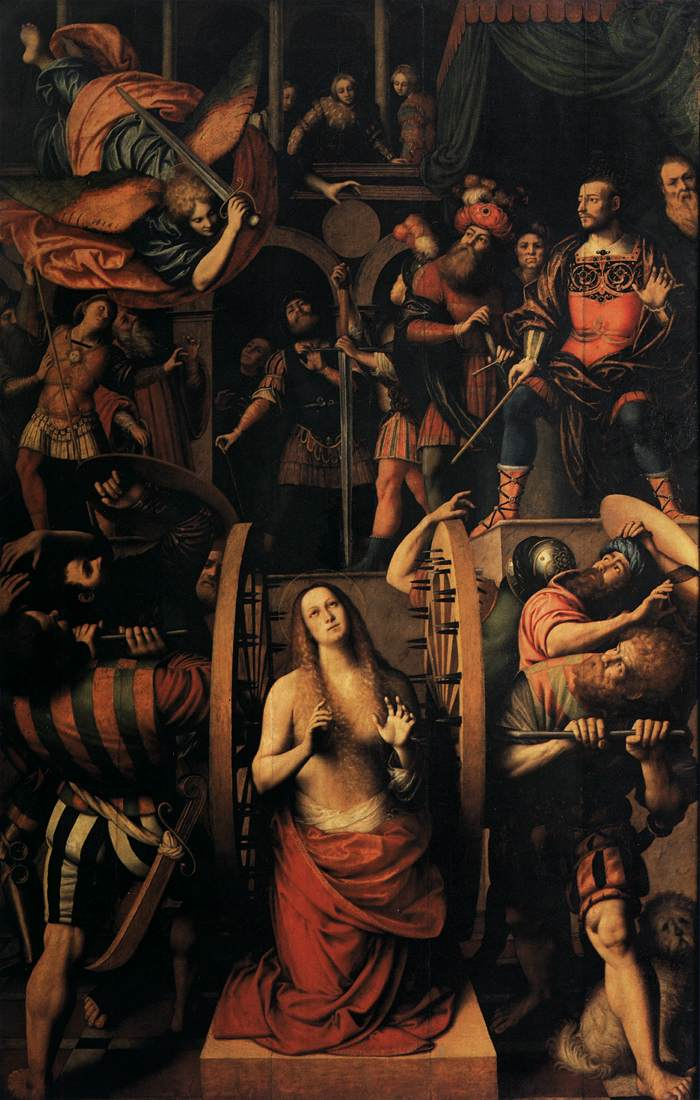
高登齊奧·費拉里（英语：Gaudenzio Ferrari）的《聖凱瑟琳的殉道》（Martirio di santa Caterina），334 × 210cm，約繪於1541－1543年，1829年始藏
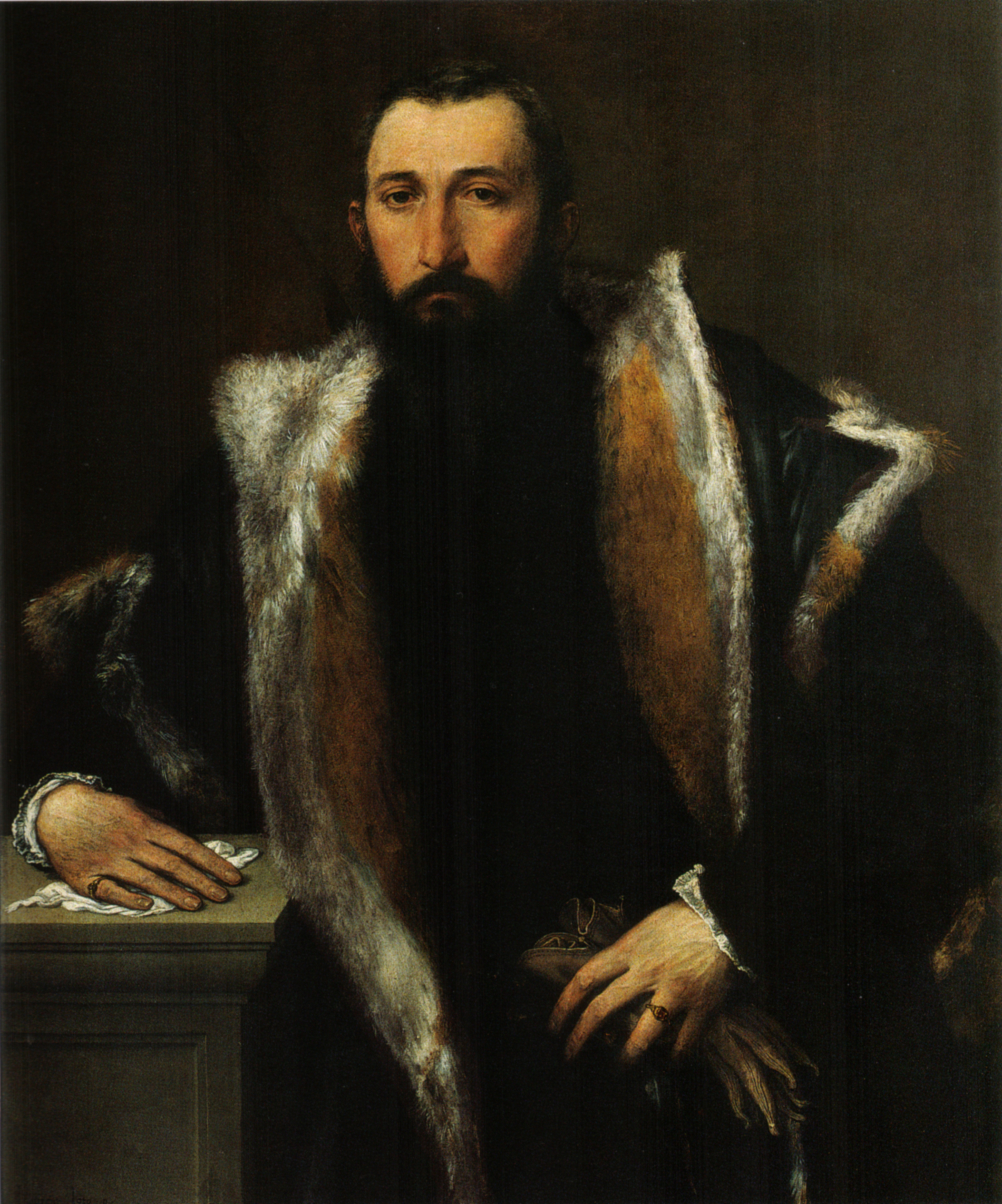
羅倫佐·洛托（英语：Lorenzo Lotto）的《費波·達·布雷西亞肖像畫（意大利语：Ritratto di Febo da Brescia）》，82 × 78cm，約繪於1543－1544年，1859年始藏
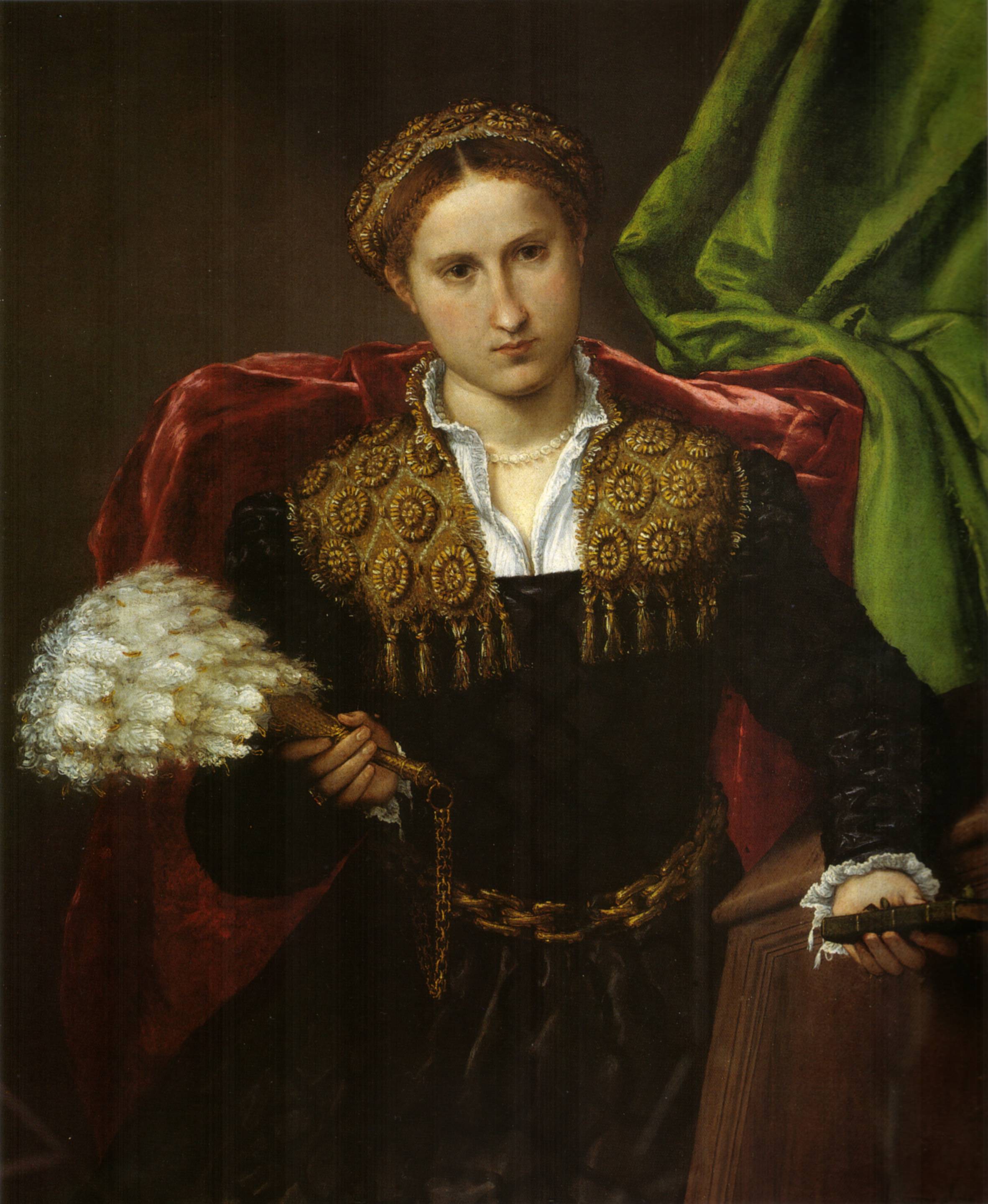
羅倫佐·洛托的《勞拉·達·波拉肖像畫（意大利语：Ritratto di Laura da Pola）》，90 × 75cm，約繪於1543－1544年，1859年始藏
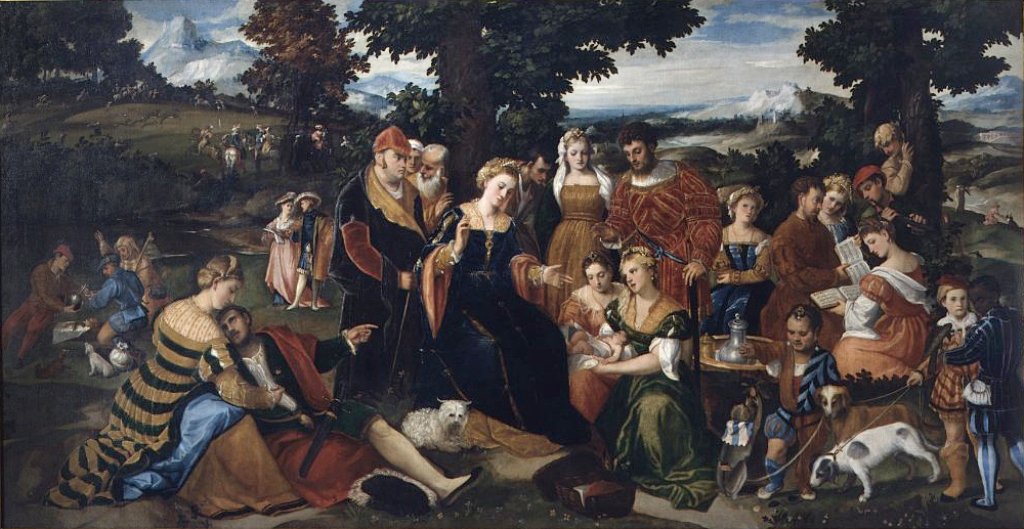
波尼法齊奧·委羅內塞（英语：Bonifazio Veronese）的《從水中救出摩西》（Mosè salvato dalle acque），175 × 355cm，約繪於1550年
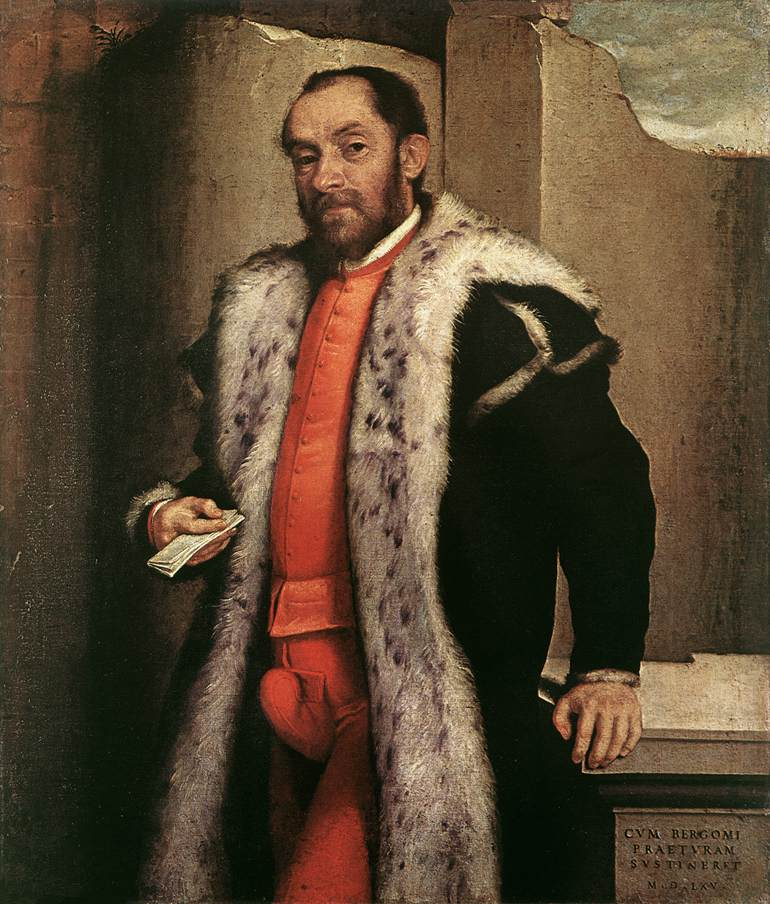
喬萬·巴蒂斯塔·莫羅尼（英语：Giovan Battista Moroni）的《安東尼奧·納瓦傑羅肖像畫（意大利语：Ritratto di Antonio Navagero）》，115 × 90cm，約繪於1565年，1813年始藏
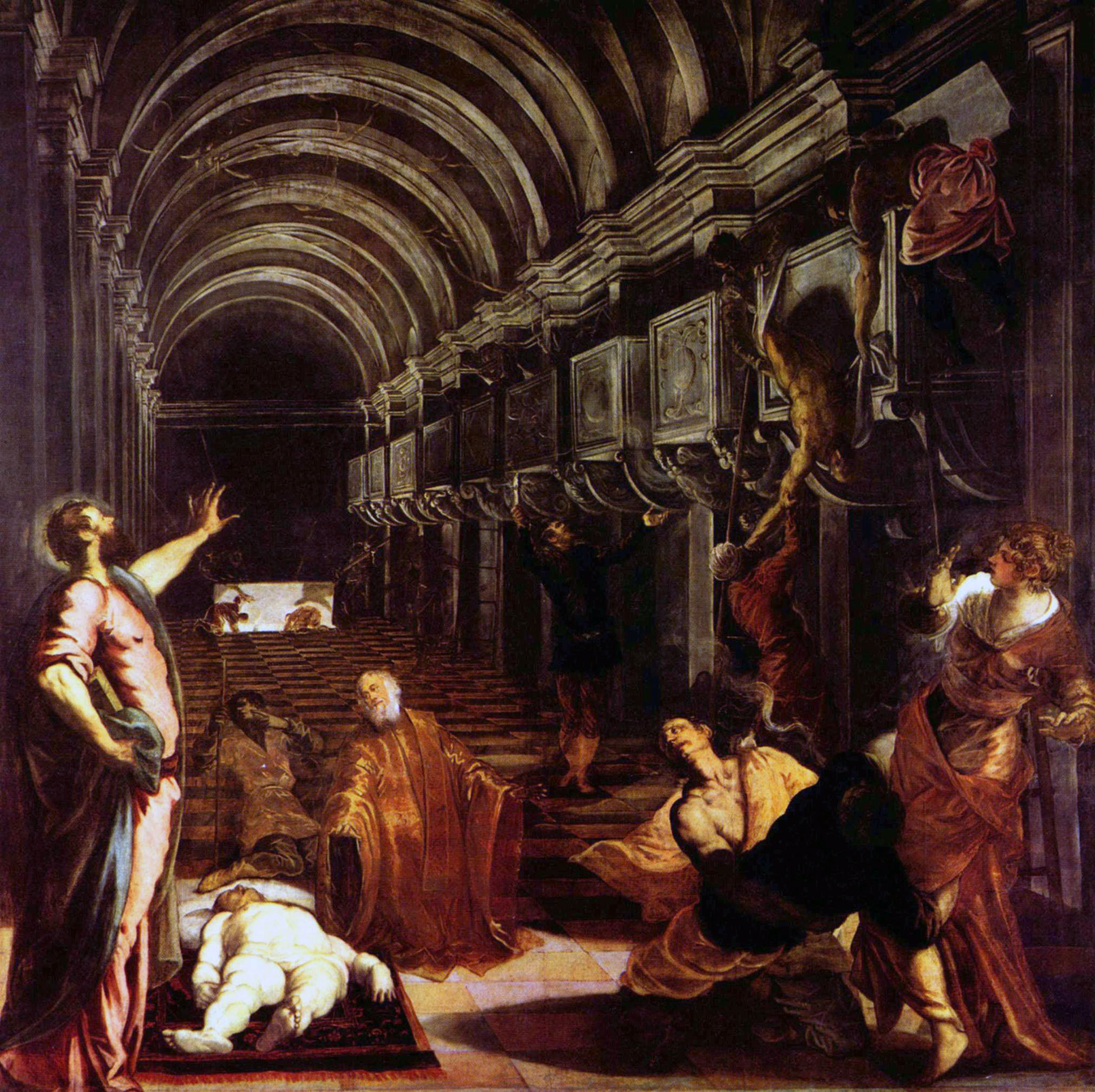
丁托列托的《发现圣马尔谷的圣髑》，396 × 400cm，約繪於1562－1566年，1811年始藏
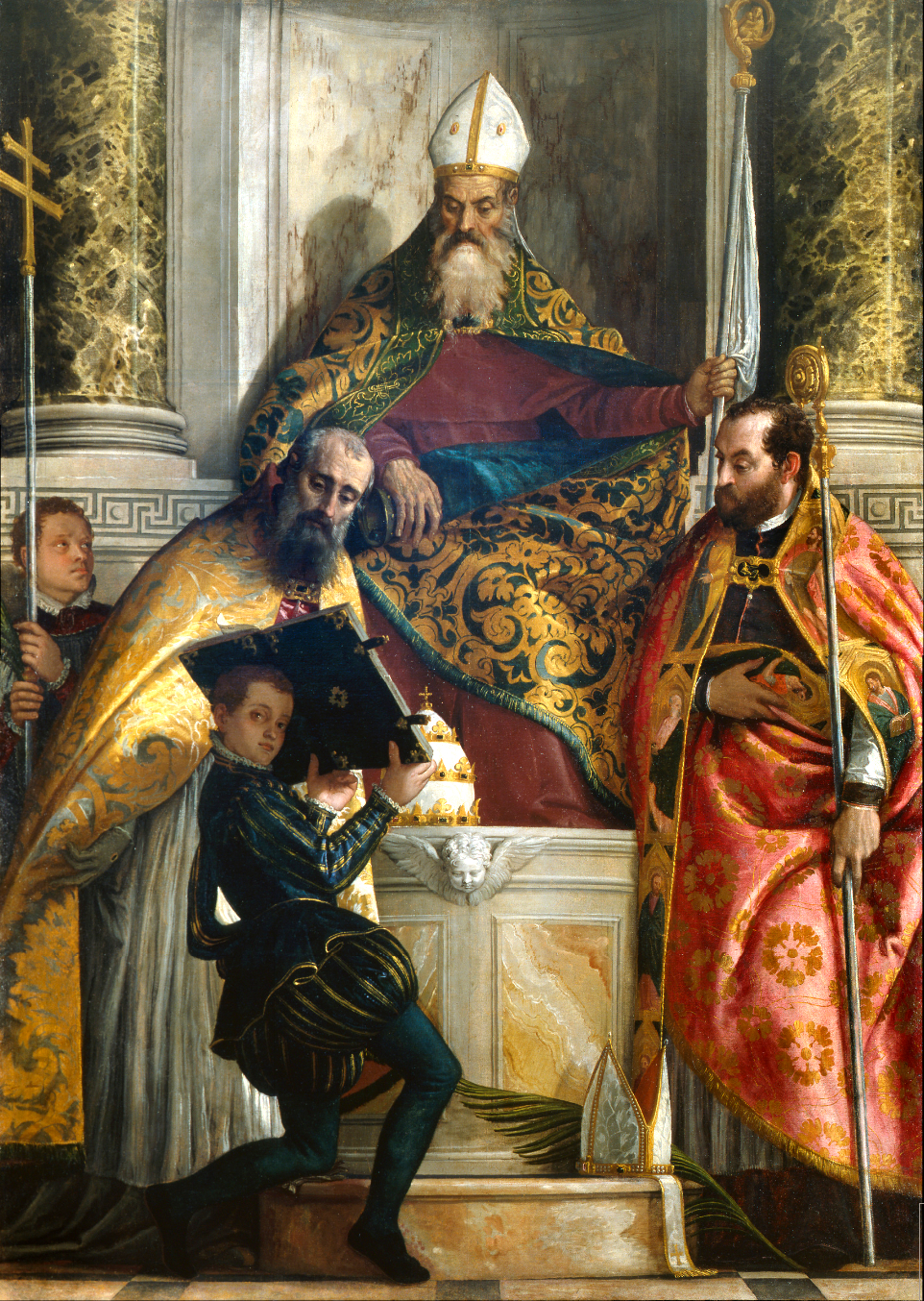
保羅·委羅內塞的《聖安東尼、聖克爾內利奧與聖齊普里安諾》（Sant’Antonio abate tra i Santi Cornelio e Cipriano），270 × 180cm，約繪於1565－1571年，1808年始藏
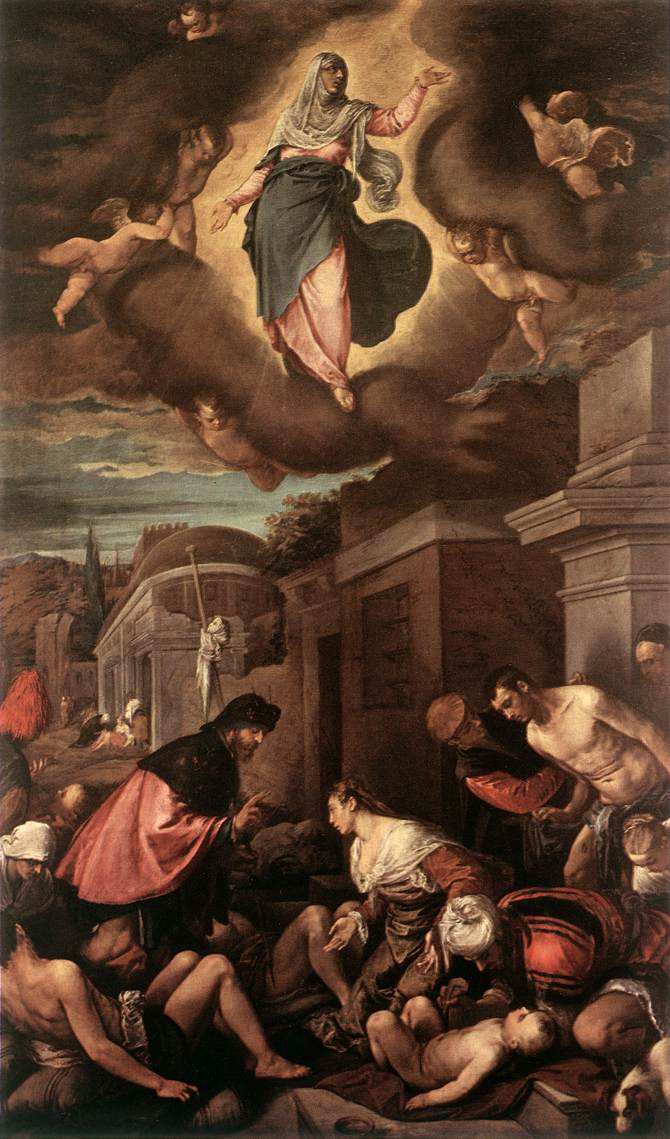
雅各布·巴萨诺的《聖洛克探訪瘟疫病人》（San Rocco visita gli appestati），350 × 210cm，約繪於1576－1580年，1811年始藏
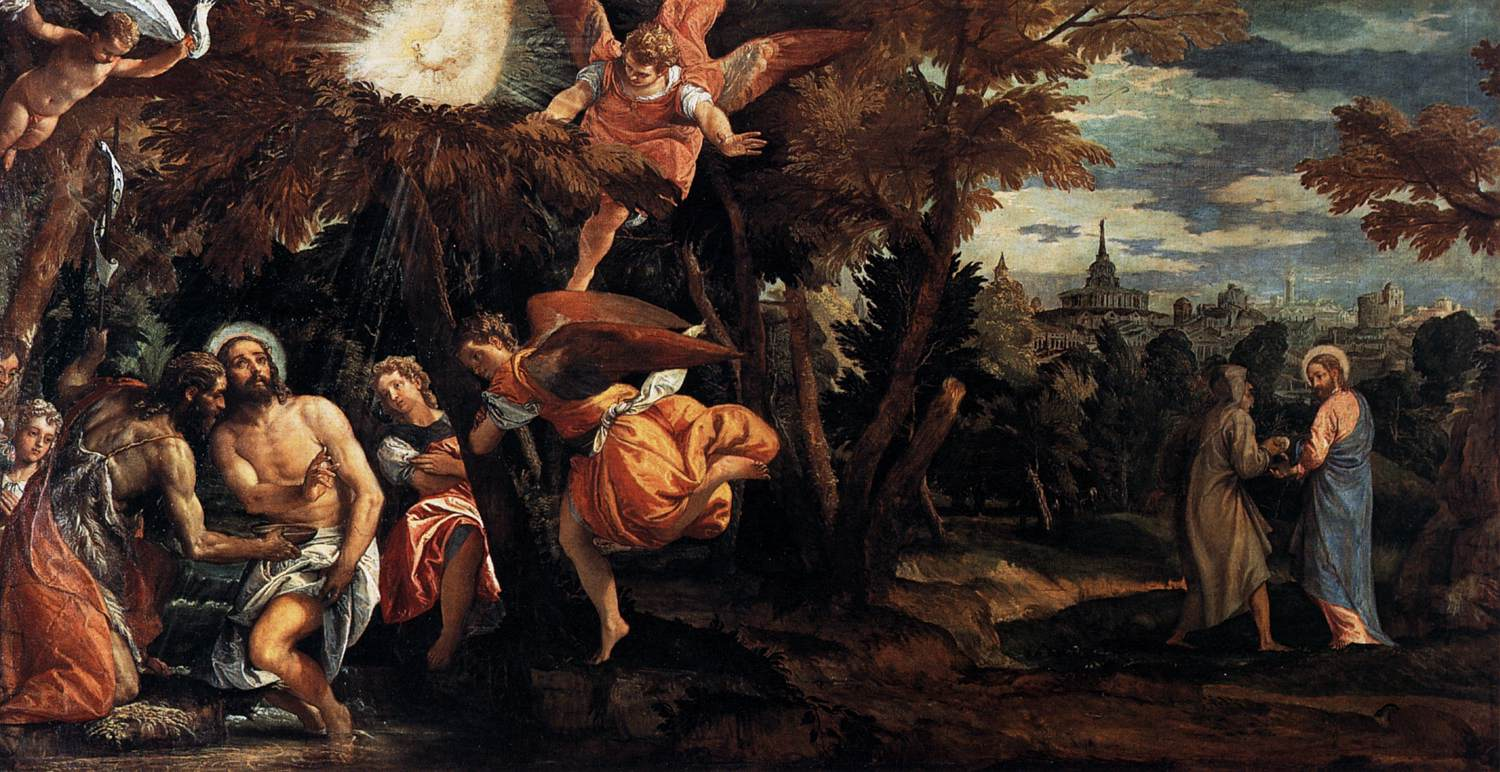
保羅·委羅內塞的《耶穌受洗和魔鬼的引誘》（Battesimo e tentazioni di Cristo），248 × 450cm，約繪於1582年，1809年始藏
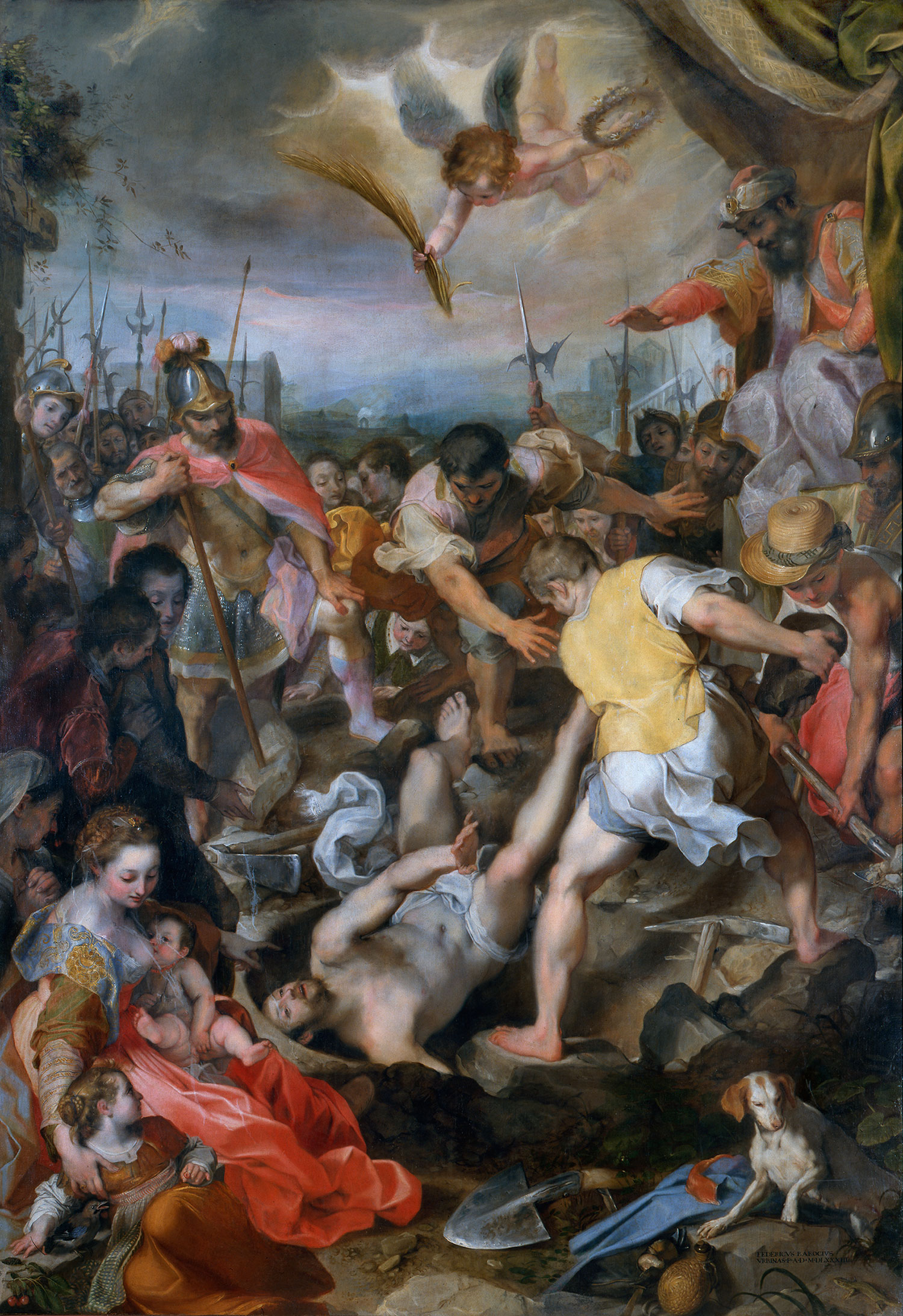
費德里科·巴羅奇的《聖維塔萊的殉道》（Il martirio di San Vitale），302 × 268cm，約繪於1583年，1811年始藏
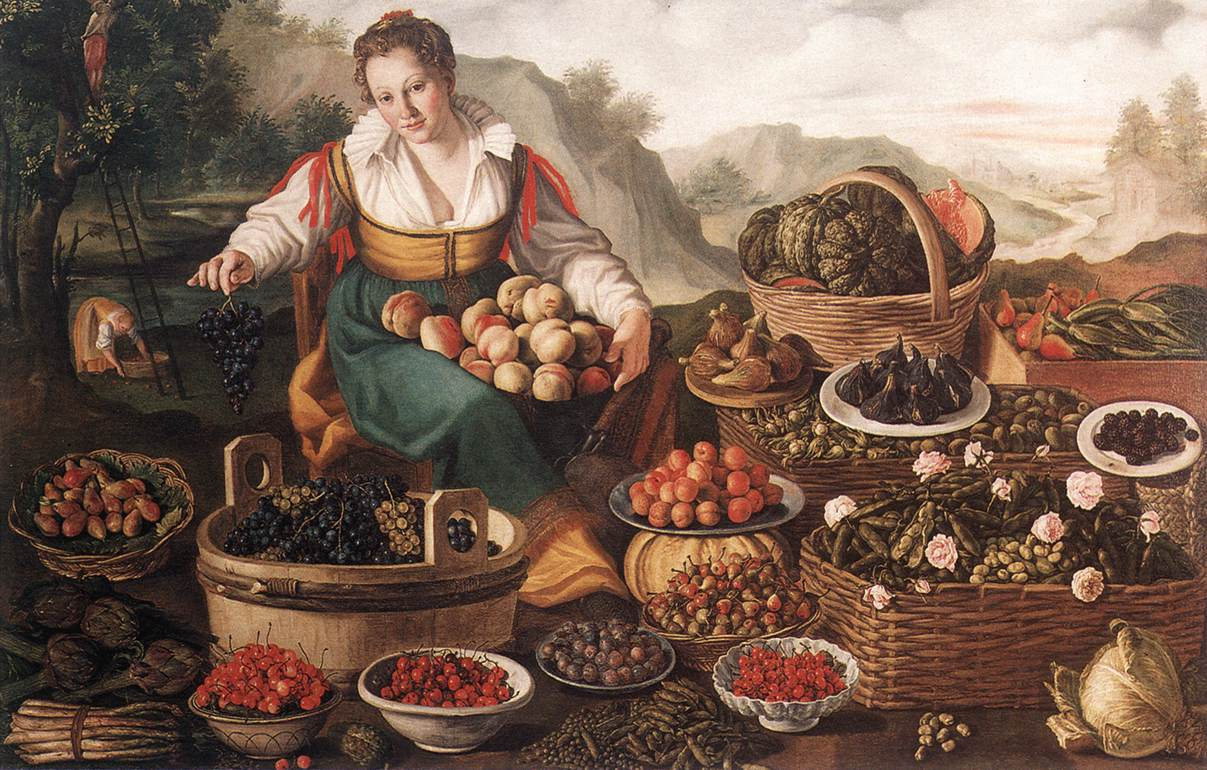
文琴佐·坎皮（英语：Vincenzo Campi）的《賣水果的年輕女子（意大利语：Fruttivendola）》，143 × 213cm，約繪於1584年，1809年始藏
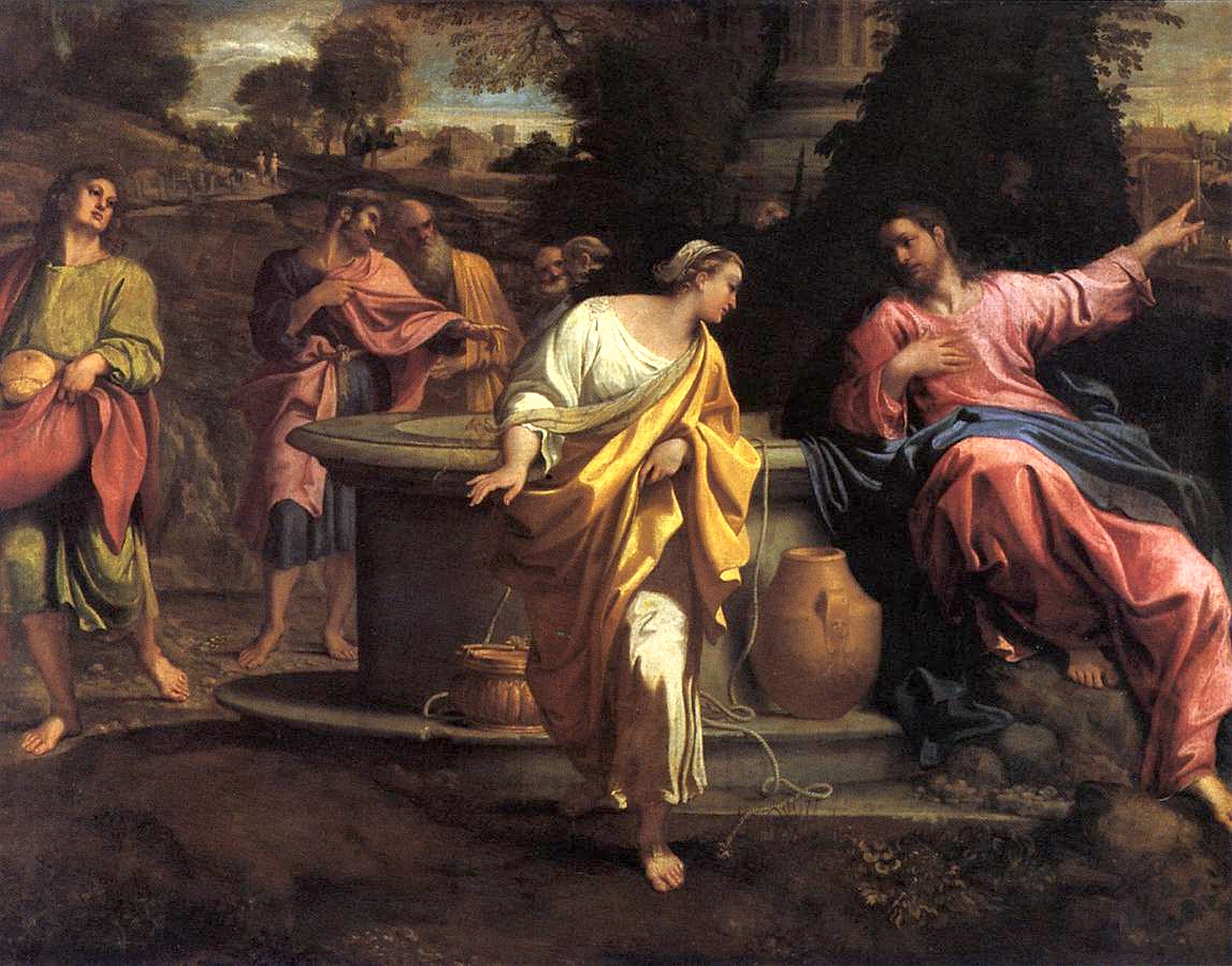
安尼巴萊·卡拉奇的《耶穌和撒瑪利亞人（意大利语：Cristo e la Samaritana）》，170 × 225cm，約繪於1593－1594年，1811年始藏
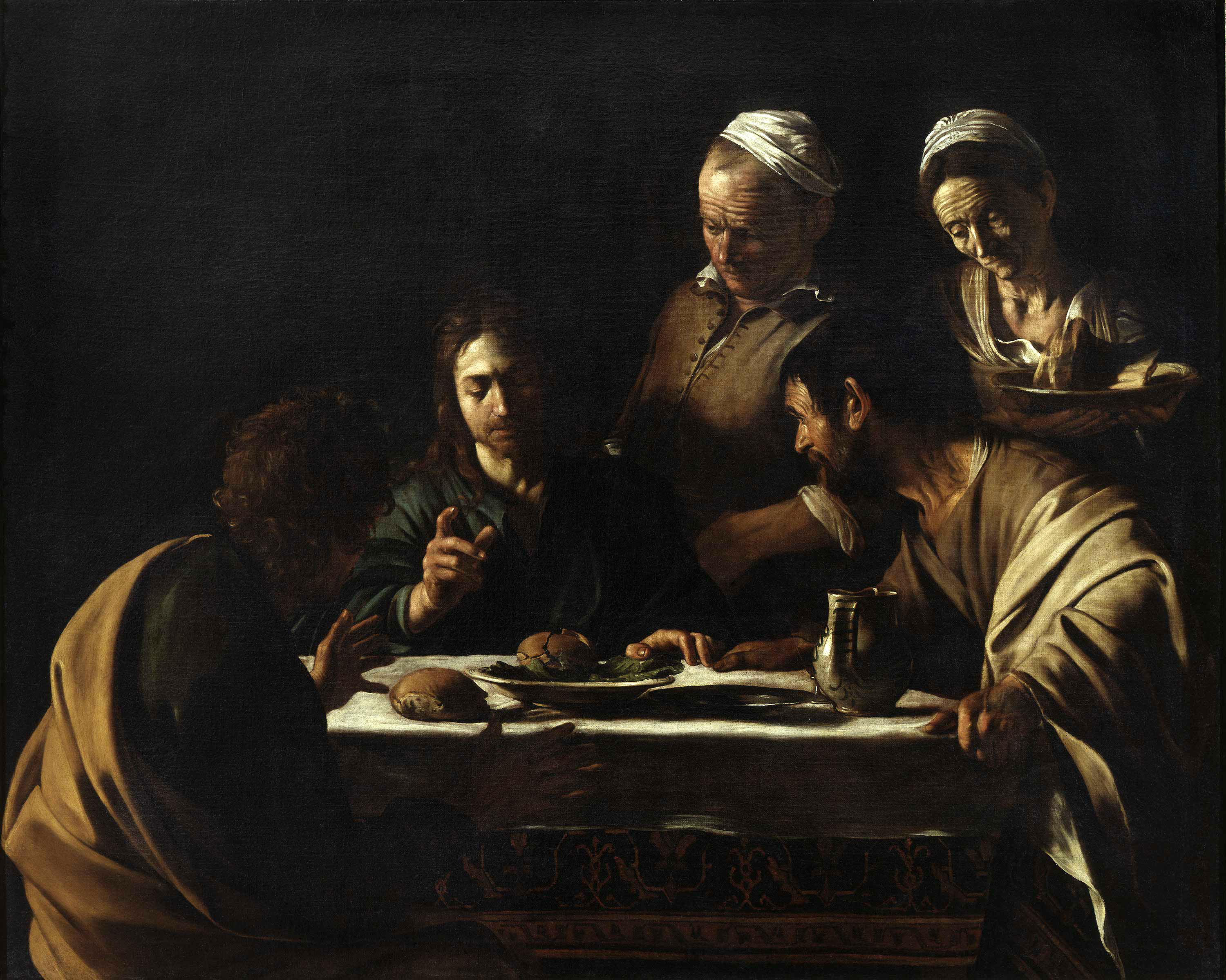
卡拉瓦喬的《以馬忤斯的晚餐》，141 × 175cm，約繪於1606年，1939年始藏
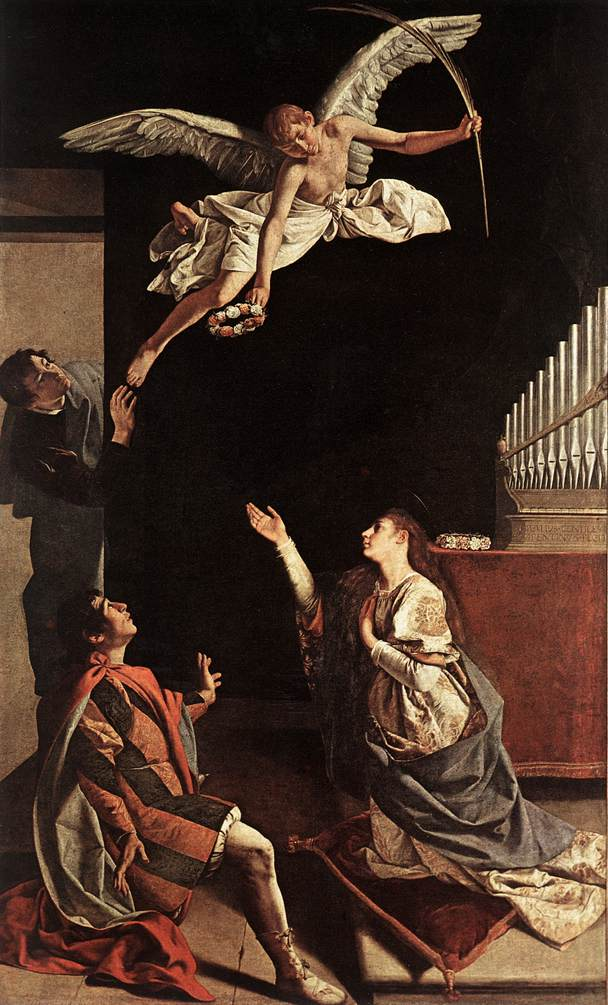
奧拉齊奧·真蒂萊斯基的《被天使探望的殉道者瓦萊利亞諾、提布爾齊奧以及切奇利亞》（Martiri Valeriano, Tiburzio e Cecilia visitati da un angelo），350 × 218cm，約繪於1607年，1801年始藏
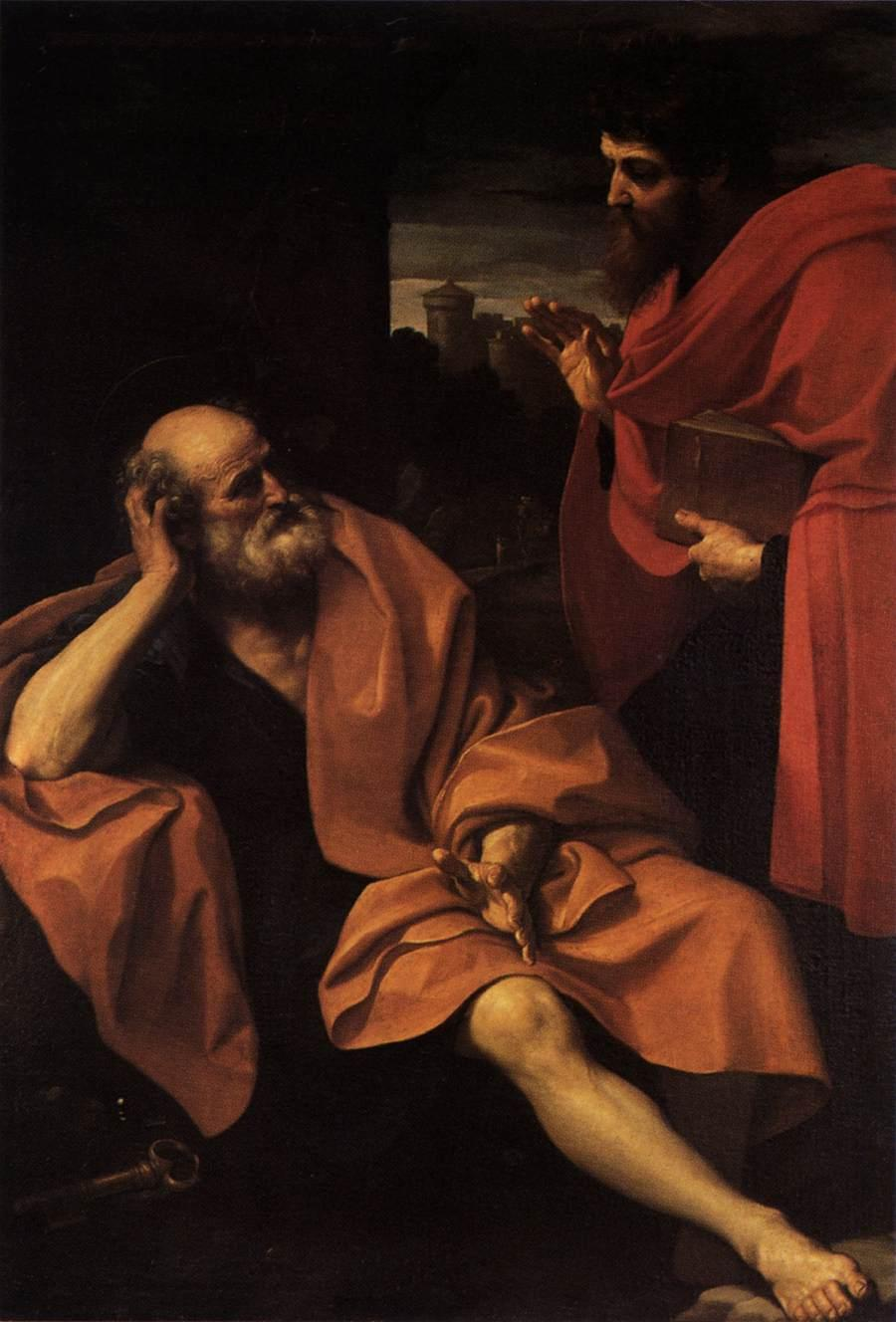
圭多·雷尼的《聖彼得與聖保祿》（I Santi Pietro e Paolo），197 × 140cm，約繪於1609年，1811年始藏
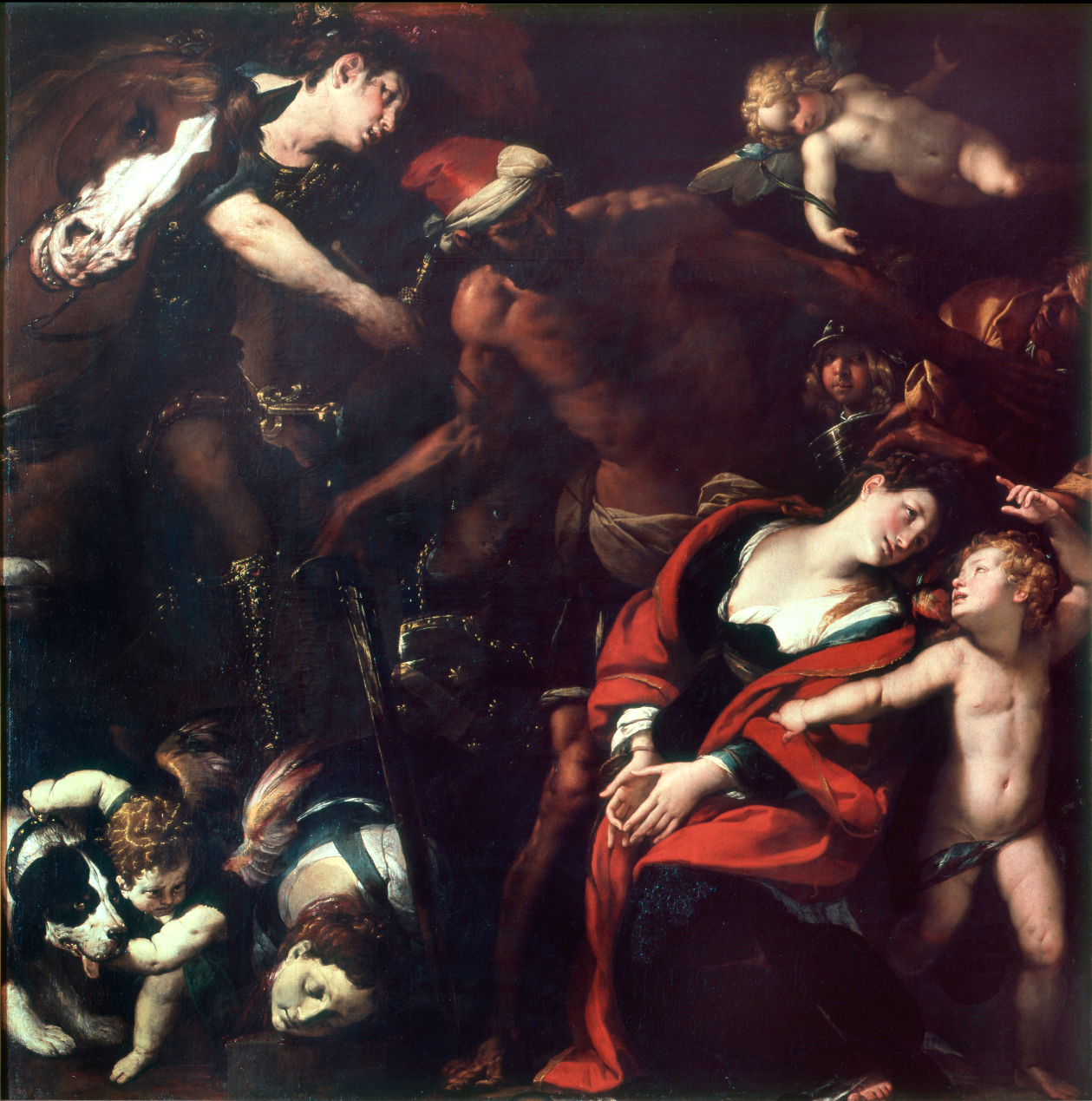
朱利奧·切薩雷·普羅卡奇尼（英语：Giulio Cesare Procaccini）、皮埃爾·弗朗切斯科·馬祖凱利（英语：Pier Francesco Mazzucchelli）與喬瓦尼·巴蒂斯塔·克雷斯皮（英语：Giovanni Battista Crespi）的《聖魯菲娜與聖塞孔妲的殉道（意大利语：Martirio delle sante Rufina e Seconda）》，192 × 192cm，約繪於1622－1625年，1896年始藏
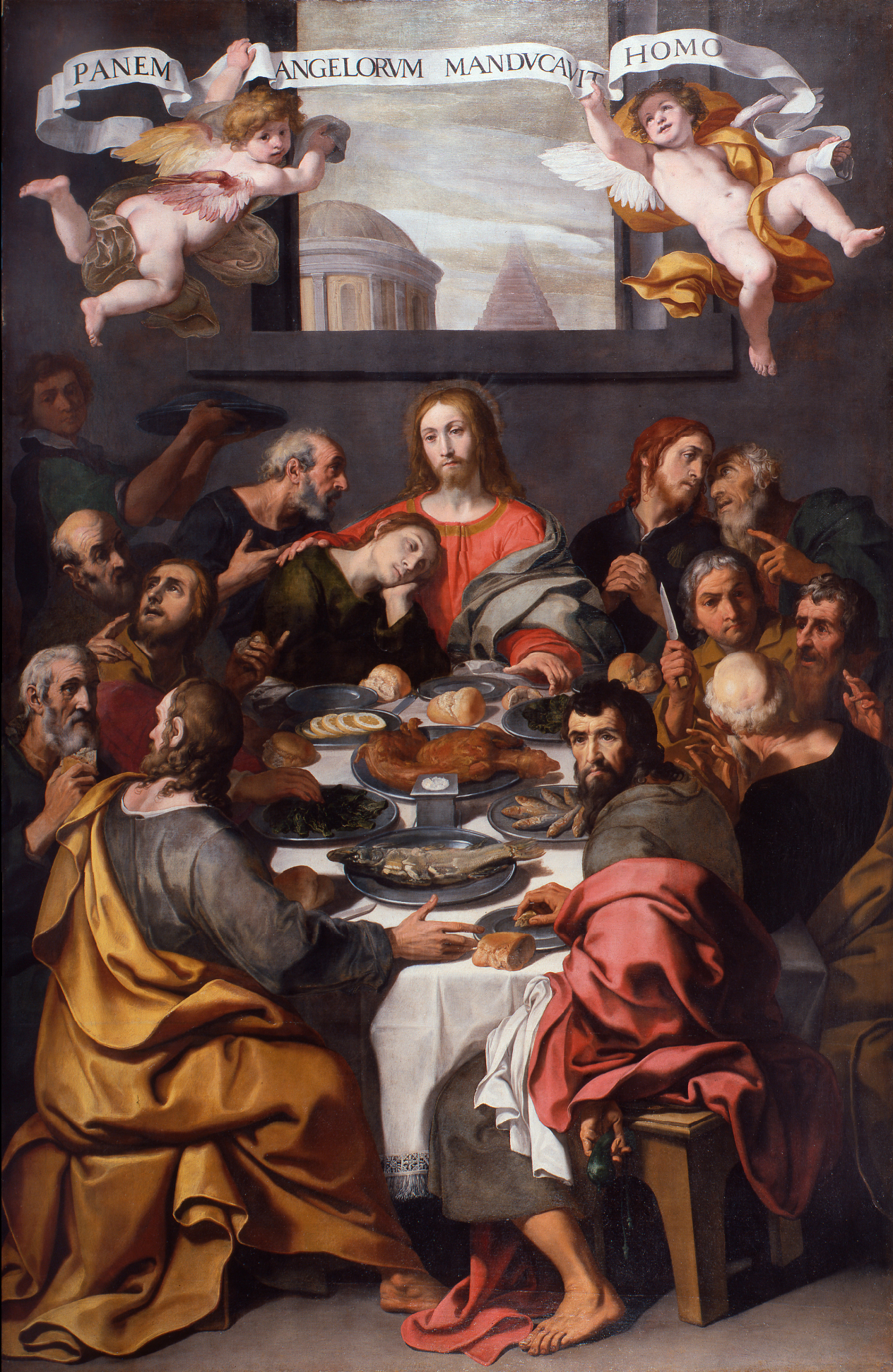
達尼埃萊·克雷斯皮（英语：Daniele Crespi）的《最後的晚餐（英语：The Last Supper (Crespi)）》，335 × 220cm，約繪於1625年，1809年始藏
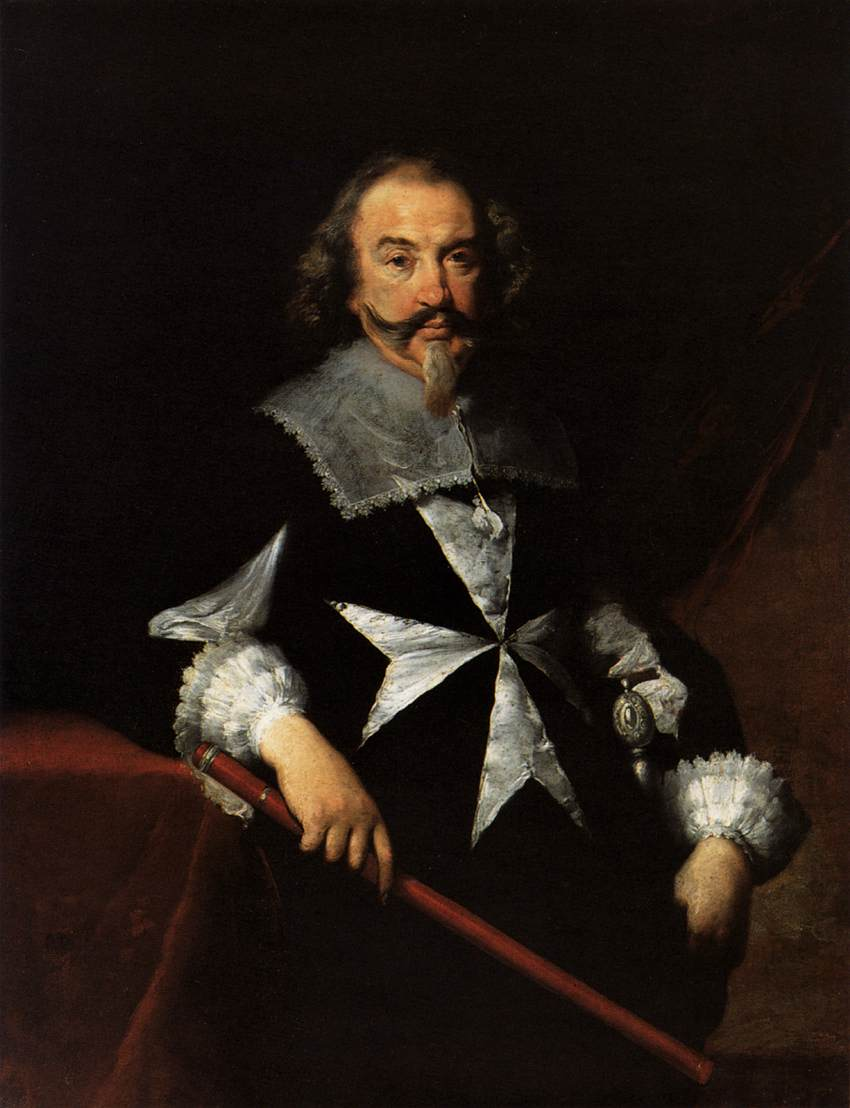
貝爾納爾多·斯特羅齊（英语：Bernardo Strozzi）的《馬爾他騎士肖像畫》（Ritratto di un Cavaliere di Malta），129 × 98cm，約繪於1629年，1804年始藏
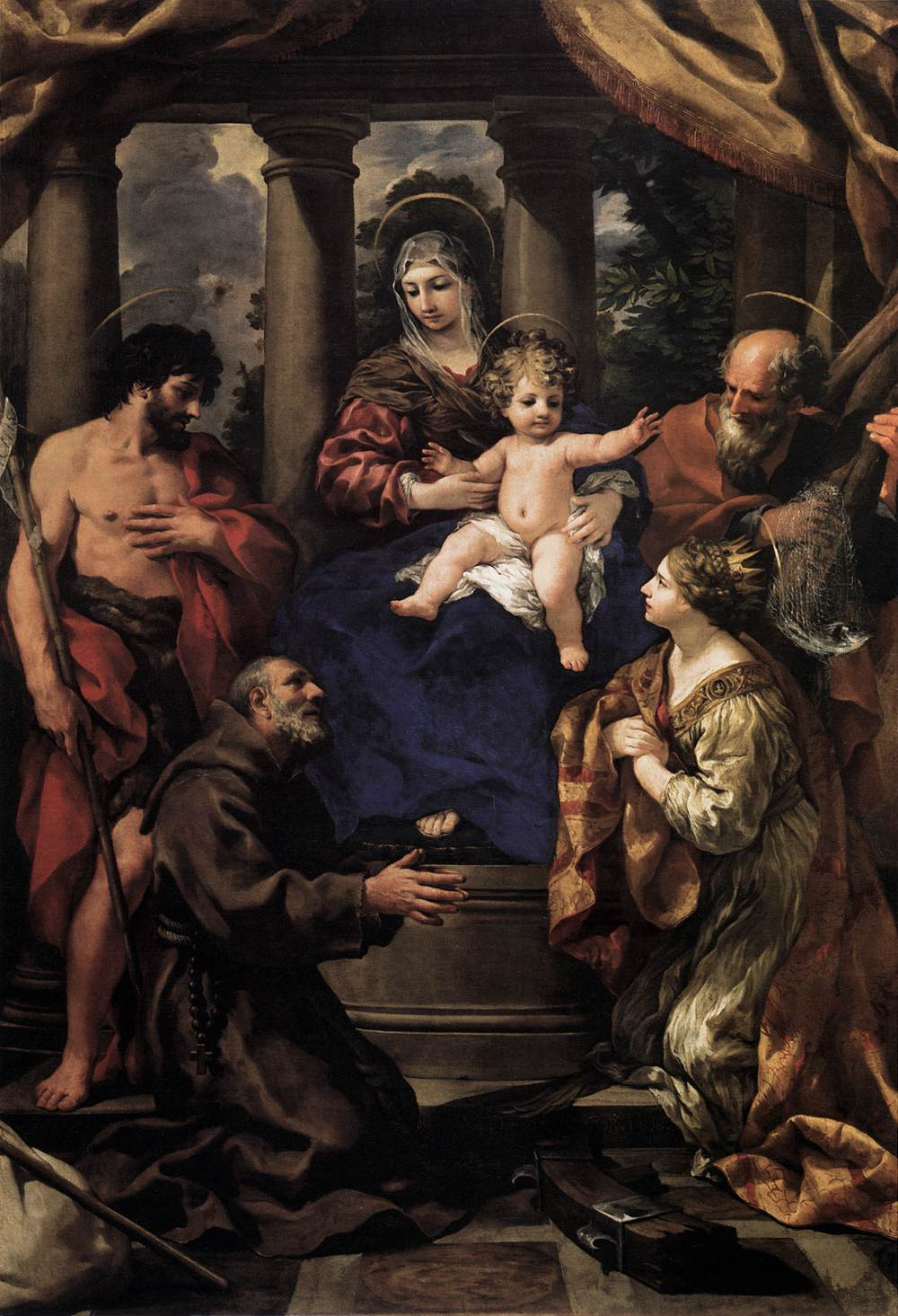
皮埃特羅·達·科爾托納的《聖母子與施洗約翰及聖人們》（Madonna col Bambino e i santi Giovanni Battista, Felice da Cantalice, Andrea e Caterina d'Alessandria），296 × 205cm，約繪於1628－1629年，1811年始藏
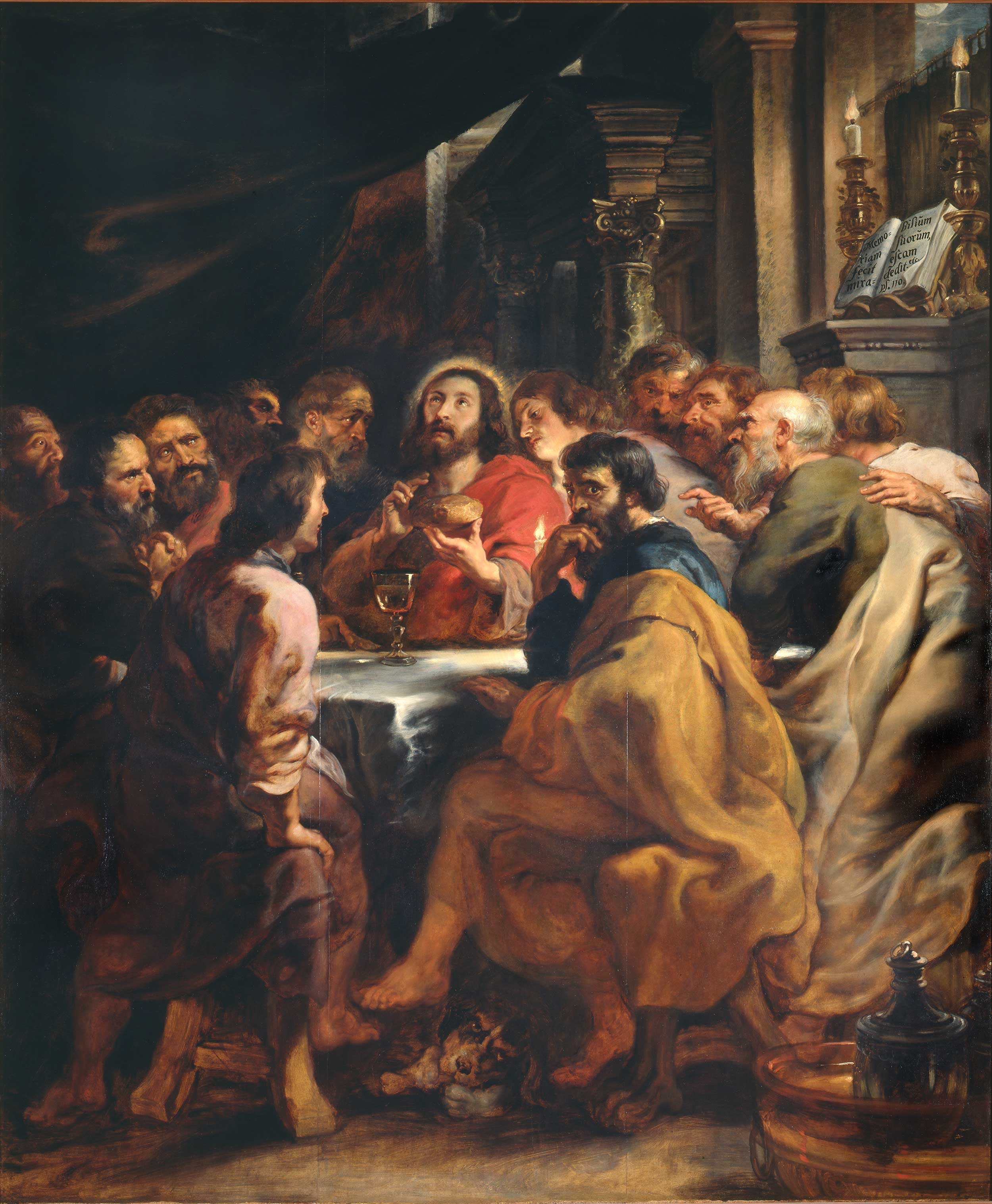
彼得·保羅·魯本斯的《最後的晚餐》，304 × 205cm，約繪於1630－1632年，1813年始藏
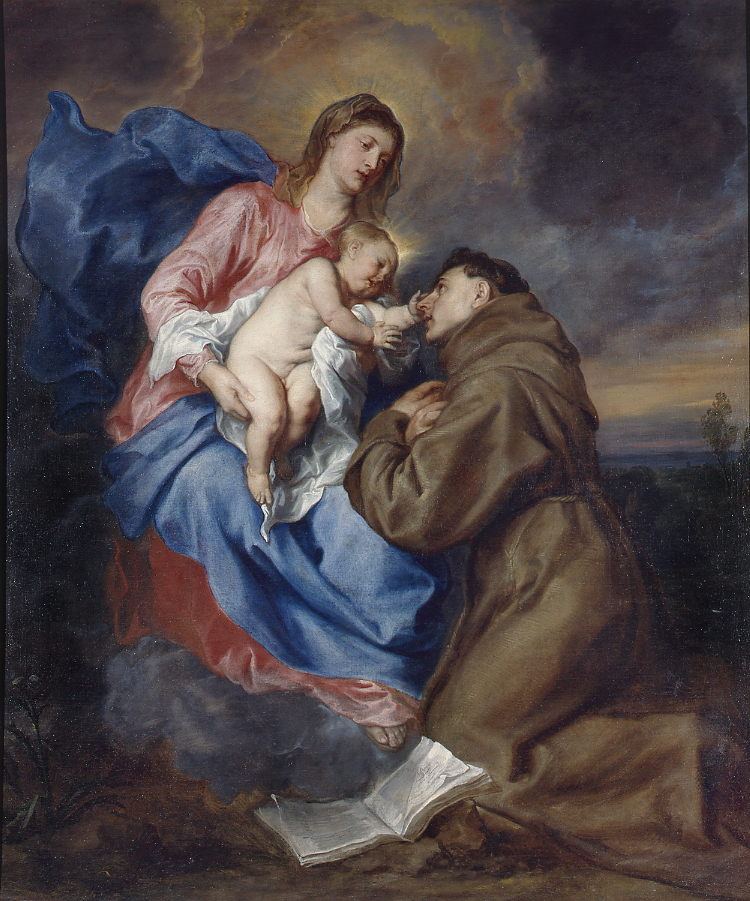
安東尼·范戴克的《聖母子與里斯本的聖安多尼》（Madonna col Bambino e sant'Antonio da Padova），189 × 158cm，約繪於1632年，1813年始藏
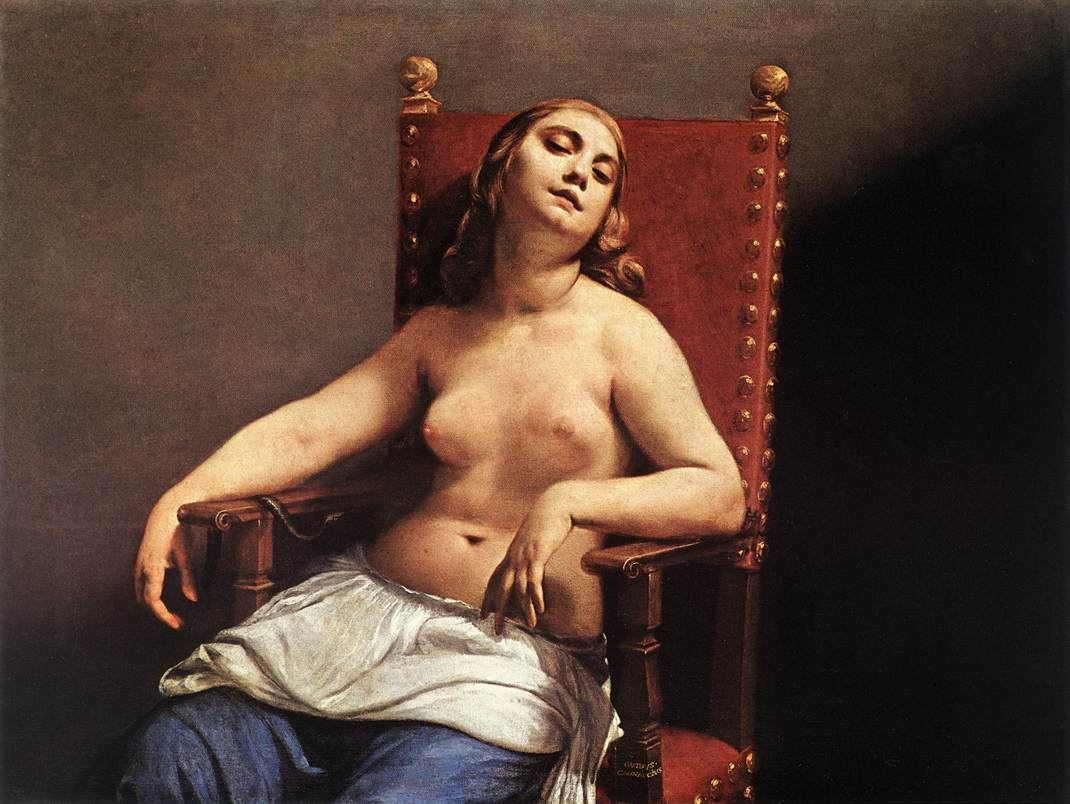
圭多·卡尼亞奇（英语：Guido Cagnacci）的《克麗歐佩特拉之死（意大利语：Morte di Cleopatra (Cagnacci)）》，120 × 158cm，約繪於1660年
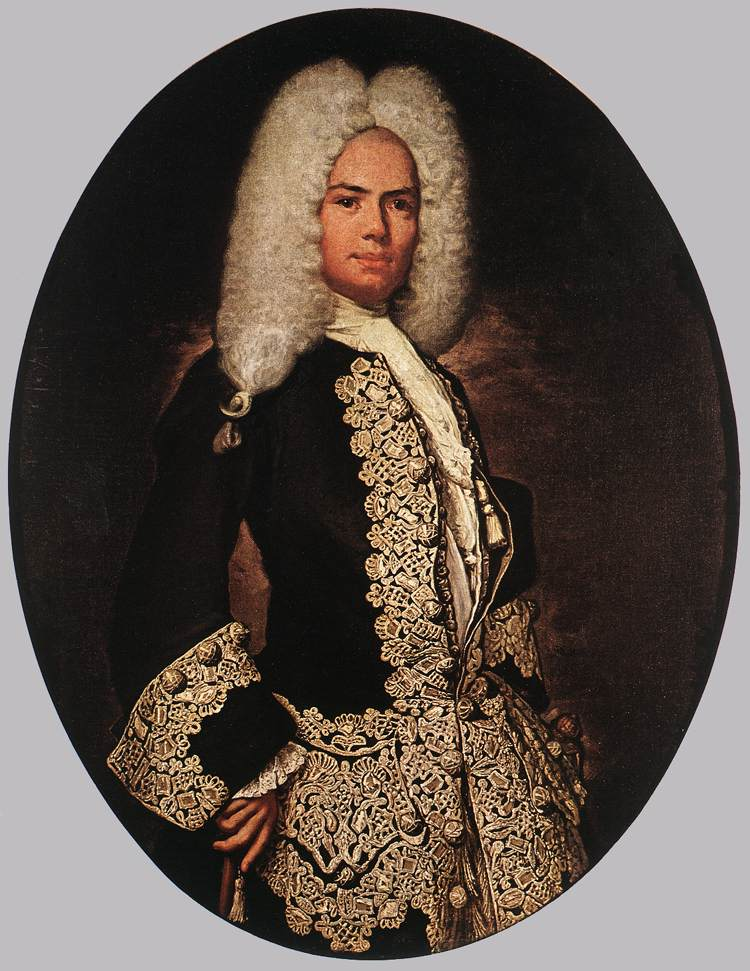
弗拉·加爾加利奧（英语：Fra Galgario）的《塔西伯爵肖像畫（意大利语：Ritratto di un conte Tassi）》，109.5 × 89cm，約繪於1725年，1918年始藏
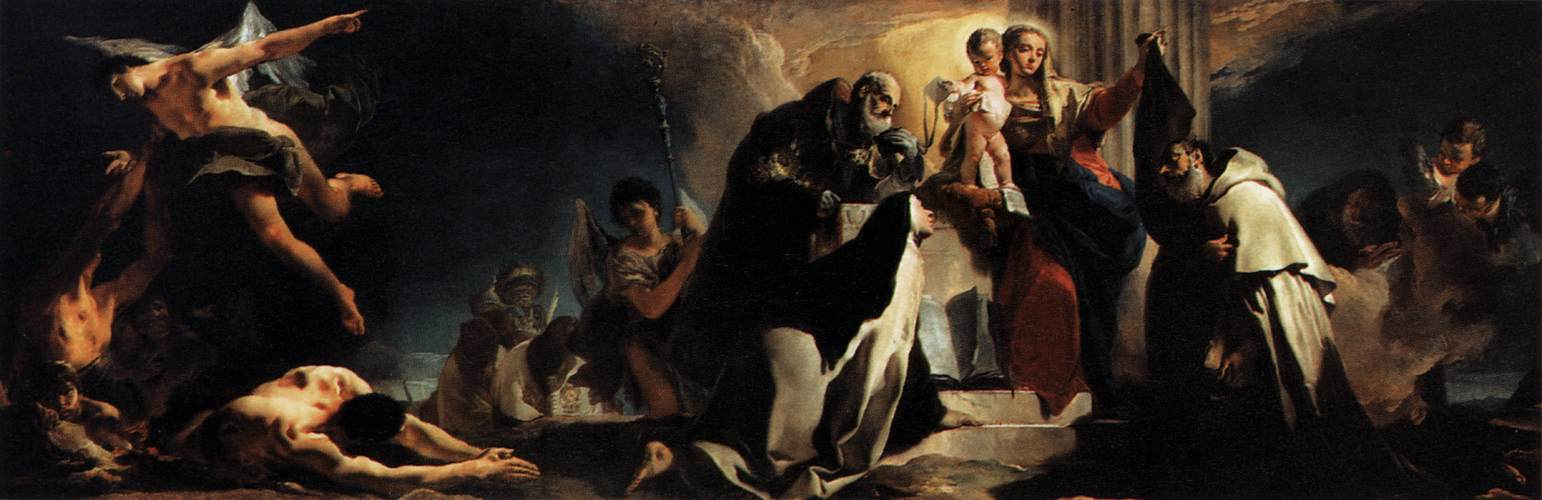
乔瓦尼·巴蒂斯塔·提埃坡罗的《卡爾梅洛聖母與煉獄的幽靈》（La Vergine del Carmelo con le anime del purgatorio），210 × 650cm，約繪於1721－1727年，1725年始藏
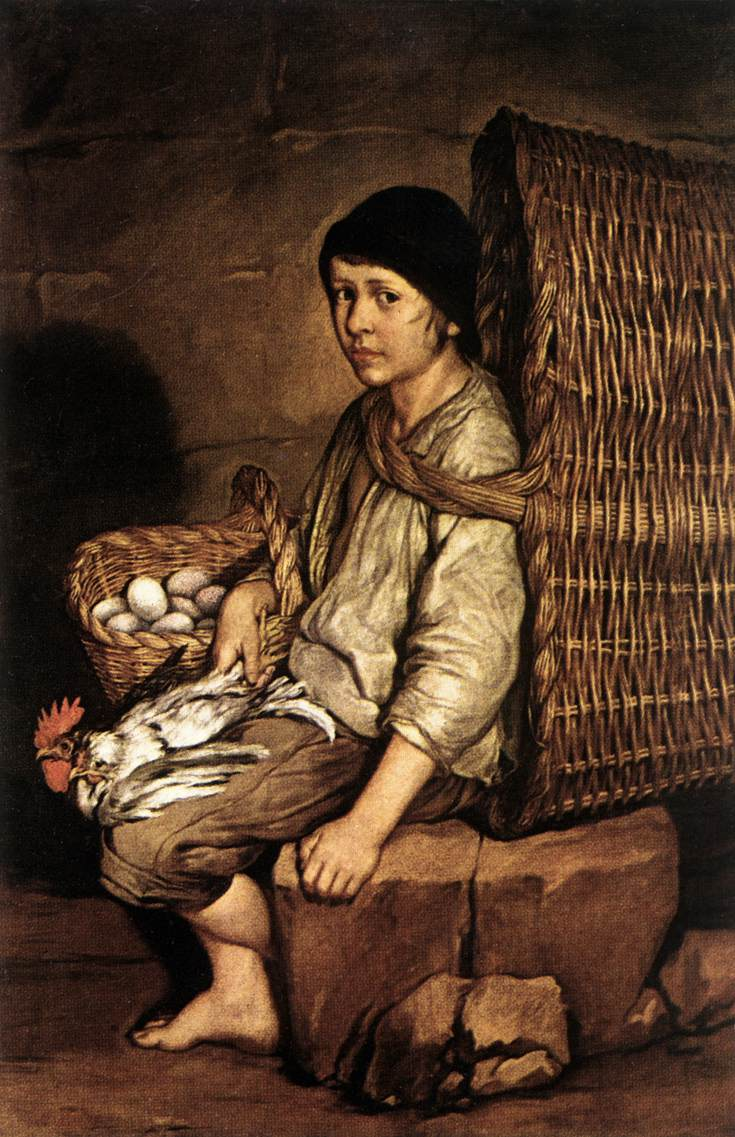
賈科莫·切魯蒂（英语：Giacomo Ceruti）的《坐著的波塔羅洛與菜籃、雞蛋和家禽》（Portarolo seduto su una cesta con uova e pollame），130 × 95cm，約繪於1735年，1966年始藏
喬瓦尼·巴蒂斯塔·皮亞澤塔（英语：Giovanni Battista Piazzetta）的《井邊的利百加和以利亞撒》（Rebecca ed Eleazaro al pozzo），102 × 137cm，約繪於1735－1740年，1916年始藏[58]
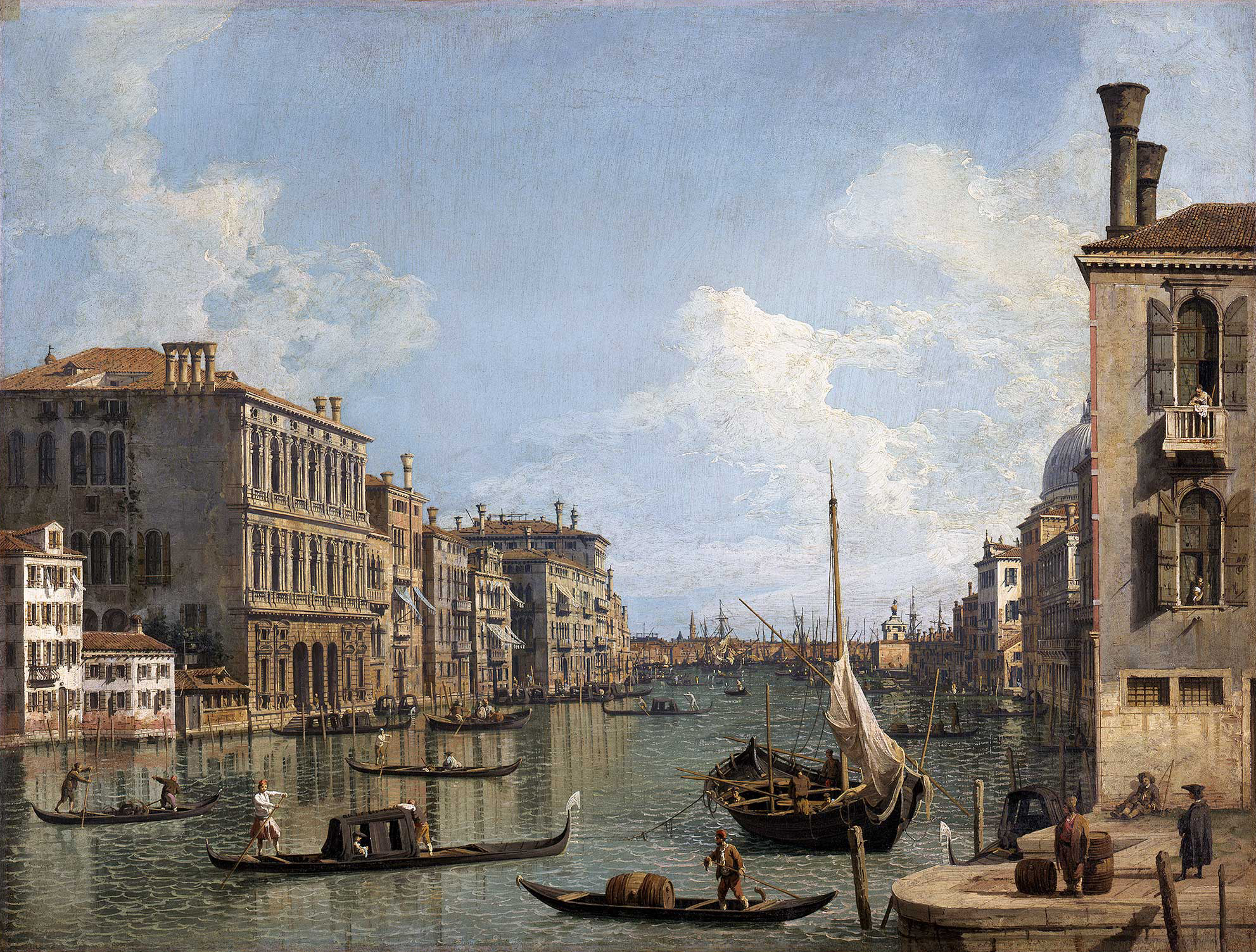
加納萊托的《從聖維奧廣場觀威尼斯大運河、威尼斯海關大樓》（Veduta del Canal Grande verso la punta della Dogana da campo Sant'Ivo），53 × 70cm，約繪於1740－1745年，1928年始藏
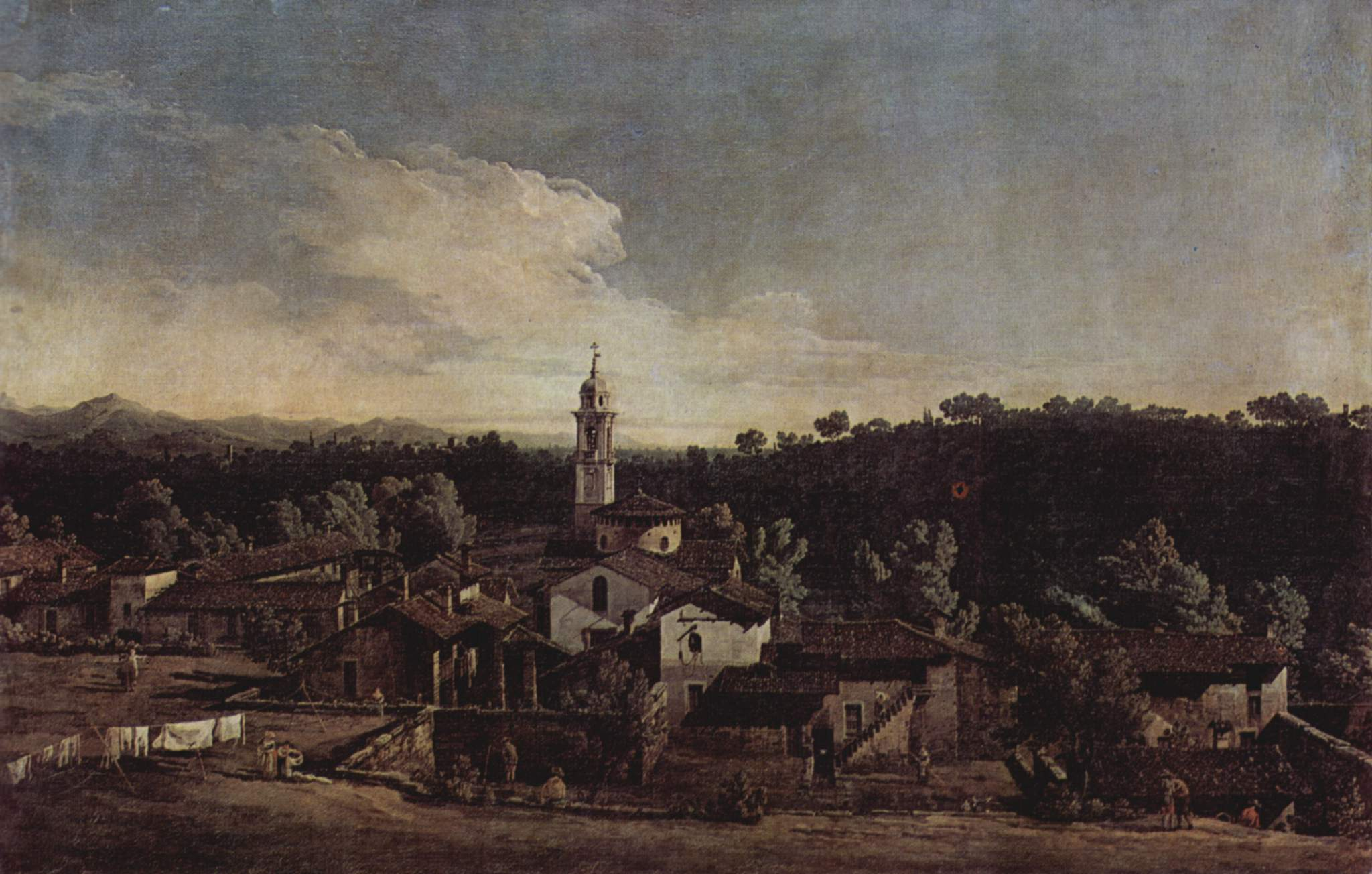
貝納多·貝洛托的《加扎達風景畫》（Veduta di Gazzada），64.5 × 98.5cm，約繪於1744年，1831年始藏
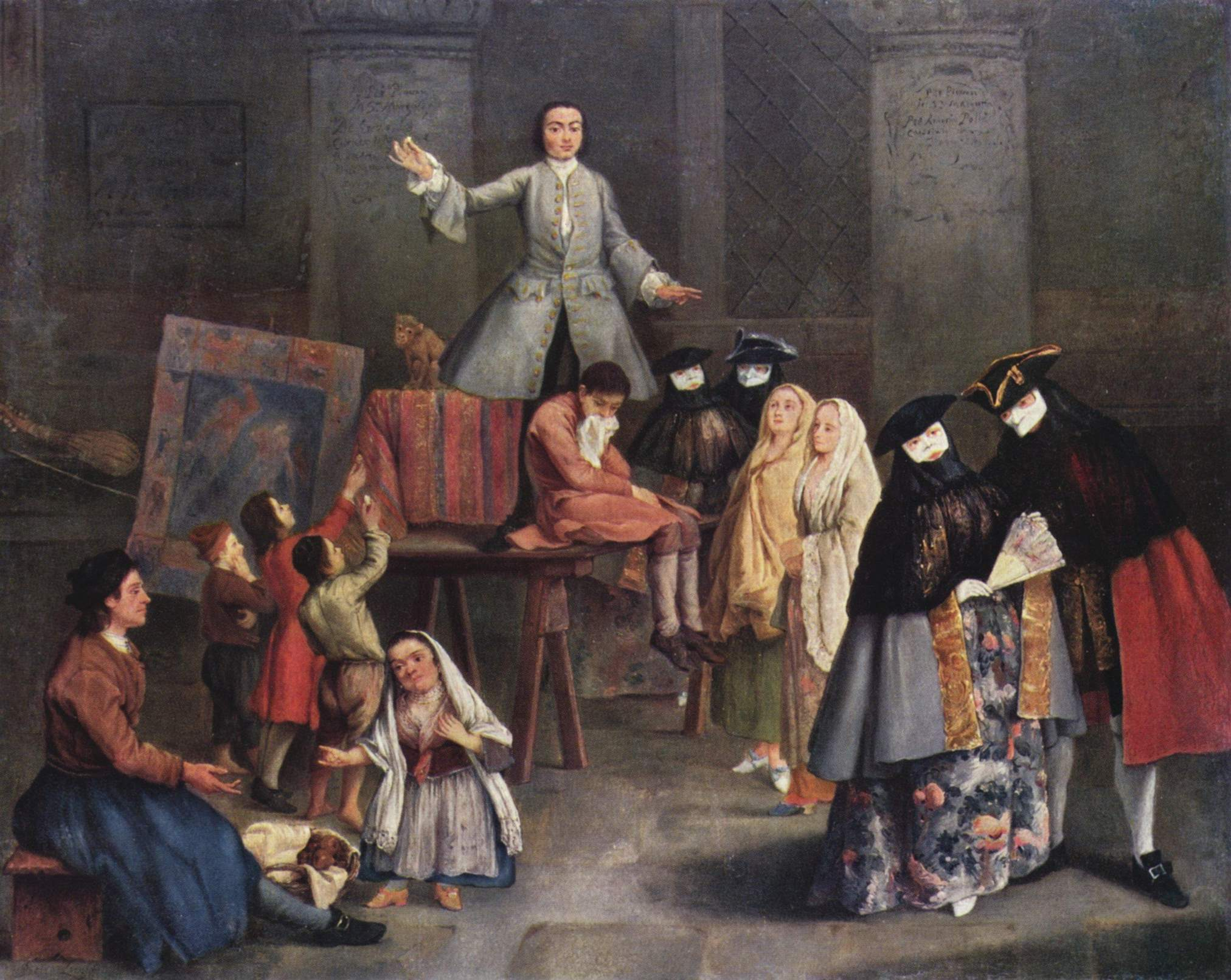
皮埃特羅·隆吉（英语：Pietro Longhi）的《牙醫》（Il cavadenti），50 × 62cm，約繪於1746－1752年，1911年始藏
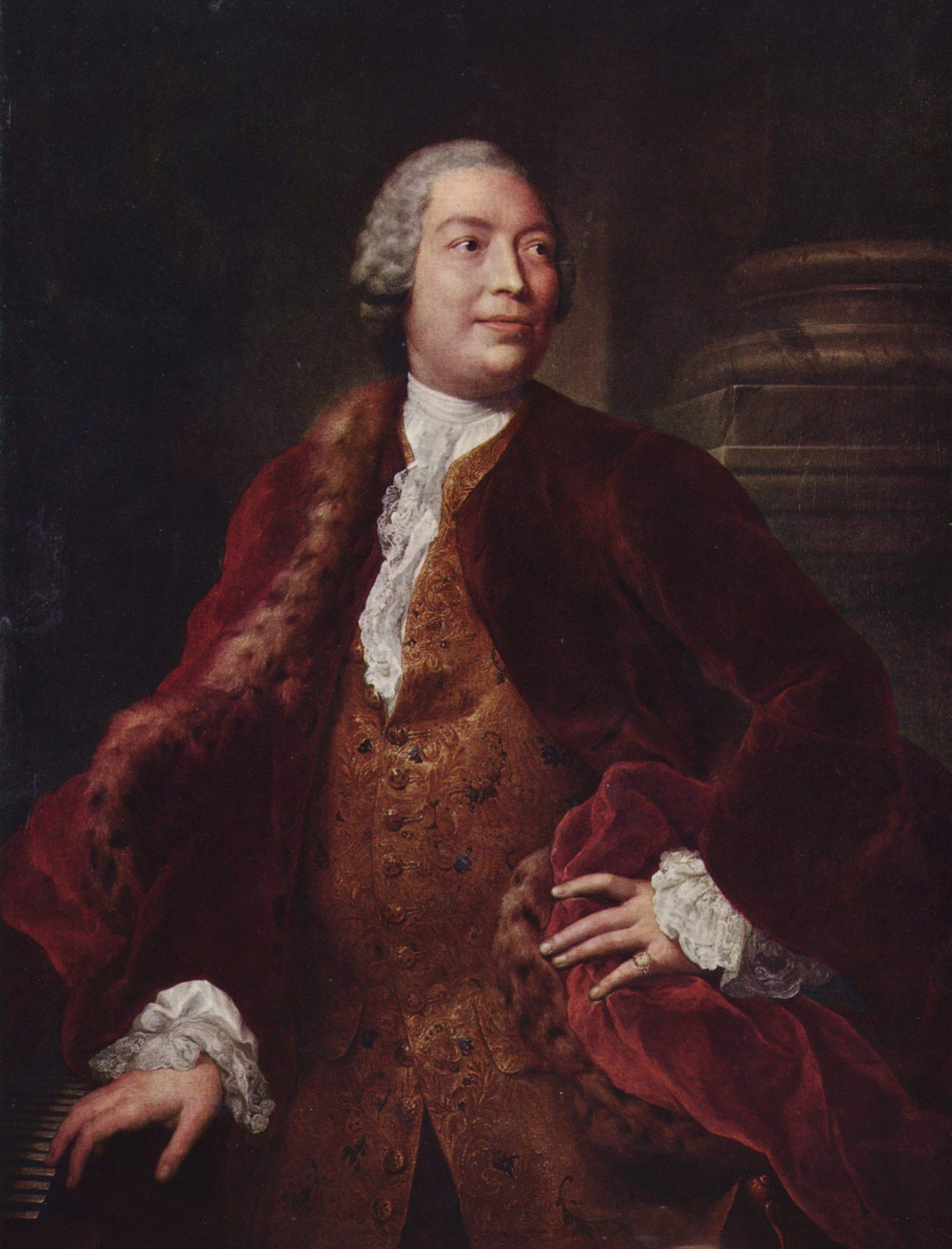
安東·拉斐爾·門斯的《多梅尼科·安尼巴利肖像畫》（Ritratto di Domenico Annibali），125 × 95cm，約繪於1750年，1837年始藏
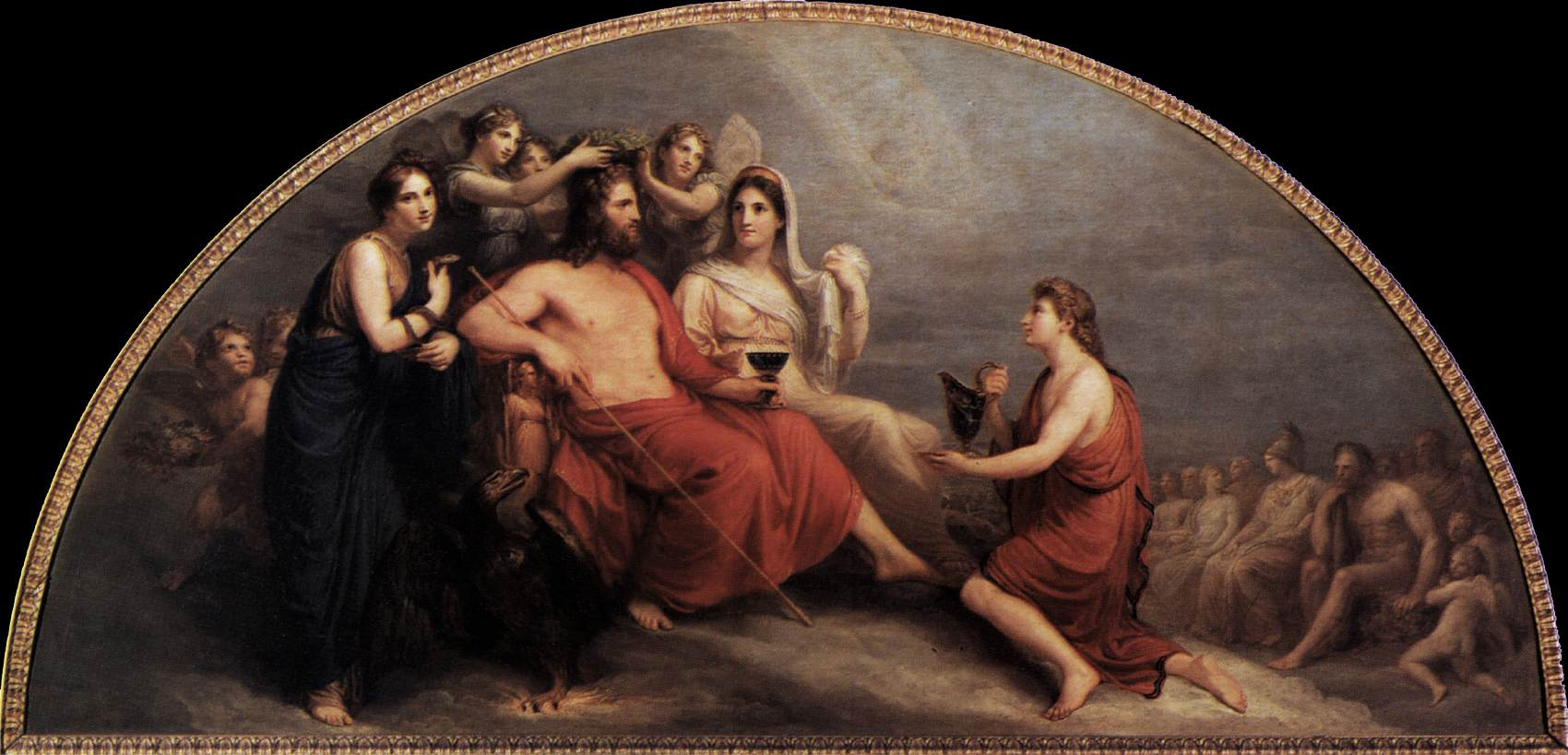
安德烈亞·阿皮亞尼（英语：Andrea Appiani）的《宙斯的加冕》（incoronazione di Giove），45 × 136cm，約繪於1806年，1838年始藏
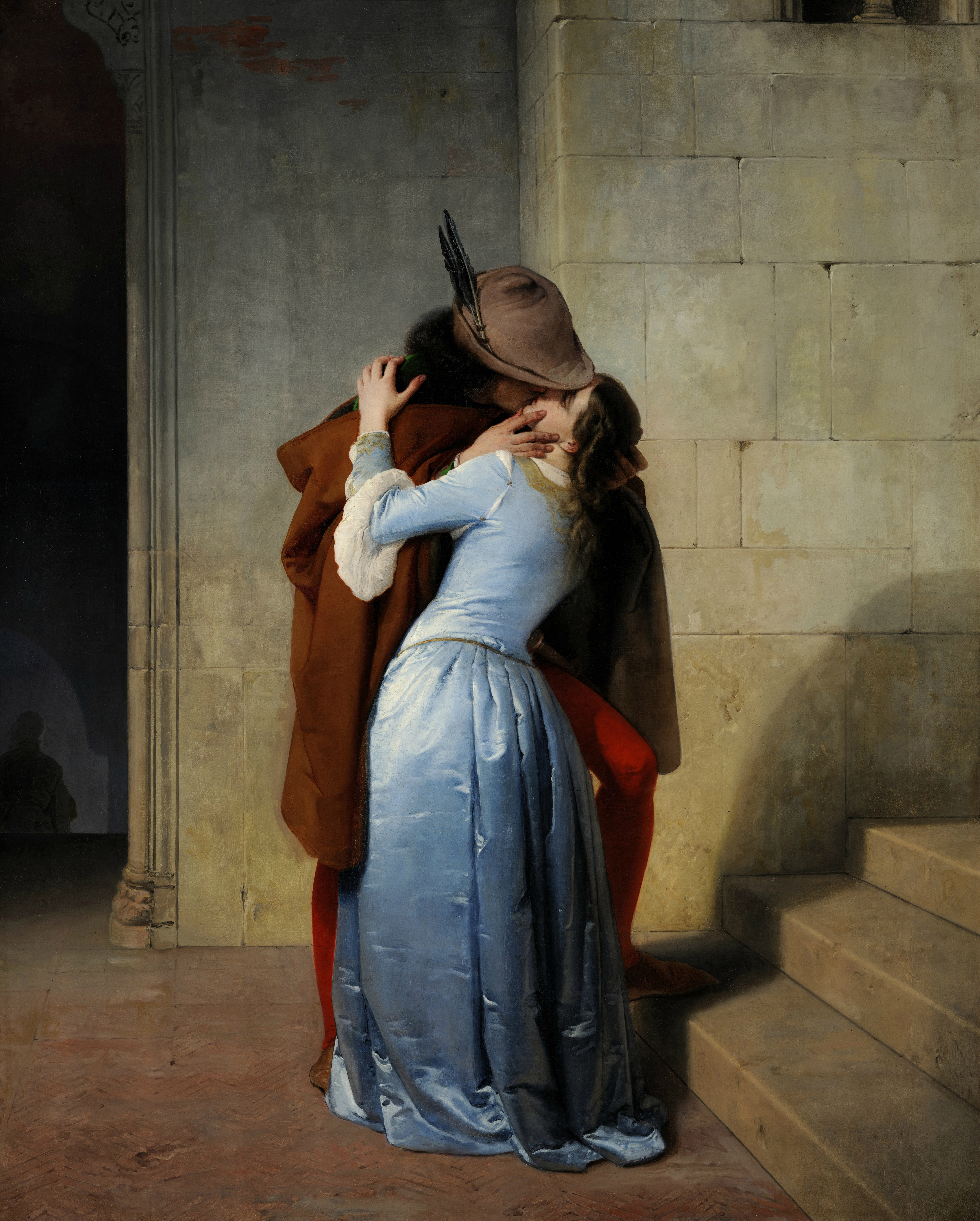
弗朗西斯科·哈耶兹的《吻》，112 × 88，約繪於1859年，1886年始藏
弗朗切斯科·菲利皮尼（英语：Francesco Filippini）《麻的加工（意大利语：La stigliatura della canapa）》，220 × 360cm，1887年，1889年始藏[65]
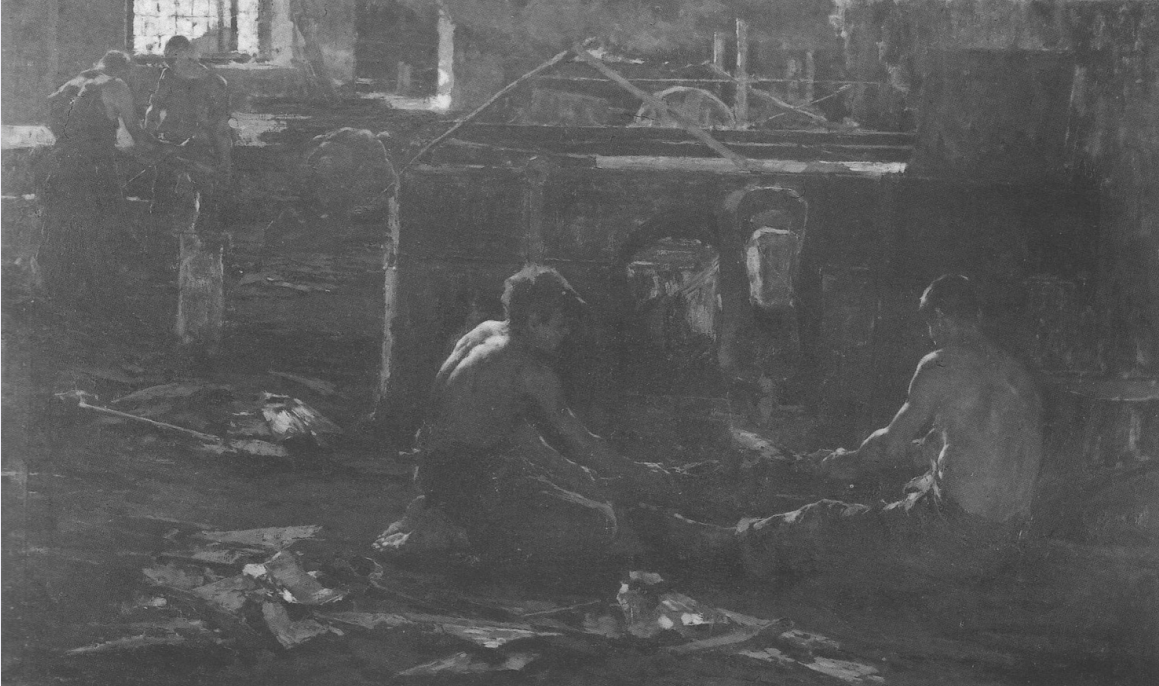
弗朗切斯科·菲利皮尼《木槌（意大利语：Il Maglio）》，260 × 440cm，1889年
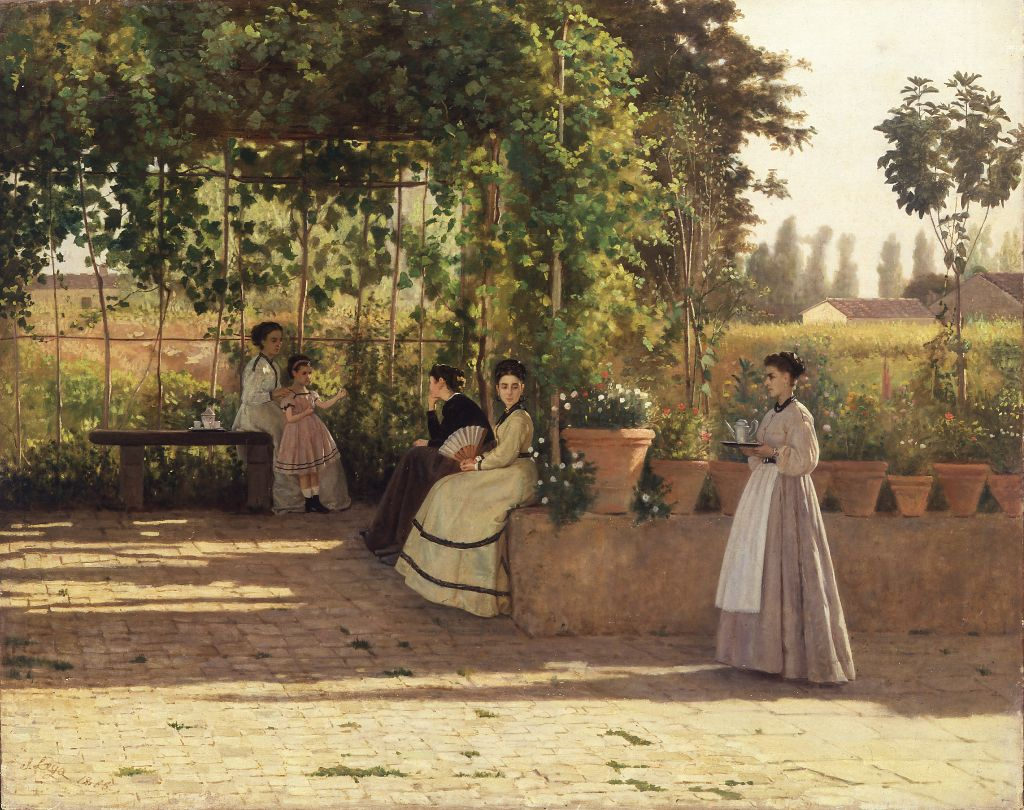
希爾維斯特羅·萊加（英语：Silvestro Lega）的《大棚架（意大利语：Il pergolato）》，75 × 93.5cm，約繪於1868年，1931年始藏
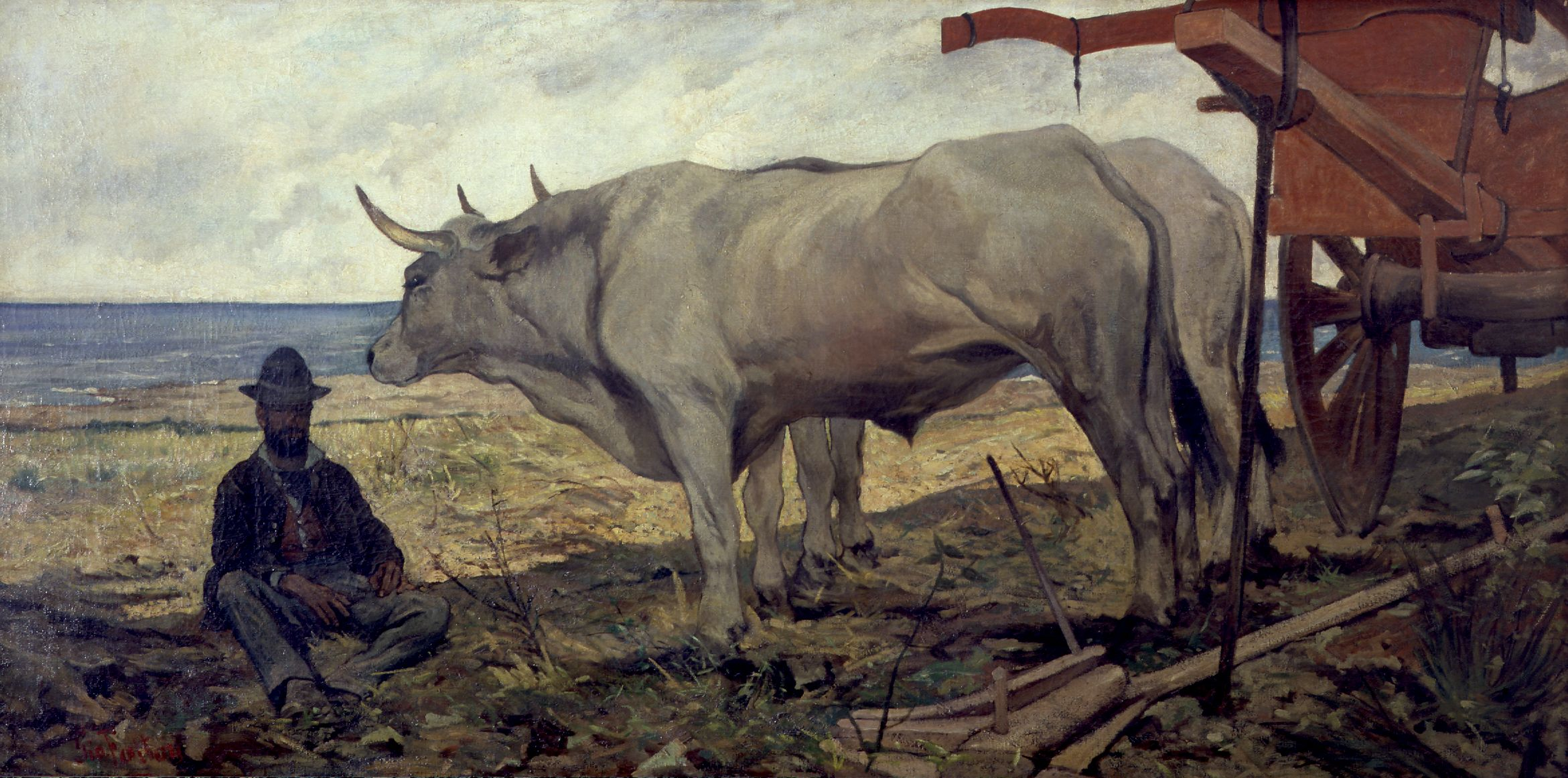
喬瓦尼·法托利（英语：Giovanni Fattori）的《休息 (紅牛車)（英语：The Rest (The Red Cart)）》，88 × 170cm，約繪於1887年，1937年始藏
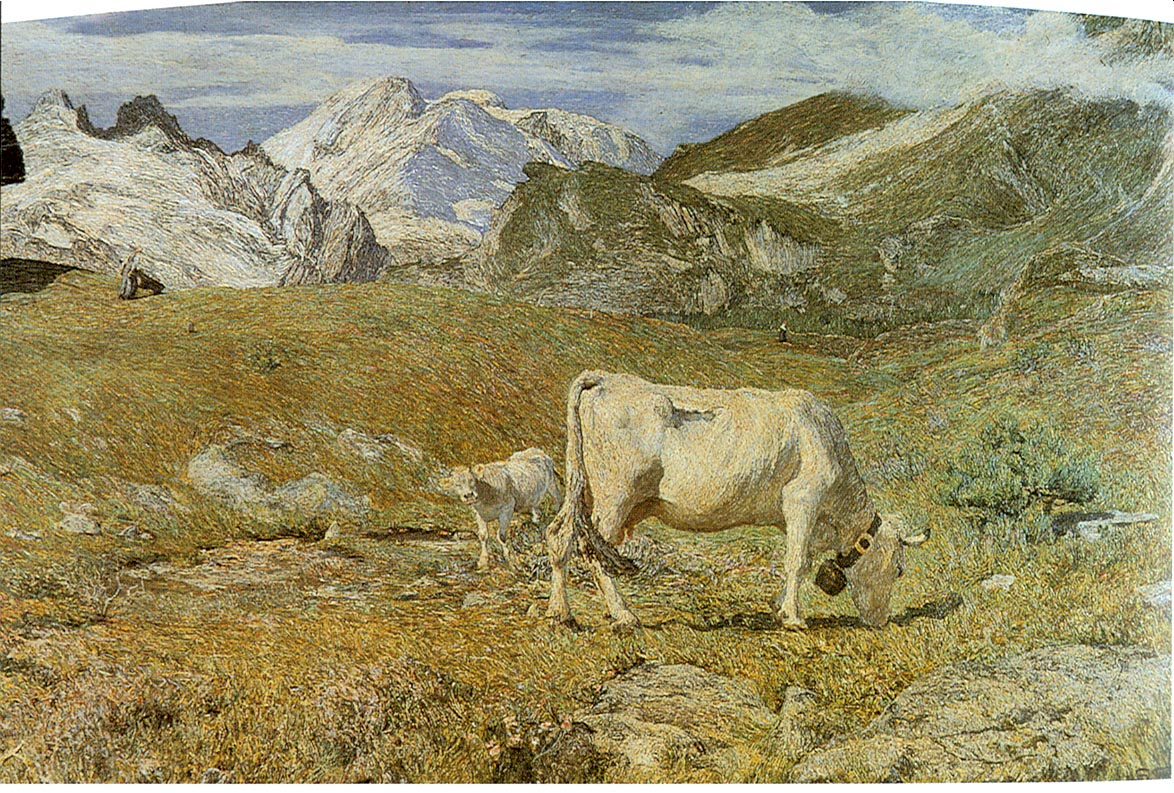
喬瓦尼·塞岡蒂尼的《春天的牧場》（Pascoli di primavera），95 × 155cm，約繪於1896年，1957年始藏
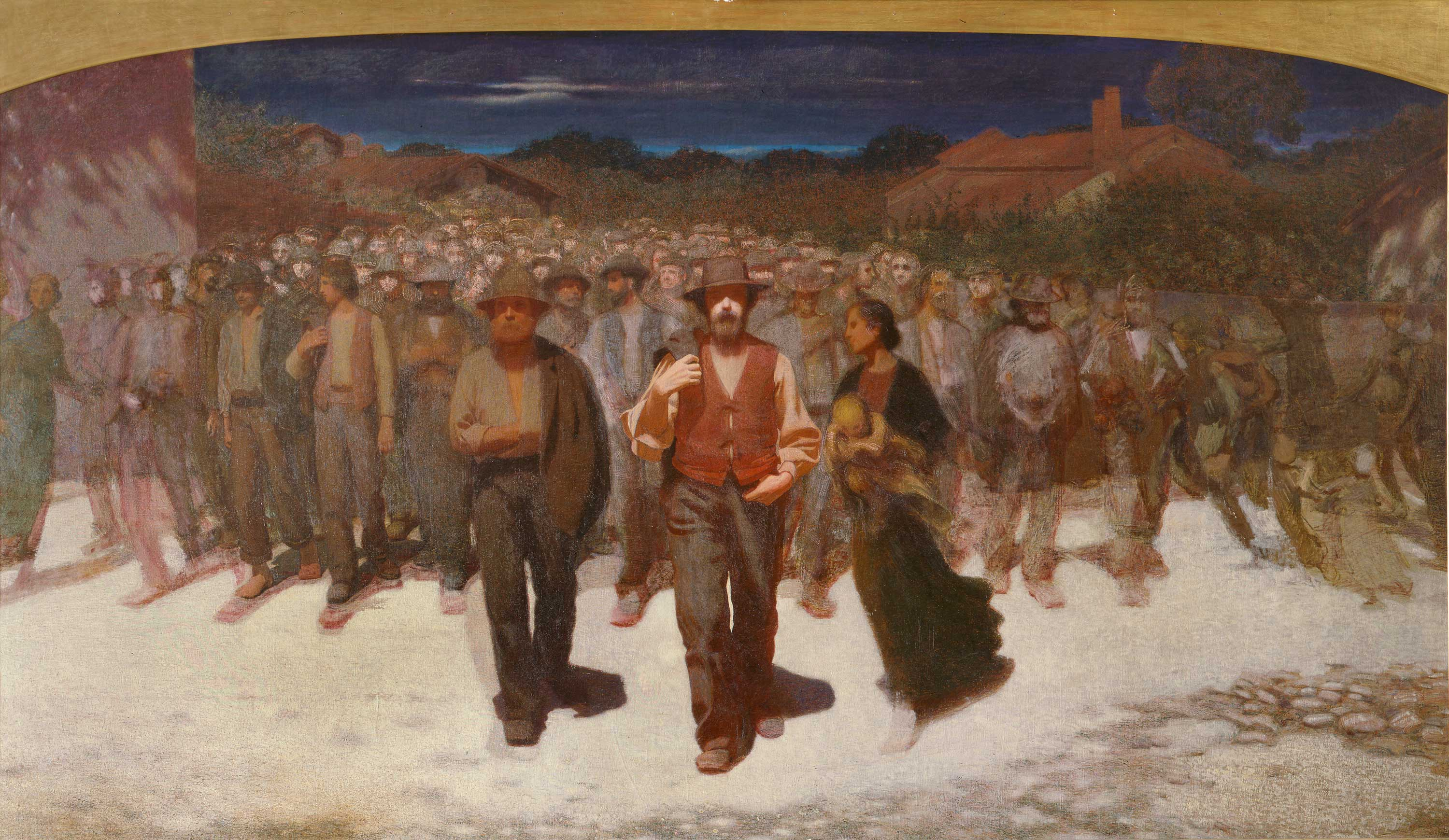
朱塞佩·佩利扎·達·沃爾佩多（英语：Giuseppe Pellizza da Volpedo）的《人潮》（La fiumana），255 × 438cm，約繪於1895－1897年，1986年始藏
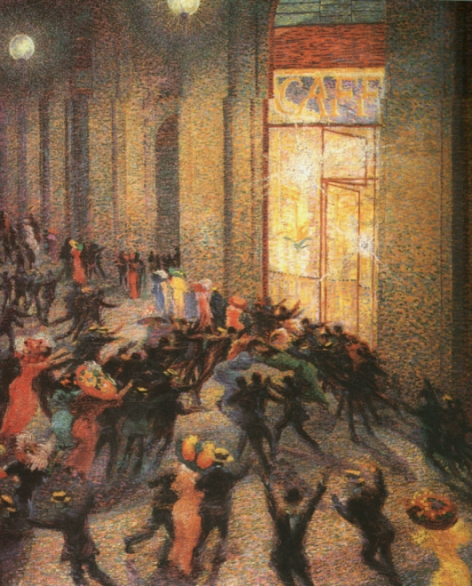
翁貝托·薄邱尼的《美術館裡的騷動（意大利语：Rissa in galleria）》，76 × 64cm，約繪於1910年，1976年始藏

### 引用
1. ↑   (PDF). 2019年5月16日  [2019年5月16日]. （原始内容存档 (PDF)于2019年6月9日）.
2. ↑   Zuffi, p.11.
3. 1 2   Zuffi, p.11-21.
4. ↑   Zuffi, p.24.
5. ↑   Zuffi, p.26.
6. ↑   Zuffi, p.32.
7. ↑   Zuffi, p.36.
8. ↑   Zuffi, p.37.
9. ↑   Zuffi,, p.37.
10. ↑   Zuffi, p.42.
11. 1 2   Zuffi, p.46.
12. ↑   Zuffi, p.12.
13. ↑   Zuffi, p.48.
14. ↑   Zuffi, p.50.
15. ↑   Zuffi, p.51.
16. ↑   Zuffi, p.52.
17. ↑   Zuffi, p.56.
18. ↑   Zuffi, p.57.
19. ↑   Zuffi, p.60.
20. ↑   Zuffi, p.61.
21. ↑   Zuffi, p.62.
22. ↑   Zuffi, p.64.
23. ↑   Zuffi, p.70.
24. ↑   Zuffi, p.74.
25. ↑   Zuffi, p.78.
26. ↑   Zuffi, p.80.
27. ↑   Zuffi, p.81.
28. ↑   Zuffi, p.82.
29. ↑   Zuffi, p.84.
30. ↑   Zuffi, p.86.
31. ↑   Zuffi, p.14.
32. ↑   Zuffi, p.88.
33. ↑   Zuffi, p.92.
34. ↑   Zuffi, p.93.
35. ↑   Zuffi, p.94.
36. 1 2   Zuffi, p.96.
37. ↑   Zuffi, p.16.
38. ↑   Zuffi, p.98.
39. ↑   Zuffi, p.99.
40. ↑   Zuffi,  p.102.
41. ↑   Zuffi,  p.103.
42. ↑   Zuffi,  p.104.
43. ↑   Zuffi,  p.106.
44. ↑   Zuffi, p.108.
45. ↑   Zuffi, p.110.
46. ↑   Zuffi, p.111.
47. ↑   Zuffi, p.114.
48. ↑   Zuffi, p.116.
49. ↑   Zuffi, p.118.
50. ↑   Zuffi, p.120.
51. ↑   Zuffi, p.121.
52. ↑   Zuffi, p.122.
53. ↑   Zuffi, p.124.
54. ↑   Zuffi, p.125.
55. ↑   Zuffi, p.129.
56. ↑   Zuffi, p.130.
57. ↑   Zuffi, p.134.
58. ↑   Zuffi, p.136.
59. ↑   Zuffi, p.137.
60. ↑   Zuffi, p.138.
61. ↑   Zuffi, p.141.
62. ↑   Zuffi, p.142.
63. ↑   Zuffi, p.143.
64. ↑   Zuffi, p.144.
65. ↑   Francesco Filippini «La Strigliatura della Canapa», Pinacoteca di Brera, Milano, Numero di inventario n: 03 00180551, ente schedatore S27, beni-culturali.eu
66. ↑  Pinacoteca Brera, 1993, v. VIa, pp. 265–266, n. 292
67. ↑   Zuffi, p.146.
68. ↑   Zuffi, p.147.
69. ↑   Zuffi, p.148.
70. ↑   Zuffi, p.150.
71. ↑   Zuffi, p.151.